# Жанна д'Арк
Жа́нна д'Арк (фр. Jeanne d'Arc, старофр. Jehanne; прибл. 1412 — 30 травня 1431) відома як Орлеанська діва (фр. la Pucelle d'Orléans) — французька воїтелька, національна героїня Франції за вирішальну участь в Ланкастерській фазі Столітньої війни, християнська свята (свята в католицизмі та англіканстві), покровителька Франції. Страчена за сфабрикованим процесом у 19 років.
17-річна д'Арк повела армію допомоги, щоб звільнити Францію від англійського панування і привести до трону дофіна Карла, у майбутньому короля Карла VII. У 1429 році армія д'Арк зняла облогу Орлеана лише за дев'ять днів, а ряд її подальших швидких перемог призвів до коронації Карла VII в Реймсі. Це підняло французький моральний дух і відкрило шлях до остаточної перемоги французів під Кастійоном у 1453 році.
23 травня 1430 року схоплена в Комп'єні французькими дворянами, союзниками англійців. Передана англійцям, на сфабрикованому суді засуджена до смерті проанглійським єпископом П'єром Кошоном, спалена живце́м у Руані 30 травня 1431 року «за єресь, відьомство і ході́ння в чоловічому одязі» у приблизно 19-річному віці.
У 1456 році інквізиційний суд, уповноважений папою Калікстом III, розглянув судовий процес Жанни д'Арк, розвінчав звинувачення проти неї, визнав її невинною і оголосив мученицею. У XVI столітті д'Арк стала символом Католицької ліги, а в 1803 році за рішенням Наполеона Бонапарта оголошена національним символом Франції. Беатифікована в 1909 році й канонізована у 1920 році, одна з дев'яти святих покровителів Франції.
Жанна д'Арк залишається популярною фігурою у мистецтві та культурі з часів своєї смерті: до її образу широко звертались численні митці, як-от Христина Пізанська, Шекспір, Вольтер, Шиллер, Верді, Брехт тощо.

## Ранні роки

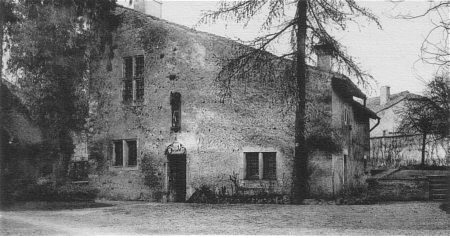
Будинок Жанни д'Арк в Домремі

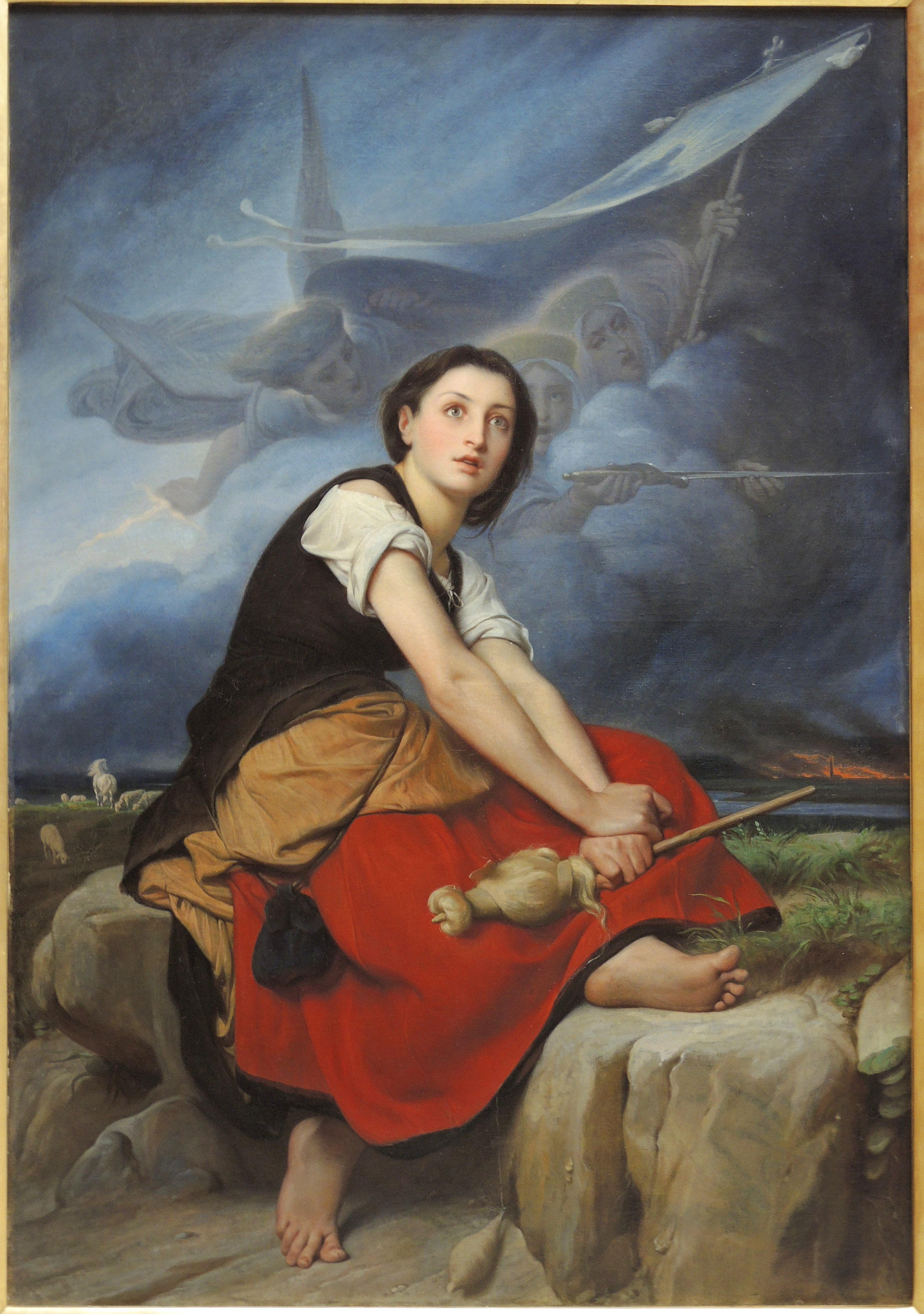
Жанна д'Арк слухає голоси. Леона-Франсуа Бенувіль, до 1859 року

Народилася 6 січня 1412 року в селянській родині Жака д'Арка та Ізабель Ромі в селищі Домремі, яке належало герцогству Барському, а пізніше було анексоване провінцією Лоррен і перейменоване у Домремі-ла-Пюсель. Її родині належали 50 акрів (близько 20 гектарів) землі. Батько Жанни, крім роботи в полі, виконував обов'язки збирача податків і голови сільської сторожової служби. Вони жили в відокремленій частині північно-східної території, яка залишилася лояльною французькій короні, хоча з усіх боків її оточували бургундські землі. Коли Жанна була дитиною, на село здійснили кілька рейдів; одного разу його спалили.
Зі свідчень д'Арк на суді відомо, що перше видіння вона пережила 12-річною, близько 1424 року. Будучи наодинці в полі, вона побачила три постаті, в яких упізнала архангела Михаїла, святу Катерину та святу Маргариту, які звеліли їй вигнати англійців із французької землі й привести дофіна Карла у Реймс на коронацію. Д'Арк говорила, що заплакала, коли постаті пішли — настільки вони були прекрасними. Хоча прижиттєвих зображень Жанни д'Арк не збереглося, багато сучасників достовірно свідчили, що вона була чорнявою, мала карі очі. Відрізнялася міцним здоров'ям, що дозволяло вести воєнне життя, любила фізичні та військові вправи. За свідченням деяких джерел, була міцно складена, але струнка, мала тонку талію, красиве обличчя, ніжний та тихий голос. Філіп Бергамський, посилаючись на очевидців д'Арк при дворі, підтверджував, що вона мала чорне волосся, зріст 157—159 см, за правим вухом мала велику родиму пляму. На реабілітаційному процесі зброєносець д'Арк Жан д'Олон казав, що вона була молодою та гарною, з волоссям «під горщик».
Як тільки Жанні виповнилося 16 років, вона попросила родича, Дюрана Лассуа, провести її до сусіднього замку Вокулер, де попрохала у командира гарнізону графа Робера де Бодрікора дозволу відвідати королівський двір у Шіноні. Саркастична відмова Бодрікора не змусила її відступити: повернувшись у січні наступного 1429 року з підтримкою людей певної ваги Жана де Меца та Бертрана де Пуленжі, д'Арк попросила вдруге і зробила передбачення про зміну становища біля Орлеана.

## Сходження

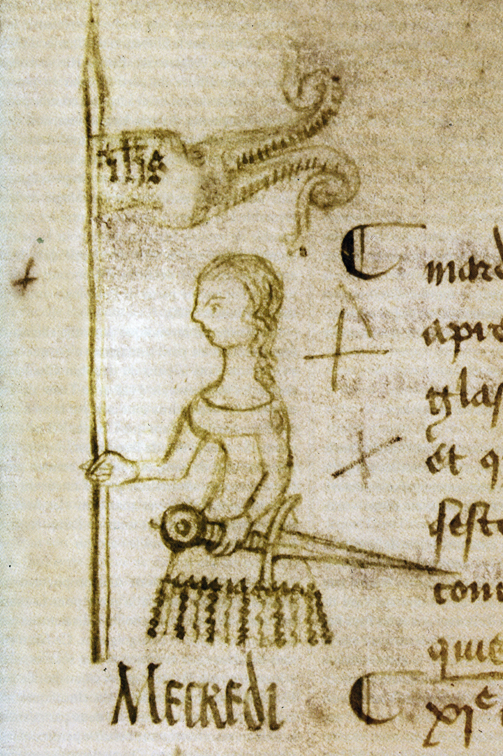
Єдиний прижиттєвий портрет д'Арк, 10.05.1429

Коли вісті з фронту підтвердили передбачення д'Арк, Лаустон де Бодрікор змінив свою думку і надав їй супровід для подорожі до Шінона. Для перетину ворожої бургундської території д'Арк вбралася в чоловічий одяг. Прибувши до королівського двору, справила враження на дофіна Карла VII під час приватної аудієнції з ним. Йоланда Арагонська, теща Карла, на той час фінансувала загін для підмоги Орлеану. Д'Арк попросила в неї дозволу їхати із загоном і носити лицарський обладунок. Броню, коня, меч, стяг та інше спорядження їй подарували.

### Процес у Пуатьє
Жанна д'Арк надала затяжному англо-французькому конфлікту характеру релігійної війни, у чому був свій ризик. Радників Карла бентежило, що її можуть звинуватити в єресі чи відьомстві, якщо не вдасться підтвердити її релігійність. Тоді вороги Карла могли б легко проголосити, що його королювання — дар диявола. Щоб запобігти цьому, Карл звелів провести богословський іспит і підтвердити моральність д'Арк (іспит полягав у допиті та перевірці фізичної цноти). У квітні 1429 року комісія священників у Пуатьє проголосила 19-літню Жанну д'Арк «дівчиною бездоганного життя, доброю християнкою, наділеною чеснотами скромності, чесності та простоти». Щодо її натхнення теологи з Пуатьє не винесли рішення, повідомивши лише, що можна зробити «сприятливе припущення» щодо божої природи її місії. Карлу цього вистачило, але церковники зазначили, що саме він зобов'язаний випробувати Жанну:
Сумніватися в ній, чи відмовитися від підозри злодіяння означало б висловити недовіру Святому Духові й бути негідними божої допомоги.
Перевіркою істинності тверджень Жанни д'Арк мала стати її перемога під Орлеаном.

### Спротив при дворі
Д'Арк прибула до Орлеана 29 квітня 1429 року, але Жан де Дюнуа, очільник герцогів Орлеанських, спочатку не допускав її на військові ради і не повідомляв про заплановані атаки на ворога, тому д'Арк відвідувала більшість нарад і брала участь у сутичках попри заборону.
Міра, в якій д'Арк керувала військом, була предметом суперечок і в історичній спільноті. Одні погляди, які спиралися на свідчення судового процесу, де д'Арк говорила, що віддавала перевагу стягу, а не мечу, твердили, що вона була лише прапороносицею і в основному підтримувала бойовий дух. Інші дослідники, говорять, що д'Арк була вмілим «тактиком й успішним стратегом». За Стівеном В. Річі, д'Арк повела за собою війська та здобула дивовижну низку перемог, які змінили хід війни. Усі історики погоджуються, що впродовж короткої кар'єри Жанни д'Арк французьке військо добилося видатних успіхів. При цьому, сторони не наводять свідчень про грамотність Жанни чи про якесь навчання азам військового мистецтва.

## На чолі війська

Маршрути та битви Жанни д'Арк у Франції часів Столітньої війни (від періоду угоди в Труа). Детальна легенда при кліку на зображення.

Докладніше: Облога Орлеана, Облога Парижа (1429), Битва при Комп'єні
Жанна д'Арк відзначилась тим, що відкинула обережну стратегію, характерну для французького командування попередніх кампаній, і пішла в блискавичний наступ.
Упродовж п'яти місяців облоги оборонці Орлеана зробили тільки одну спробу агресії, яка завершилася катастрофою. Під командуванням д'Арк Орлеан було звільнено за тиждень, і ця перемога ознаменувала перелом Столітньої війни та увічнила ім'я «Орлеанської діви». Сучасники вважали, що якби Орлеан здався і французьким королем став Генріх VI, незалежності Франції як держави було б покладено край[1].
Хід до Орлеана пролягав низкою звільнених фортець. Після трьох листів із пропозиціями вирішити справу мирним шляхом д'Арк почала наступ:
- 4 травня французи атакували й захопили фортецю Сен-Лу.
- 5 травня д'Арк здійснила марш до фортеці Сен-Жан-ле-Блан, де не зустріла опору, оскільки супротивник її покинув.
- На раді 6 травня д'Арк виступила проти Жана Орлеанського, вимагаючи нового наступу. Той звелів замкнути міську браму, щоб запобігти битві, але д'Арк скликала містян та простих вояків і змусила мера відчинити браму. Тільки з одним капітаном д'Арк вийшла за місто й захопила фортецю Сен-Огюстен. Того вечора її виключили з військової ради, на якій командування вирішило чекати на підмогу перед наступною дією.
- Всупереч цьому рішенню д'Арк 7 травня наполягла на атаці головної твердині англійців — Ле-Турель[27]. Діставши поранення стрілою в плече, але повернувшись, щоб повести військо в останній наступ, д'Арк здобула статус героїні в очах сучасників[28]. Увечері Турель була взята.
- 8 травня обидва війська вишикувались для бою, проте д'Арк не стала воювати в неділю, англійці залишили поле бою і відступили. Облога була знята.

Перемога під Орлеаном була першим серйозним успіхом французьких військ з часів поразки під Азенкуром (1415). Після перемоги під Орлеаном з'явилося багато пропозицій подальших наступальних дій. Англійці очікували спроби відвоювання Парижа або наступу в Нормандії.
Керуючись ціллю коронувати дофіна, д'Арк представила Карлу план відвоювання ближніх мостів через Луару, що був прелюдією до наступу на Реймс та коронації Карла VII. Реймс, розташований приблизно вдвічі далі, ніж Париж, глибоко в території ворога, був традиційним місцем коронації французьких королів. Карл схвалив сміливий план наступу д'Арк і надав їй статус спільного командування військом разом із герцогом Жаном II Алансонським.
Під командуванням д'Арк (герцог Алансонський погоджувався з усіма її рішеннями) французьке військо відвоювало Жаржо 12 червня, Мен-сюр-Луар 15 червня, і Божансі 17 червня. Інші командири, включно із Жаном Орлеанським, перебували під таким враженням від успіху д'Арк під Орлеаном, що стали її прихильниками. За словами Алансона, вона врятувала йому життя під Жаржо, попередивши про наступний артилерійський удар. Під час битви при Жаржо д'Арк дістала удар кам'яним ядром по шолому.
Підмога англійцям прибула в область військових дій 18 червня. Силами командував сер Джон Фастолф. Битву при Пате можна порівняти з битвою при Азенкурі, хоча наслідок був протилежним. Французький авангард атакував раніше, ніж англійські лучники змогли завершити приготування до оборони. Внаслідок цього значна частина англійського загону загинула, а більшість командирів були вбиті або потрапили в полон. Фастолф утік з невеличким загоном і став цапом-відбувайлом, на якого звалилася критика за принизливу поразку. Французькі втрати були мінімальними.

Жанна д'Арк на коронації Карла VII, Енгр (1780—1867)

Сили д'Арк вирушили у напрямку Реймса з Жіан-сюр-Луар 29 червня, а 3 липня їм здався бургундський гарнізон міста Осер. Інші міста на шляху війська теж без опору переходили на французький бік. Труа, місто підписання угоди, яка ставила мету позбавити Карла VII прав на трон, капітулювало після безкровної чотириденної облоги. На час наближення до Труа у французів закінчувався провіант, але їм пощастило. Мандрівний чернець брат Рішар проповідував в околицях Труа кінець світу й переконав місцеве населення садити боби, які рано дозрівали: військо прибуло саме на врожай.
Реймс відкрив міську браму перед військом д'Арк 16 липня 1429 року. Коронація Карла відбувалася наступного ранку. Хоча д'Арк та герцог Алансонський закликали до швидкого маршу на Париж, королівський двір віддав перевагу переговорам із герцогом Бургундським із метою перемир'я. Герцог Філіп Добрий порушив угоду, використавши її лише для того, щоб зміцнити захист Парижа. У проміжку між сутичками французькі війська пройшли маршем околиці Парижа, і їм мирно здалися ще кілька міст. Англійські сили на чолі з герцогом Бредфордським вирушили назустріч французам і вийшли на позиції проти них 15 серпня. Штурм Парижа почався 8 вересня. Незважаючи на поранену стрілою арбалета ногу, д'Арк продовжувала керувати військами до кінця дня. Наступного ранку прийшов королівський наказ відступити.
Більшість істориків звинувачують у політичних помилках, які сталися після коронації, великого шамберлена Жоржа де ля Тремуайя.
У жовтні 1429 року, менш ніж за рік від початку своєї участі у воєнних діях, Жанна д'Арк захопила Сен-П'єрр-ле-Мутьє і отримала дворянство.

## Полон

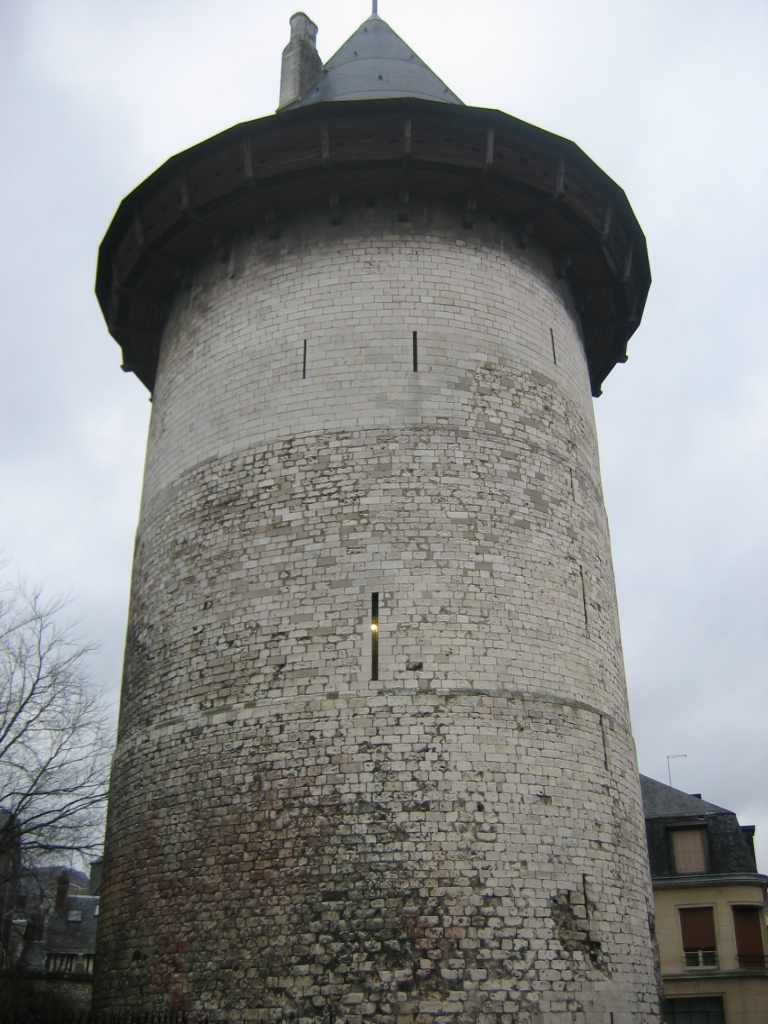
«Вежа Жанни д'Арк» в Руані, де її допитали 9 травня 1431 року. З подібної вежі вона стрибнула при спробі втечі

Після кількох незначних сутичок в околицях Ла-Шарите-сюр-Луар впродовж листопада та грудня, у квітні 1430 року д'Арк вирушила в Комп'єнь, щоб допомогти місту вистояти англо-бургундську облогу. 23 травня 1430 року, під час атаки бургундського табору при Марнії, д'Арк взяли в полон. Це сталося так: коли бургундці отримали шеститисячне підкріплення, д'Арк звеліла своїм силам відстояти на укріпленій позиції, але сама, за законами честі, останньою покинула поле бою. Бургундці оточили ар'єргард, і її збили з коня стрілою. Вона спочатку відмовилася здатися. У ті часи було заведено платити за бранців викуп, але випадок із д'Арк був особливим. Деякий час вона була полонянкою Жана Люксембурга. Битва при Комп'єні стала останньою військовою операцією Жанни д'Арк.
Багато істориків звинувачують коронованого Жанною Карла VII в бездії, коли йшлося про визволення її. Д'Арк робила кілька самостійних спроб втечі; одного разу стрибнула з 21-метрової вежі у Вермандуа на землю в фортечному рові. Після цієї спроби її перевели в бургундське місто Аррас.
Урешті-решт, англійці викупили Жанну д'Арк у герцога Філіпа Бургундського (фактично у Жана Люксембурга) за 10 тисяч крон і назначили керувати судовим процесом проанглійського єпископа П'єра Кошона з Бове.

## Інквізиційний процес
Докладніше: Інквізиційний процес Жанни д'Арк

Звинувачення Жанни д'Арк в єресі та судовий процес над нею були політично мотивованими. Англія не могла допустити подальшого французького тріумфу. Герцог Бедфордський оголосив, що французький престол повинен належати його племіннику, англійцю Генріху VI. Внаслідок дій д'Арк відбулась коронація конкурента, тож звинувачення воїтельки було спробою поставити під сумнів легітимність її короля. У хроніках венеційця Морозіні прямо сказано:
Англійці спалили Жанну через її успіхи, бо французи мали поступ і, здавалось, будуть мати його без кінця. Англійці ж говорили, що, якщо ця дівчина загине, доля не буде більше прихильною до дофіна.
Судовий процес розпочався 9 січня 1431 року в Руані, де розташовувався англійський окупаційний уряд. Під час процесу були численні порушення процедури, проаналізовані та викриті посмертним реабілітаційним процесом над Жанною д'Арк.

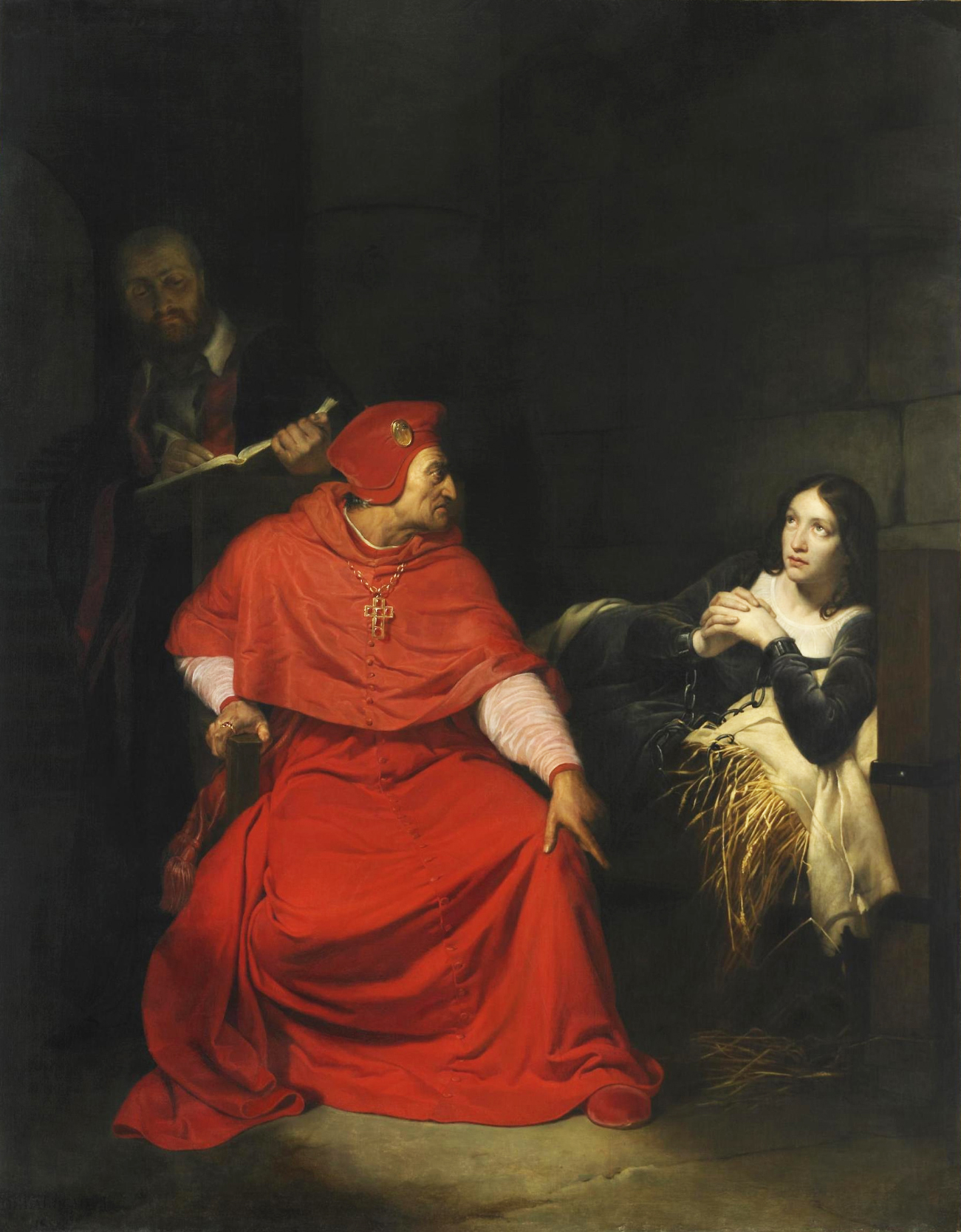
Допит Жанни д'Арк у в'язниці кардиналом Вінчестера. Іпполіт Деларош, 1824. Руанський музей красних мистецтв.

 Судом керував єпископ П'єр Кошон, гарячий прибічник англійських інтересів у Франції, котрий, згідно з церковними законами, не мав юрисдикції в справі, проте був призначений, бо його підтримував англійський уряд, який фінансував суд. Англійська влада не приховувала ні своєї причетності до суду над д'Арк, ні значення, яке вона йому надавала. Опубліковані документи англійського казначейства в Нормандії вказують, що витрати на суд були немалими.
Оскільки формально д'Арк судили за звинуваченням у єресі, приписи інквізиції вимагали утримання в церковній в'язниці під наглядом черниць, однак її тримали як військовополонену, у світській в'язниці під охороною англійської варти. Єпископ Кошон відмовив д'Арк у праві звернутися до Базельського собору й папи Римського, що припинило б суд.
Церковний нотаріус Ніколя Баї, якому доручили зібрати свідчення проти д'Арк, не знайшов нічого. Без таких свідчень суд не мав підстав розпочати процес, та все ж розпочав його, порушивши церковний закон, і відмовив звинувачуваній у праві на адвоката. На першому засіданні д'Арк скаржилася, що всі присутні налаштовані проти неї, й просила запросити «французького церковника».
Під час процесу виявилось, що звинуватити д'Арк буде не так просто — дівчина трималась на судилищі з неймовірною відвагою і впевнено спростовувала закиди про єресь і стосунки з дияволом, обходячи численні пастки. Про непересічний розум Жанни д'Арк свідчать протоколи судових засідань: її обмін репліками з обвинувачувачами став знаменитим. Коли д'Арк запитали, чи відомо їй, що вона в божій милості, вона відповіла: «Якщо ні, то хай Бог візьме мене в свою милість, а, якщо так, то хай Бог і надалі тримає мене». Це запитання — схоластична пастка: церковна доктрина стверджує, що жодна людина не може бути впевнена в божій милості. Відповівши «так», вона сама звинуватила б себе в єресі. Заперечивши — визнала б свою провину. За свідченнями писаря Буагійома, почувши відповідь, судді були приголомшені. Цей діалог справив таке враження на Бернарда Шоу, що він повністю включив його буквальний переклад у текст п'єси Свята Жанна.
За свідченнями декого з учасників процесу, значну частину протоколів засідань пізніше змінили так, щоб зашкодити д'Арк. Деякі церковні сановники, включно з інквізитором Жаном Леметром, змушені були діяти в умовах примусу, навіть погроз розправи з боку англійців. Всупереч нормам церковного суду д'Арк не дозволили подати апеляцію Папі Римському і проігнорували позитивні висновки процесу в Пуатьє.
Оскільки зізнання в єресі від д'Арк добитися не вдавалося, суд сконцентрувався на фактах, де добровільне зізнання не вимагалось, — на носінні чоловічого одягу, нехтуванні авторитетом Церкви, а також намагався довести, що голоси, які чула Жанна, мали диявольську природу.
У надії зламати волю бранки її тримали у жахливих умовах, англійські вартові ганьбили її, на допиті 9 травня трибунал погрожував їй тортурами, але все марно — д'Арк відмовилася скоритись і визнати себе винною. Кошон розумів, що осудивши на смерть без зізнання, посприяє виникненню ореолу мучениці, тому 24 травня він вдався до обману і залякування — показав д'Арк готове вогнище для її страти, біля якого обіцяв перевести в церковну в'язницю з гарним доглядом, якщо вона підпише документ про зречення від єресі і покору церкві. При цьому папір із текстом, зачитаним неграмотній на той час д'Арк, підмінили іншим, з текстом про повне зречення всіх «помилкових суджень», де Жанна під загрозою негайної страти поставила хрест. Дванадцять статей звинувачення, які підбивали підсумок судового процесу, суперечили навіть уже підправленим судовим протоколам. Обіцянка, звісно, не була виконана, і її повернули до світської в'язниці..

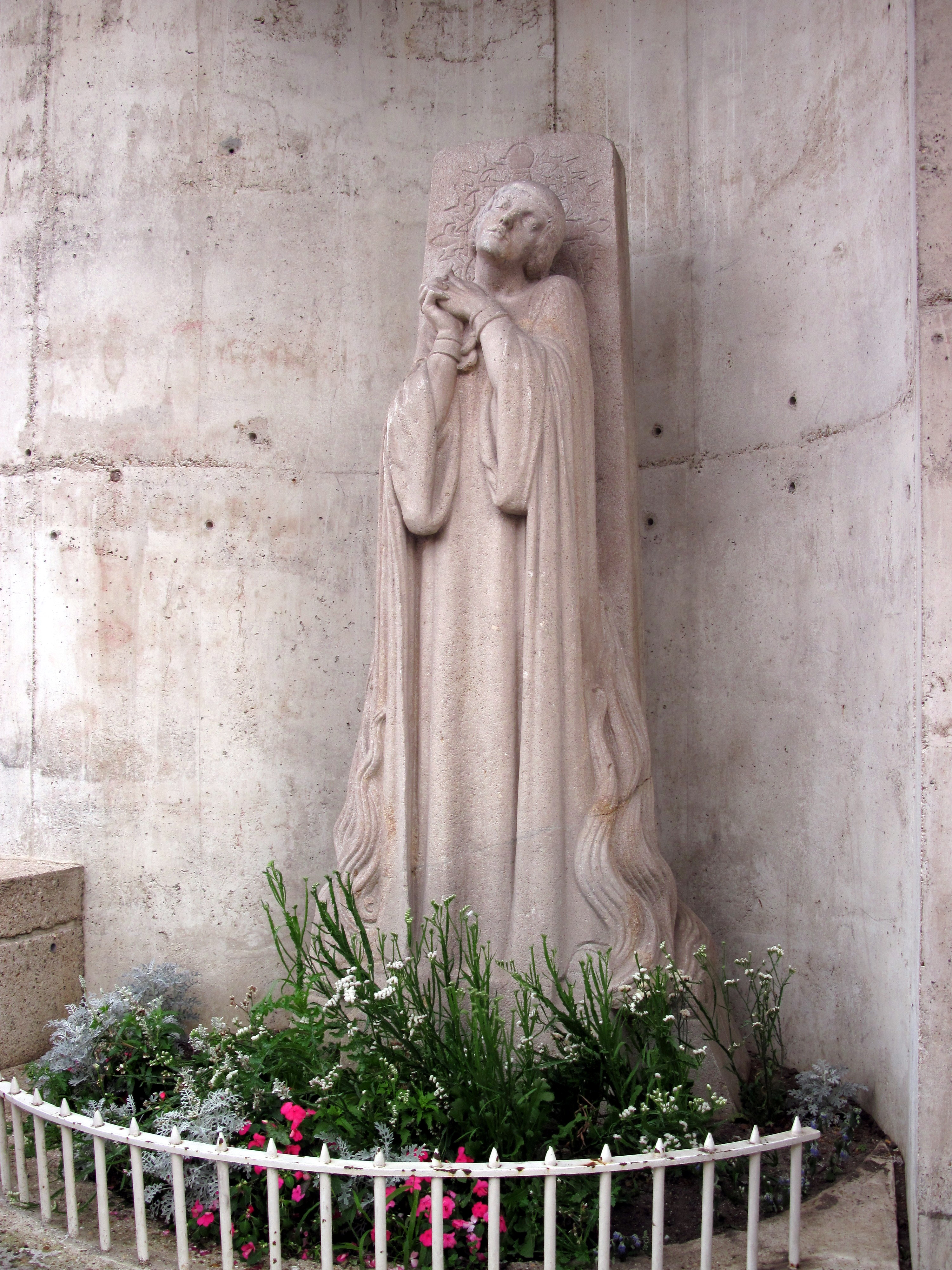
Пам'ятник біля місця страти д'Арк (Максім Реаль дель Сарт, 1928)

Єресь каралася смертю тільки у разі рецидиву. Підписавши заяву про «зречення», д'Арк погодилася носити жіноче вбрання. Через кілька днів, домігшись, щоб д'Арк знов вдягла чоловічий одяг (д'Арк повідомляла одного з членів трибуналу, що «важливий англійський лорд увійшов до її в'язниці й намагався взяти її силою». За свідченням Жана Массьє, сукню д'Арк вкрали або відібрали) і цим «впала в минулі єресі» — трибунал виніс їй смертний вирок.
З точки зору доктрини перевдягання пажем під час подорожі ворожою територією і носіння броні в битві не було провиною. «Хроніки діви» стверджують, що переодягання запобігало зґвалтуванню в польових умовах. Церковники, які пізніше свідчили на повторному реабілітаційному процесі, стверджували, що вона продовжувала одягатися в чоловіче вбрання у в'язниці, щоб запобігти зґвалтуванню. Жанна прагнула зберегти цноту. Чоловіче вбрання сповільнило б ґвалтівника, крім того, в ньому чоловіки менш ймовірно сприймали б її за об'єкт сексуальних домагань. Коли її запитали про одяг, д'Арк послалася на іспит на процесі Пуатьє. Протоколи іспиту не збереглися, але все вказувало на схвалення її дій теологами з Пуатьє: маючи місію виконати чоловічу роботу, слід було і вдягатися, як чоловіку. Упродовж своєї військової кар'єри д'Арк також мала коротку зачіску і не відмовилася від цього у в'язниці. Її прихильники, зокрема теолог Жар Герсон, як і інквізитор Бреаль під час реабілітаційного процесу, захищали її звичку. Попри все це, 1431 року суд виніс Жанні д'Арк смертний вирок-аутодафе

## Суд та страта

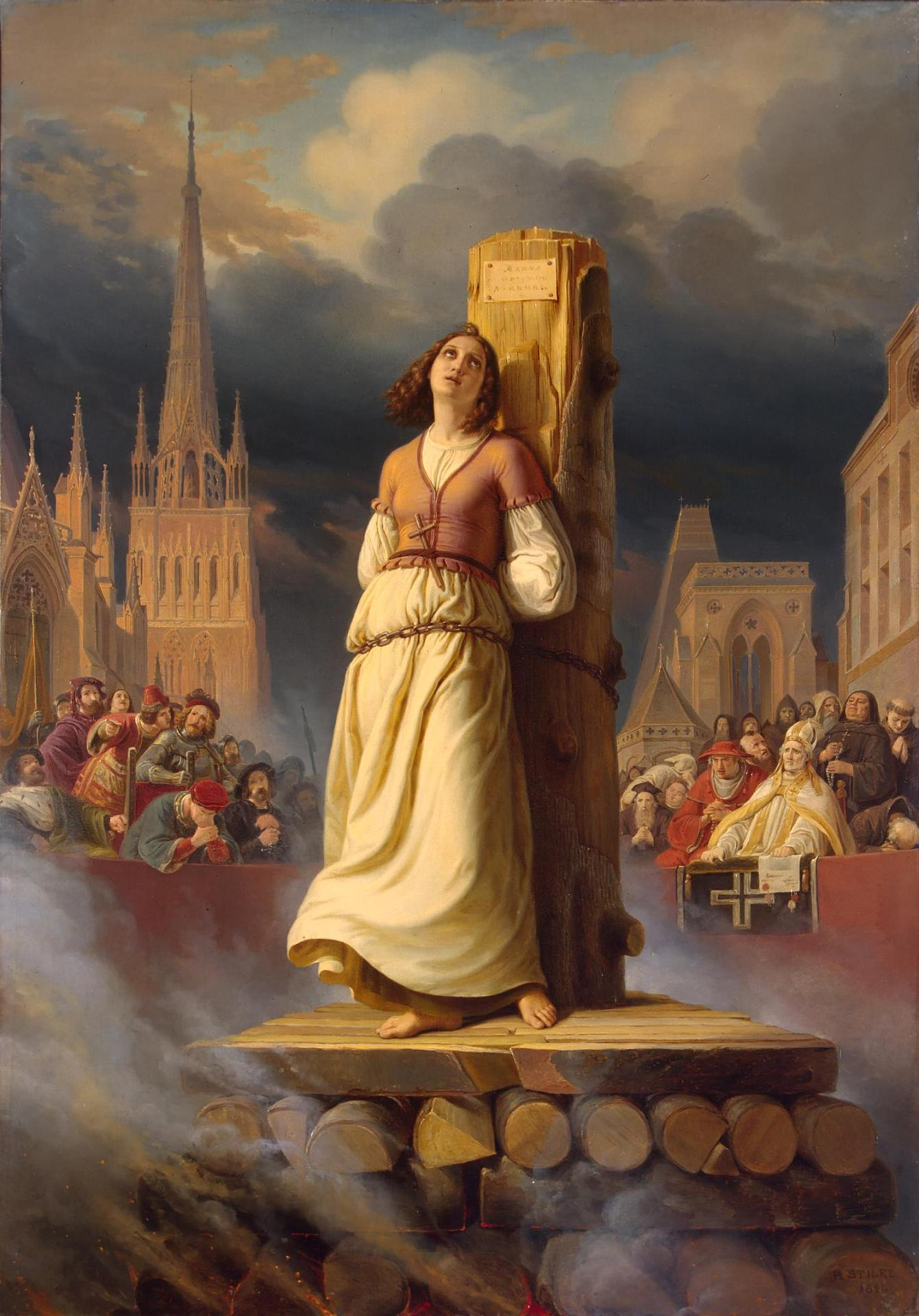
Смерть Жанни д'Арк на вогнищі, Штільке (1803—1860).

Англійці утримували Жанну у тюремній камері зі скутими ногами. Існують свідчення, що у в'язниці з нею поводилися дуже грубо, катували та били, тому вона часто з'являлась на слухання з синцями та ранами по всьому тілу. У 1431 році Жанна знову пройшла через принизливу процедуру підтвердження невинності. Справа в тому, що, за існуючими тоді повір'ями, якби Жанна виявилася відьмою, вона неодмінно мала б вступити в сексуальний зв'язок із дияволом. Огляд проводила особисто дружина герцога Бедфордського, а він був присутній, стоячи за спиною у дружини. У результаті, Жанна була визнана незайманою, після чого судді суворо заборонили будь-кому торкатися до неї.
Суд над Жанною розпочався 21 лютого: шість попередніх слухань проходили у бальному залі замку, додаткові допити — у її тюремній камері. Суд інквізиції міг тривати до десяти годин на добу і розтягувався на кілька днів. Жанна твердо стояла на тому, що щиро вірить у Бога, і категорично відмовлялася визнати себе винною. Виснажувальні допити не зламали її духу. «Мої вчинки та слова завжди були продиктовані Богом. Я просто виконувала Його волю», — твердила дівчина. Суд тягнувався, і в Жанни зовсім не залишалося сил: втома і фізичне нездужання давали про себе знати — майже весь час вона лежала на крижаній підлозі камери, не маючи можливості піднятися. Часто до неї в темницю приходив П'єр Кошон і пропонував підписати папір із зреченням колишніх поглядів. Але Жанна не здавалася.
Англійців влаштовувало лише одне рішення суду — смертна кара. Вони платили добрі гроші й не розуміли, чому Кошон зволікає. 24 травня 1431 року Жанну привезли на місце страти — площу Старого Ринку в Руані, щоб показати приготоване для неї багаття. При цьому Кошон пообіцяв, що, у разі її визнання, дівчину перевезуть до церковної в'язниці, де забезпечать добрий догляд. Коли єпископ, який голосно перераховував висунуті проти Жанни звинувачення, вимовив кілька засуджуючих слів на адресу Карла VII, який не зробив жодної спроби врятувати її, Жанна гнівно вигукнула: «Наш король любить свою церкву і свою віру більше, ніж будь-хто з вас!»
Побачивши місце своєї страти, це жахливе багаття, Жанна здригнулася. Кошон домігся свого — дівчина поставила свій підпис — хрест, на піднесеному їй папері. Їй було суворо заборонено надалі одягати чоловіче плаття.
30 травня 1431 року Жанна д'Арк була спалена заживо на площі Старого Ринку в Руані.
За свідченнями очевидців страти, на голову д'Арк наділи паперову мітру с написом «Єретичка, віровідступниця, ідолопоклонниця» і повели на вогнище, де прив'язали до високого стовпа.
«Єпископ, я помираю через вас. Я викликаю вас на Божий суд!» — з вогнища крикнула д'Арк і попросила дати їй хрест. Д'Арк попросила двох ченців, брата Мартена Ладвеню та брата Ізамбара де ла П'єра, тримати перед нею розп'яття. Один селянин зробив для д'Арк невеликий хрест, який вона вдягла поверх сукні (за іншою версією, дві схрещені хмизини простяг їй кат). Коли її охопив вогонь, Жанна кілька разів крикнула: «Ісусе!». Майже всі на площі плакали з жалю.
Коли д'Арк перестала дихати, англійці розгребли вогнище, щоб продемонструвати її обгоріле тіло — з метою запобігти чуткам, що їй вдалося утекти живою. Кат Джеффрі Терадж пізніше стверджував, що «дуже боявся прокляття». Після демонстрації тіло спалили ще двічі, доки воно не перетворилося на попіл, який заборонили збирати як реліквію. Рештки Жанни д'Арк викинули в Сену. На момент страти їй було 19 років.

## Особистість

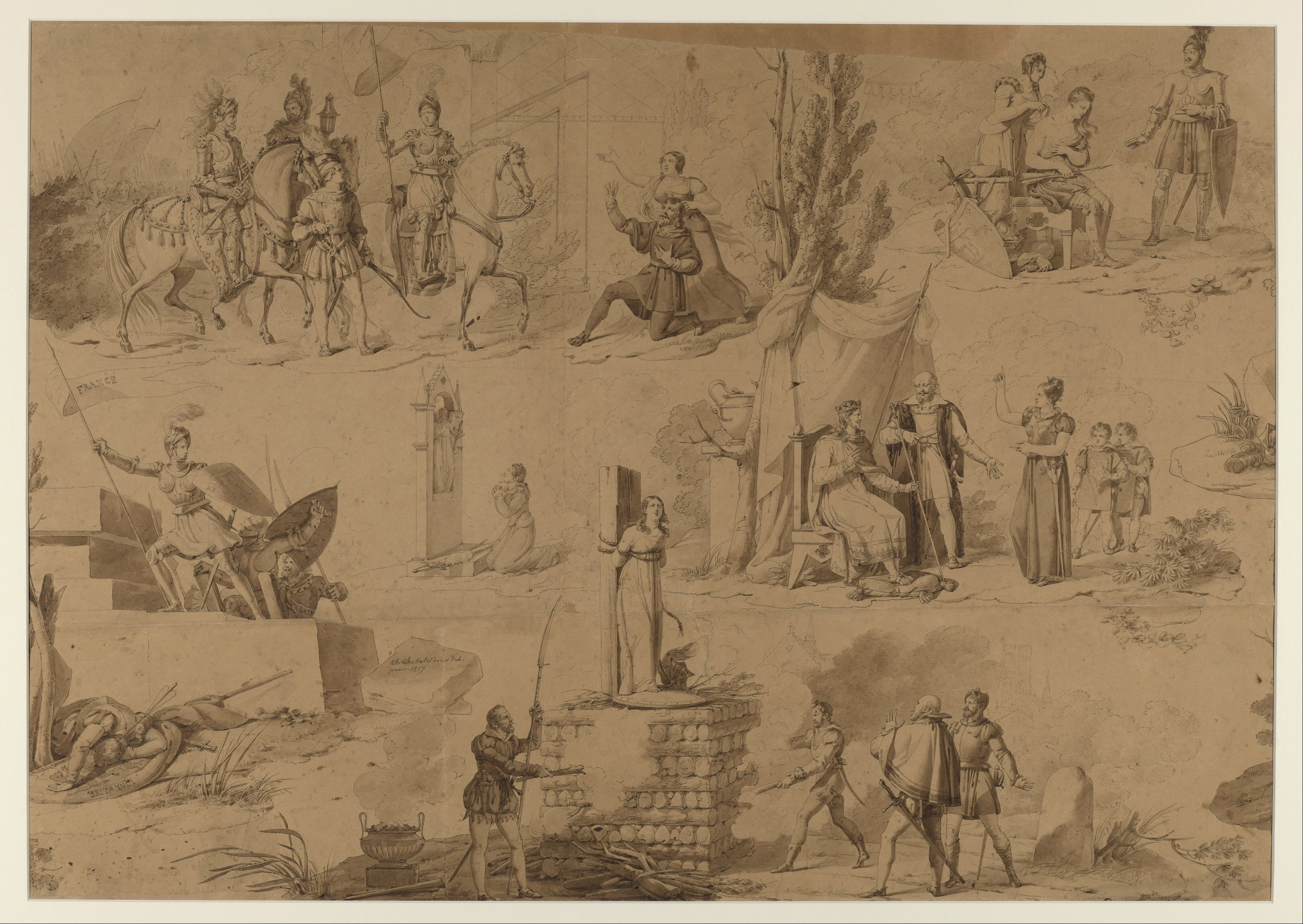
Шість сцен з життя Жанни д'Арк, Hartmann et Fils Manufactory, 1817

Один із соратників Жиль де Ре казав, що ніхто жодного разу не бачив, щоб д'Арк убила когось з ворогів мечем. Після кожної битви вона молилася за загиблих, а перед кожною битвою причащалася, і більшість воїнів робили це разом із нею. Біля неї ніхто ніколи не сварився. Священник Жан Паскерель згадував, що д'Арк постилася: у п'ятницю часто нічого не їла й не пила.
Відомий полководець Ла Гір одним з перших визнав у д'Арк божественний знак і жорстоко помстився бургундцям за смерть д'Арк.
Згідно з архівами родини де Шабанн, Жак де Шабанн Ла Паліс, який закінчив кар'єру званням великого магістра Франції, а до того був радником Карла VII, безслівно любив Жанну д'Арк і був зліва від неї під час в'їзду в Орлеан. Він відвіз поранену д'Арк із взяття Турнелю, під час битви під Комп'єном, ще до полону, допомагав їй відбиватися від ворогів.
Після полону стало відомо, що в д'Арк закохався бургундський лицар Емон да Масі. Побачивши її в замку Боревуар, він намагався торкнутися її грудей, у відповідь на що отримав сильний удар. Під час руанського процесу він визнав, що закохався в неї і просив графа де Ліньї Люксембурзького просити за неї викуп, будучи певним, що спадкоємець престолу дасть за неї хороший викуп та віддасть її йому для шлюбу.

## Листи Жанни д'Арк
Докладніше: Листи Жанни д'Арк

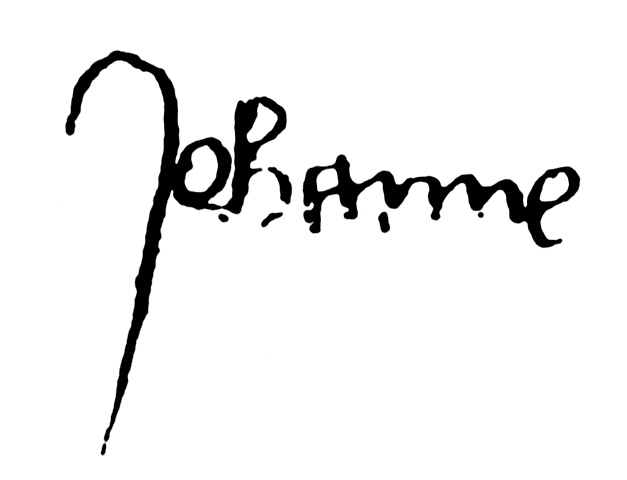
Підпис Жанни д'Арк (старофранцузькою: Johanne), що зберігся на листі до населення Ріома, 9 листопада 1429.

Під час процесу в Пуатьє д'Арк, за збереженими документами, свідчила, що «не знає ні А ні Б». Скориставшись, за гіпотезою біографів, часом перемир'я (6 серпня — 9 листопада 1429), д'Арк почала підписувати свої листи (1429—1431). Її підпис, особливо чіткий у третьому листі мешканцям Реймсу, складався з власного імені — Johanne — старофранцузькою (котрою писалася й більшість оригінальних листів). Графологічна експертиза встановила безсумнівну одноосібність усіх підписів, на противагу тексту листів, які того часу надиктовувались та належали різним писарям.
П'ять листів збереглися, сім згадуються, один вважається підробкою, ще кілька — втраченими. Послання д'Арк адресовані здебільшого населенню чи правителям міст, до яких наближалась армія д'Арк, яка спершу часто пропонувала здатись (англійцям Орлеану — тричі); також підтримати бойовий дух, узгодити переміщення, отримати спорядження. На запит клірикам церкви св. Катерини у Ф'єрбуа 1429 року, чи може Жанна отримати меч, за повір'ями схований за престолом, який явився їй у видінні, ті прислали їй меч, котрий вірно служив їй. На питання графа д'Арманьяка, якого папу вона шанує, відписала «того, що в Римі. Згадуються листи батькам та прохання магістрату Тура видати грошову подяку доньці художника стягу д'Арк із нагоди її весілля (не виконане).
Під час інквізиційного процесу 1431 року д'Арк вимагала надати їй матеріали справи, котрі, за відсутності адвоката, прочитати їй було нікому, що також свідчить про її володіння грамотою.

## Після смерті
Суд і страта Жанни д'Арк не допомогли англійцям — від нанесеного нею удару вони так і не змогли оговтатись.
Граф Ворік, запізно зрозумівши, який вплив на країну справила коронація Карла VII в Реймсі, влаштував власне «миропомазання» юного Генріха VI в Соборі Паризької Богоматері в грудні 1431 року, однак воно мало ким у Франції сприйнялося як законне. Уже наступного року Дюнуа взяв Шартр, а Конетабль Рішмон, який, примирившись з королем, став його головним радником.
1435 року померли Бедфорд та Ізабелла Баварська. У вересні того ж року Франція і Бургундія остаточно примирилися, уклавши Аррасський договір проти Англії. Уже 1436 року Рішмон увійшов з армією в Париж. Вирішальний французький наступ затримався на кілька років через інтриги й повстання при королівському дворі. 1449 року французи почали наступ у Нормандії, завершений перемогою 15 квітня 1450 в битві при Форміньї. Битва при Кастійоні 17 липня 1453 року стала вирішальним епізодом в останньому етапі Столітньої війни, через три місяці французи взяли Бордо, що остаточно закінчило війну.

## Реабілітаційний процес

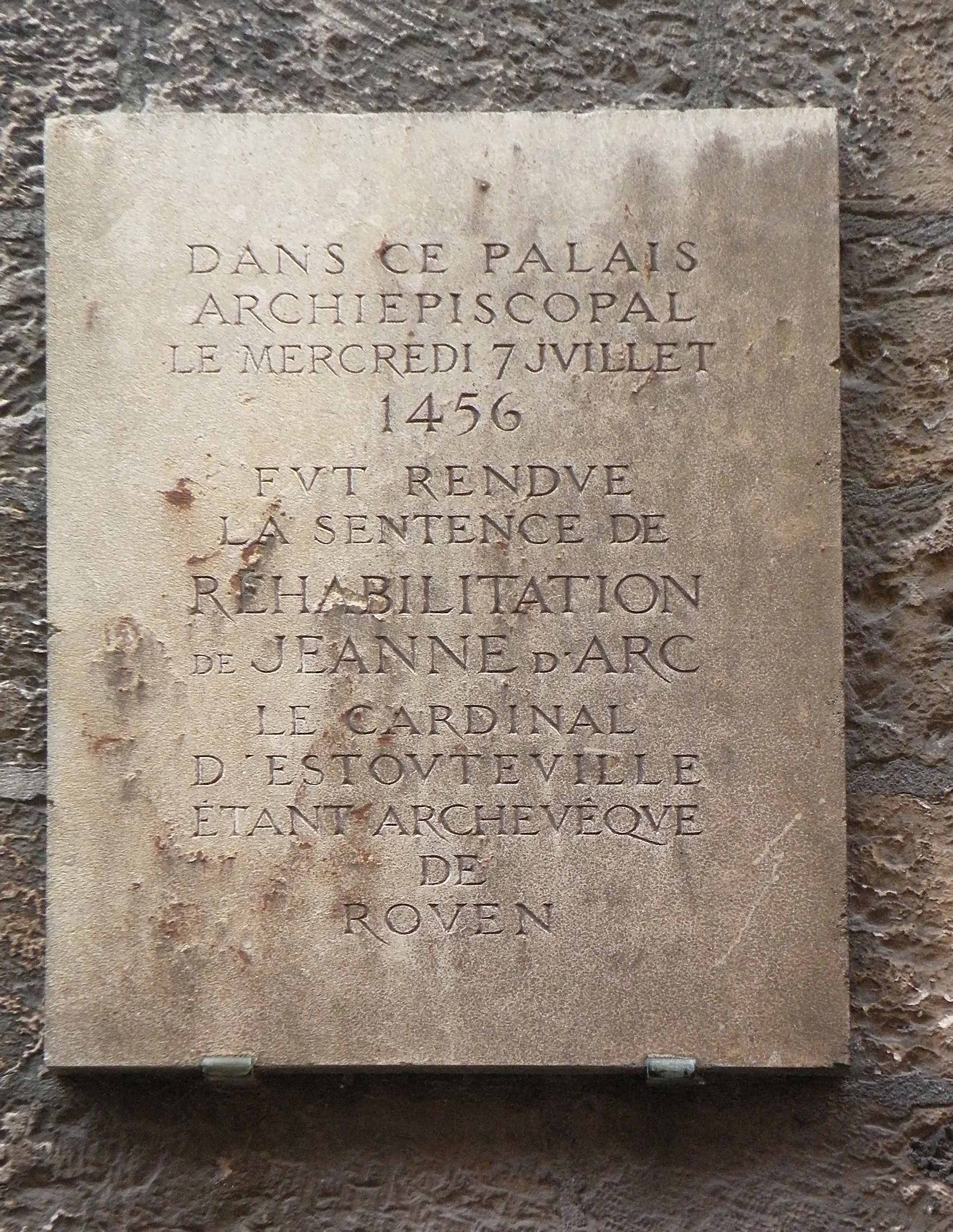
До виправдання Жанни д'Арк. Пам'ятна дошка, Руан.

Після війни, в Нормандії, 1452 року Карл VII звелів зібрати всі документи стосовно суду над д'Арк і розслідувати його законність. Слідство вивчило документи процесу, опитало живих свідків і одностайно ухвалило, що під час процесу допускалися кричущі порушення закону.
1455 року папа Калікст III звелів провести новий процес юридичної реабілітації і призначив трьох своїх представників спостерігати, зокрема архієпископа Реймса Жана Жувенеля дез Урсена головою. Суд засідав у Парижі, Руані та Орлеані, розслідування велось і на батьківщині д'Арк. Легати папи і судді допитали 115 свідків, зокрема матір Жанни Ізабель Ромі, її товаришів по зброї, простий люд Орлеану.
7 липня 1456 року судді зачитали вердикт, де йшлося, що кожний пункт звинувачення проти д'Арк спростовується свідченнями. Перший суд оголосили недійсним, один екземпляр протоколів і вироку символічно порвали перед натовпом.
1909 року папа Пій X проголосив Жанну блаженною, а 16 травня 1920 року папа Бенедикт XV її канонізував (День пам'яті — 30 травня). Нині практично в кожній католицькій церкві Франції є її статуя. Орлеанська діва зображається в чоловічому костюмі, з мечем у руці. 
Існують відомі з XV ст. легенди, які пропонують альтернативні версії походження, життя, смерті, а також «чудесного спасіння» Жанни д'Арк. Ці міфи стійкі донині навіть в офіційних установах: так, в музеї Шінона зберігаються останки, які ніби-то належать Жанні д'Арк, хоча за даними науковців, це не її мощі.

## Пам'ять

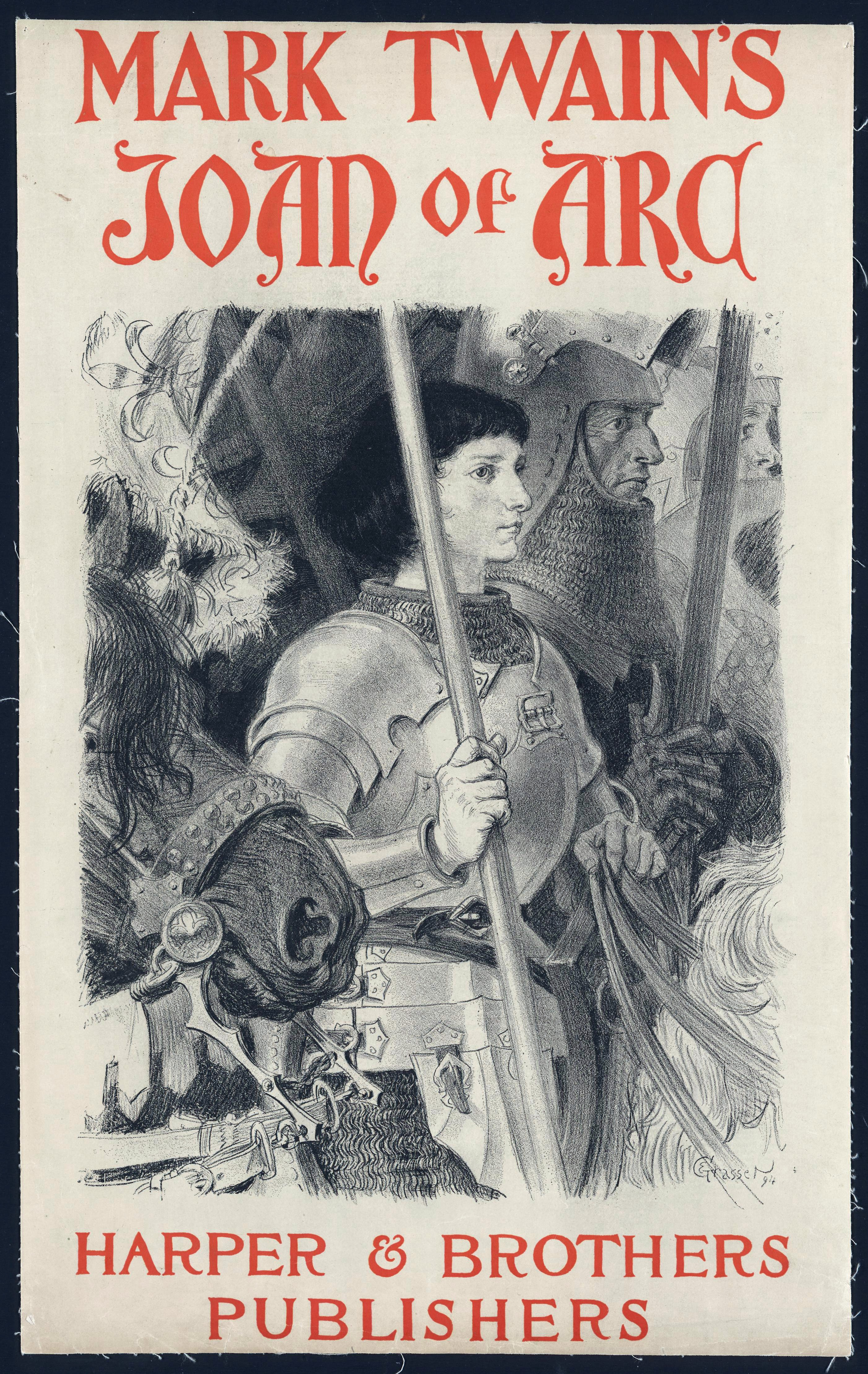
Особисті спогади про Жанну д'Арк, Марк Твен, 1894.

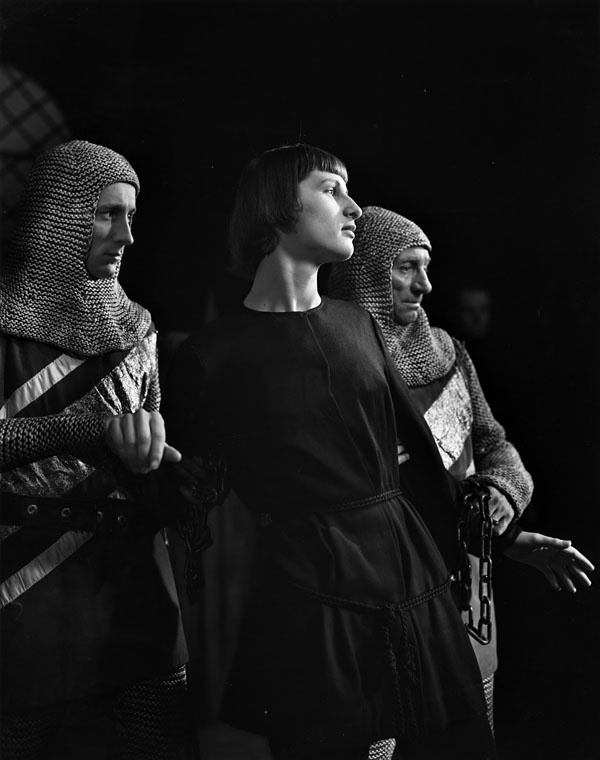
У постановці l'Ottawa Little Theatre, 1937.

Жанна д'Арк стала не тільки національною героїнею Франції, а й широко знаною фігурою світового мистецтва: літератури, музики, хореографії, кіно. Її образ використовували відомі акторки, вельможні пані, він став символом феміністичного спротиву та боротьби з насильством проти жінок.
У культурі її часто обожували та демонізували, надприродні сили приписують і досі. Тоді як класичне мистецтво акцентує трагізм історії Жанни д'Арк, в сучасному маскульті (напр., серіали, манга та аніме, комп'ютерні ігри) нерідко зустрічаються варіанти з хепі-ендом. Попри історичний фактаж, д'Арк часто зображують рудою (можливо, через стереотипи про відьомство) та з довгим волоссям (вочевидь, через гендерні стереотипи).
- Щорічно 8 травня у Франції відзначається «День Жанни д'Арк».
- 127 Жанна — астероїд, відкритий 1872 року.
- Французький крейсер-вертольотоносець «Жанна д'Арк» спущений на воду 1964 року.
- 1974 року з ініціативи Андре Мальро в Орлеані заснований Центр Жанни д'Арк, де збираються документи про її життя і діяльність.
- У вірних католицької церкви є звичай відправляти новенну (9-денну молитву), у період з 21 до 30 травня до святої у намірах захисту Церкви та країни.[64] Свята Жанна д'Арк вважається покровителькою Франції, військових та справедливої перемоги[65].

### Музика та сцена
- «Орлеанська діва» — лібрето опери Мерму.
- «Жанна д'Арк» (опера, 1845) — твір Верді за п'єсою Шиллера.
- «Орлеанська діва» (опера, 1879) — опера та лібретто Чайковського за п'єсою Шиллера в перекладі Жуковського, драмою Ж. Барб'є «Жанна д'Арк» і за лібрето опери «Орлеанська діва» О. Мерму.
- «Жанна д'Арк» (кантата) — Джоаккіно Россіні.
- «Жанна д'Арк на вогнищі» (ораторія) — Артур Онеггер.
- Шарль Гуно написав музику до п'єси Жуля Барб'є «Жанна д'Арк».
- «Тріумф Жанни» — опера-ораторія Анрі Томазі.
- Образ втілювала Зінаїда Волконська.

#### Рок-музика
- «Біла ворона» — рок-опера Геннадія Татарченка, лібретто — Юрій Рибчинський, головна партія — Тамара Гвердцителі.
- «Жанна д'Арк» (2003) — рок-опера рок-ордену Тампль, побудована на ватиканському розслідуванні 1920 року: чи є Жанна святою?
- «Jeanne D'Arc» (2005) — концептуальний альбом італійського симфо-павер-метал гурту «Thy Majestie».
- «Светлое распятье» — цикл пісень Вероніки Доліної з альбому «Железная Дева».
- Дві пісні в альбомі «Architecture & Morality» синті-поп гурту Orchestral Manoeuvres in the Dark.
- «Joan of Arc» — пісня Мадонни.
- «Joanni» (2005) — композиція Кейт Буш (альбом «Aerial»).
- «Joan of Arc» — пісня британського жіночого попгурту Little Mix (альбом «LM5»).
- «Joan of Arc» — пісня канадського інді-рок-гурту Arcade Fire (альбом «Reflektor»).
- «The Death Of Love» — пісня готик-метал гурту Cradle Of Filth, обігрується популярна в маскульті тема кохання між Жанною і її другом Жилем де Ре.
- «Maid of Orleans» — пісня іспанського метал-гурту Dark Moor (альбом «The Hall of the Olden Dreams»).
- «Д'Арк» — пісня російського лесбійського гурту «Сурганова и Оркестр».
- «Орлеанська діва» (2008) — пісня петербурзького power-metal гурту Citadel (альбом «Игра света и тени»), натхненна сценою з фільму Бессона, де Жанна в тюрмі веде діалог з Совістю.
- «Сердце Жанны д'Арк» — пісня російського гурту Unreal.
- «Жанна» — пісня гурту «Немного Нервно» (альбом «Сны о Земле. Глава IV»).

### Візуальне мистецтво
Жанну д'Арк почали зображати ще за життя, її образ увійшов до скарбниці сюжетів світових живопису та графіки, варіюючись відповідно до канонів часу. Найчастішими мотивами є сцени навернення д'Арк біблійними духами, батальні сцени (найчастіше — Орлеан та облога Парижа), полон та страта. Д'Арк присвячували свої полотна Рубенс, Жилло Сент Евр (цикл картин), Енгр, Бастьєн-Лепаж, Жан-Жак Шерер (цикл), Гоген, Реріх та багато інших.
Відзначена в артфеміністичній композиції «Поверх спадщини» (англ. «Heritage Floor»), її ім'я знаходиться у кластері «Петронілла де Міт» (25 імен).

Жанна д'Арк у візуальному мистецтві
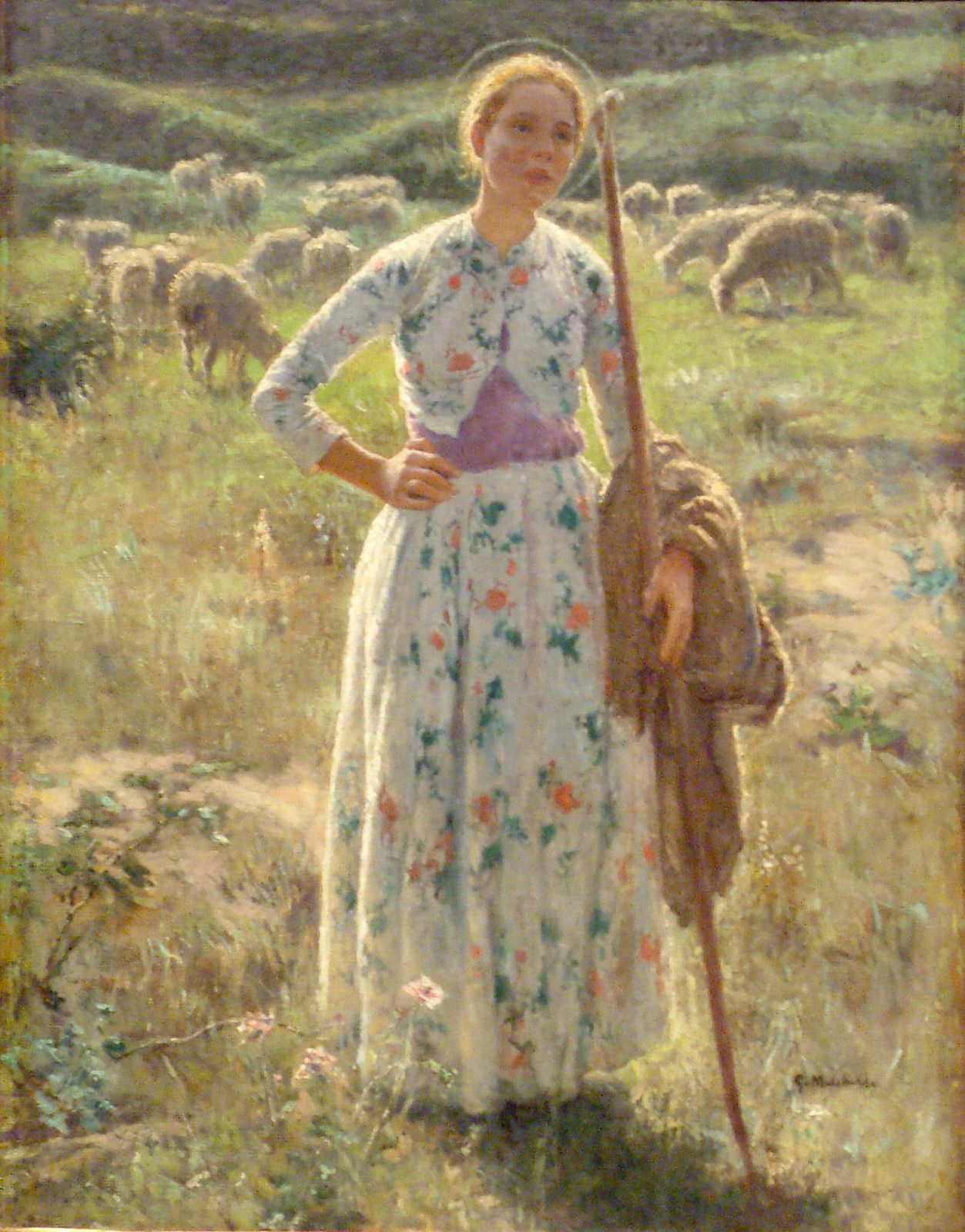
Мелхерс, до 1932 р.
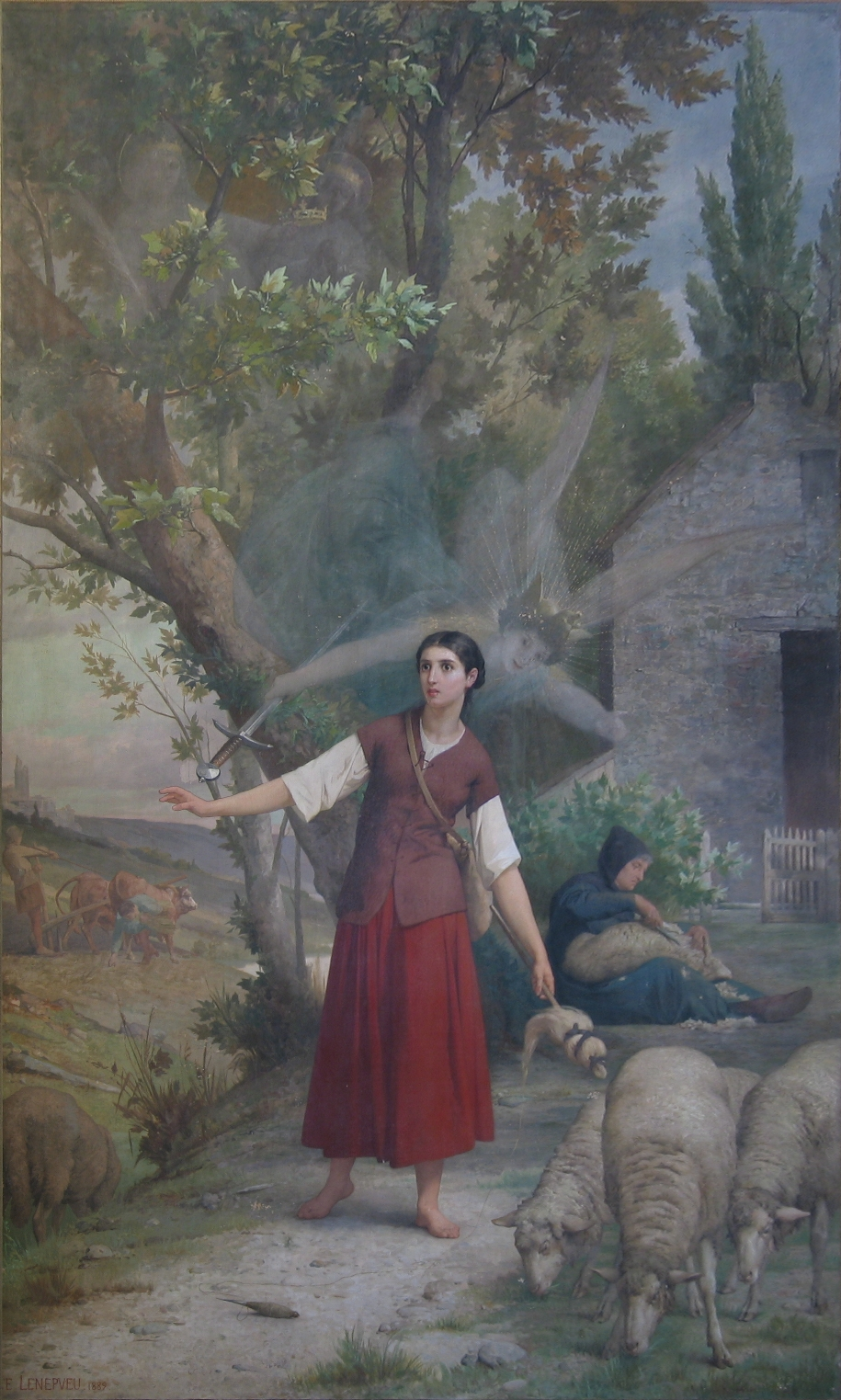
«Жанна д'Арк, пастушка», Lenepveu, до 1886 р.
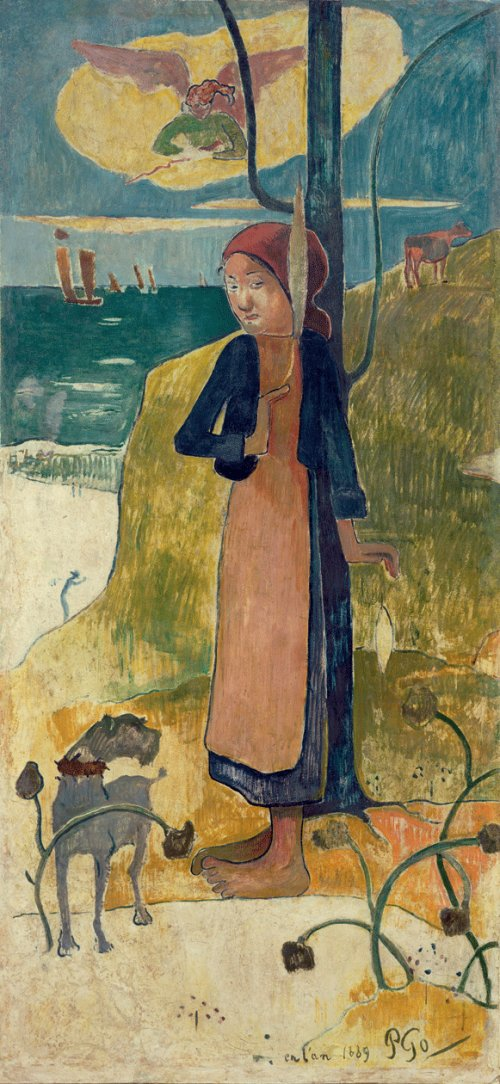
Жанна д'Арк, Гоген, 1889 р.
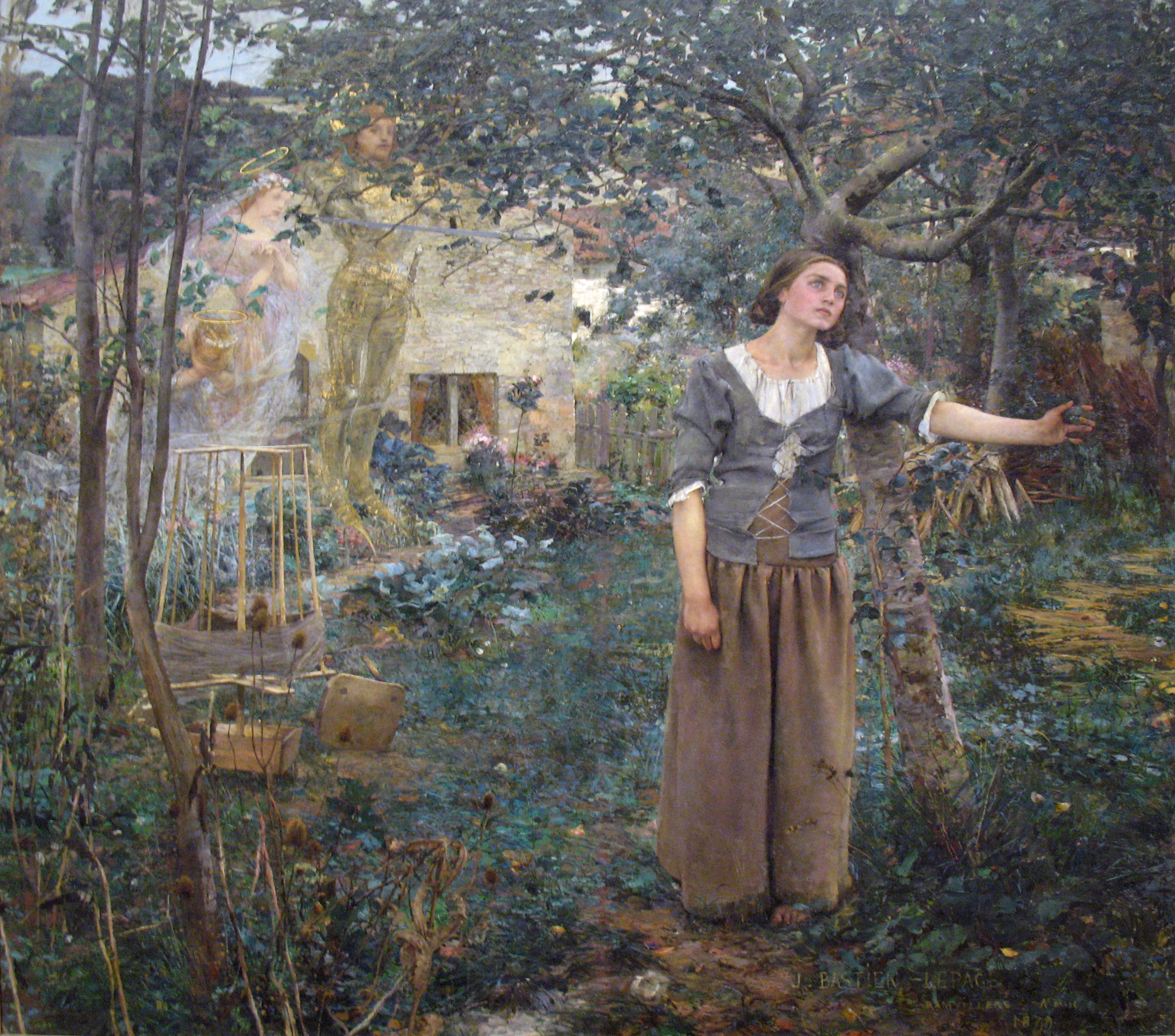
Бастьєн-Лепаж, 1879 р.
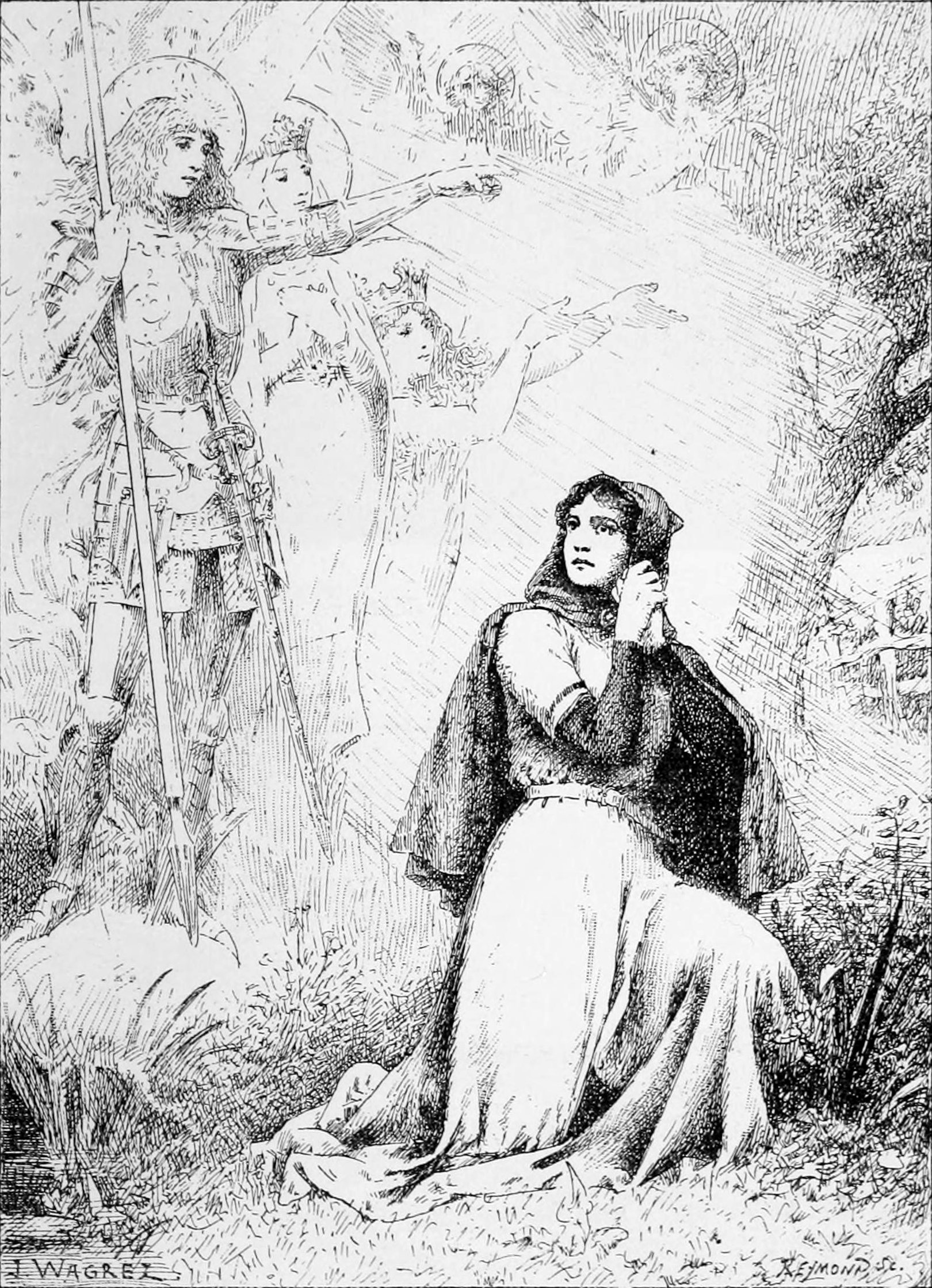
Жанна і її голоси
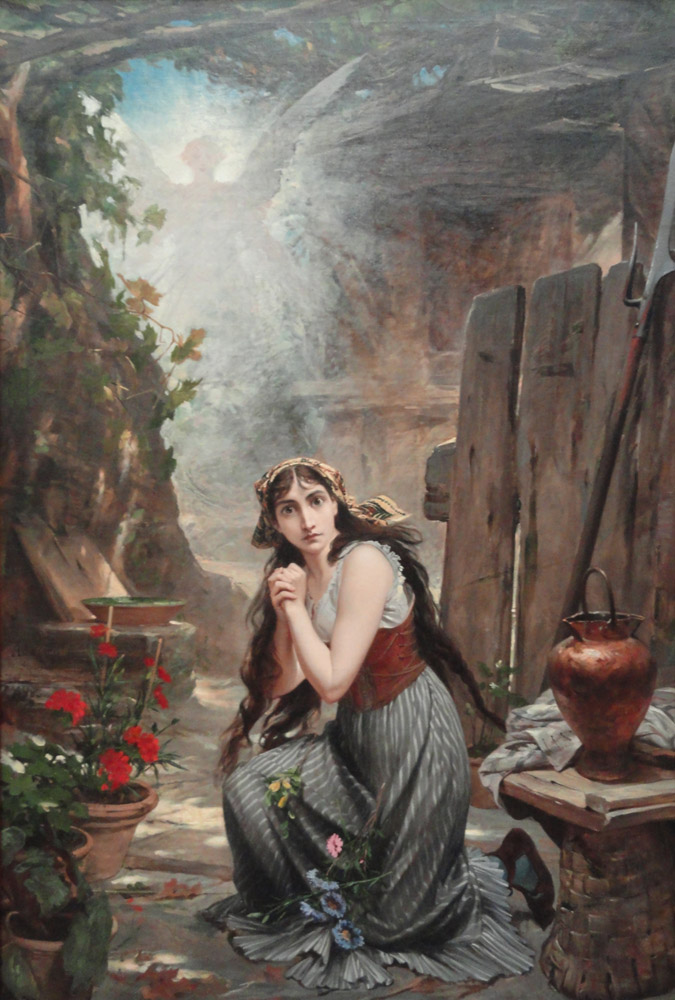
Педру Америку, 1884 р.
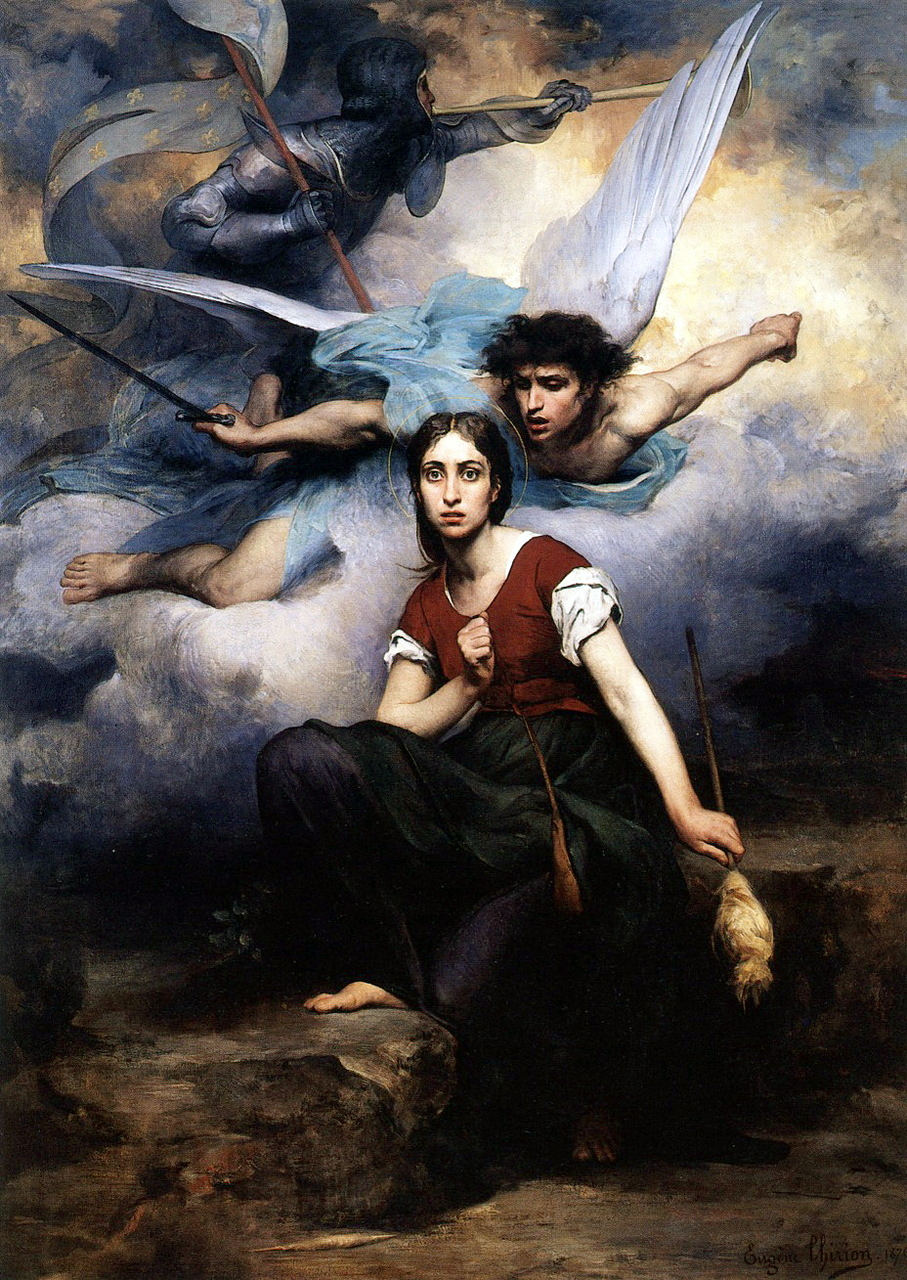
Eugène Romain Thirion, бл. 1876 р.
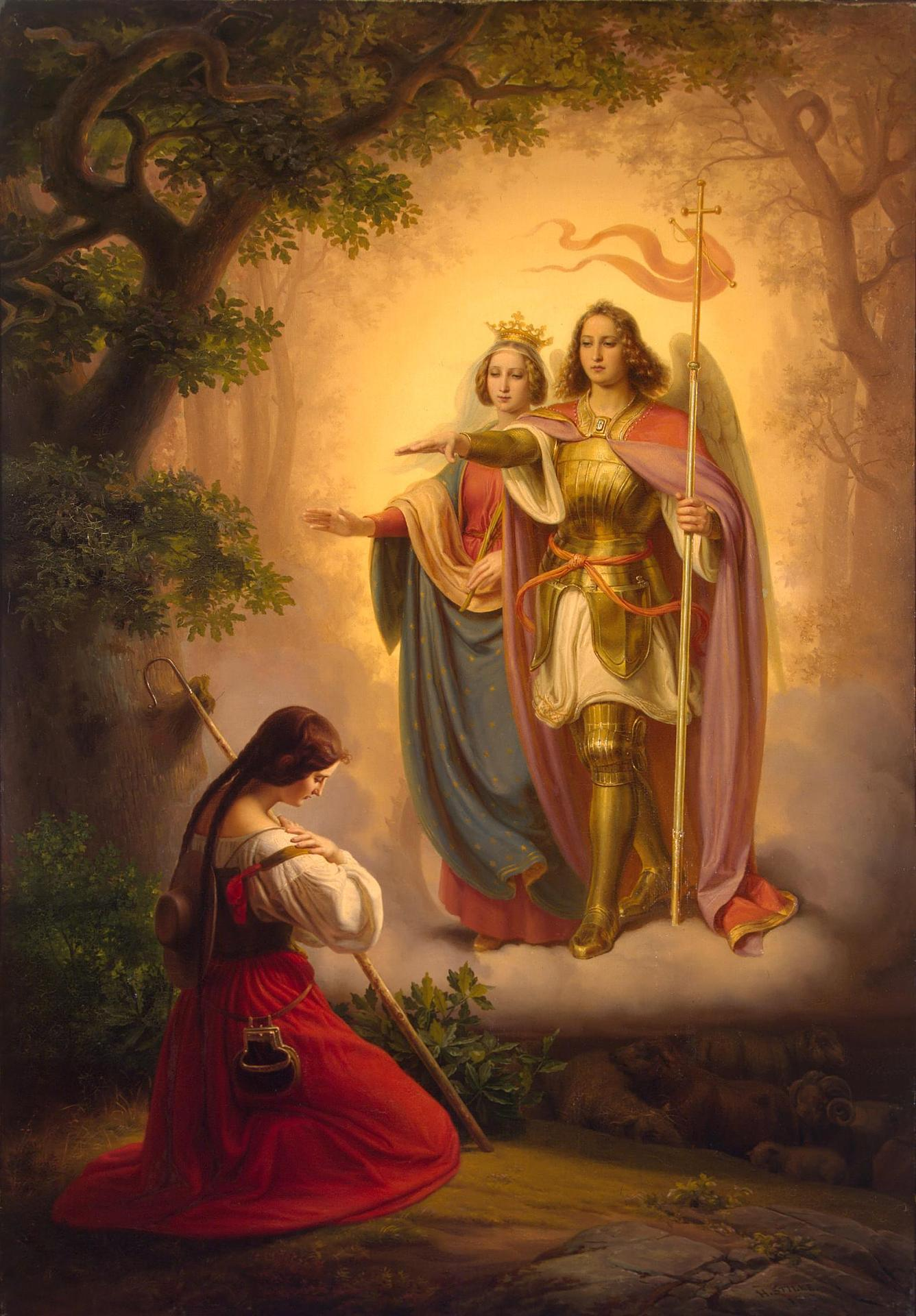
Hermann Anton Stilke, 1843 р.
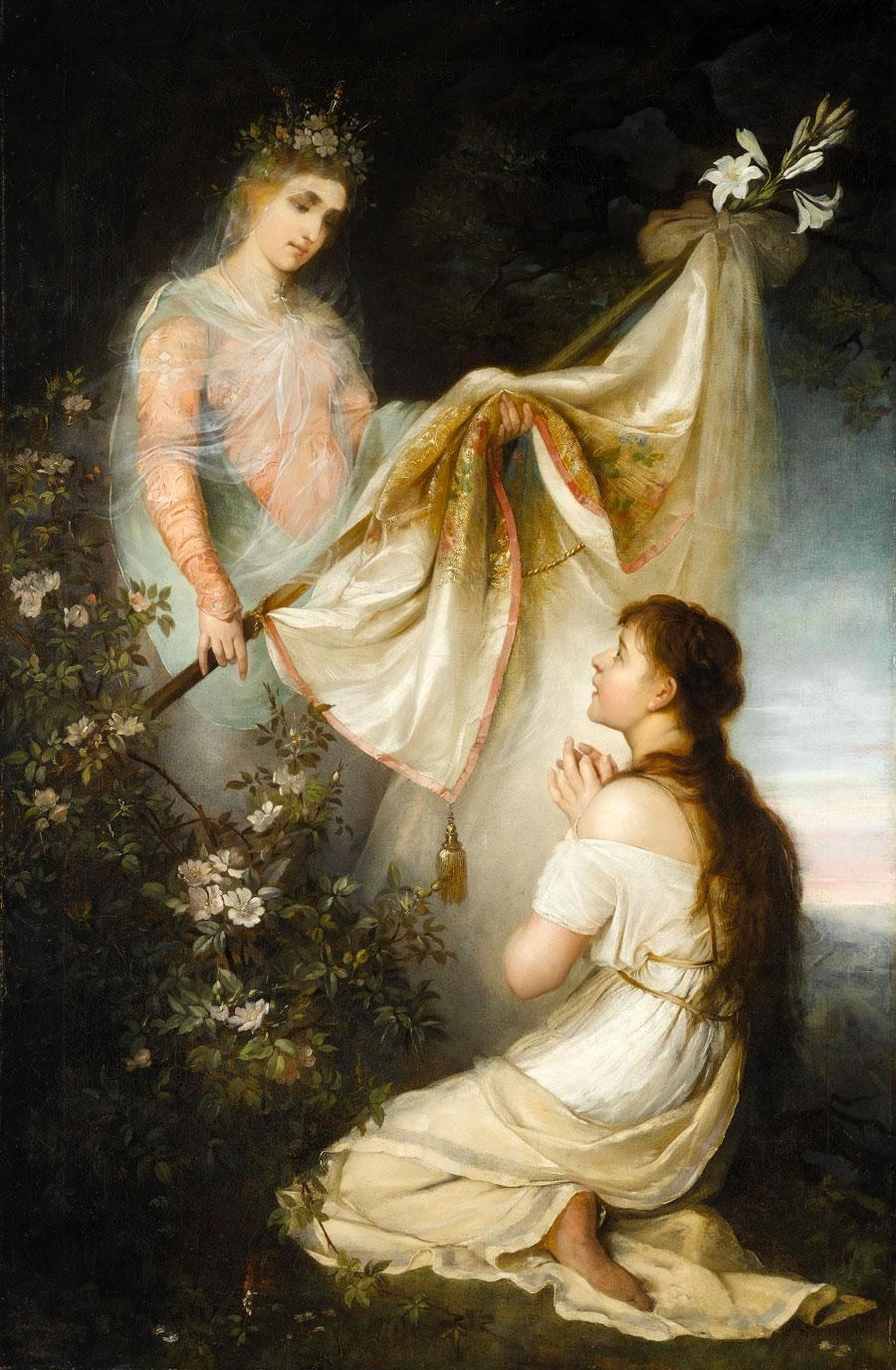
Семирадський, пізнє ХІХ ст.
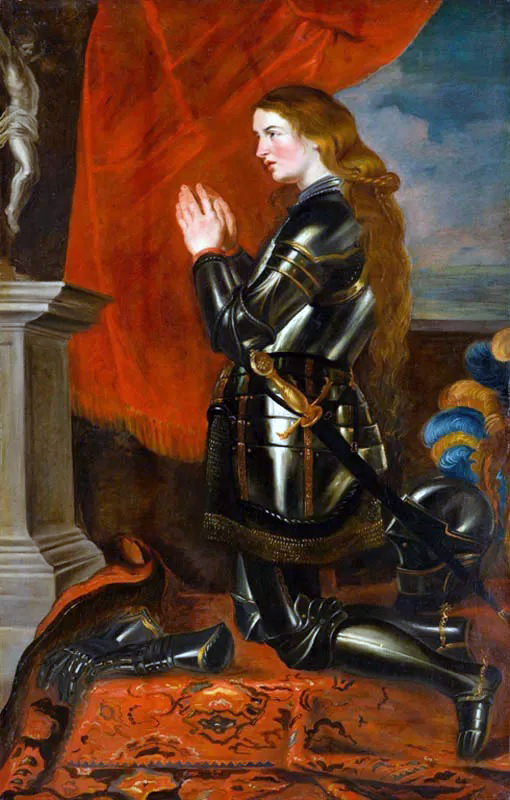
Жанна д'Арк, Рубенс, 1620 р.
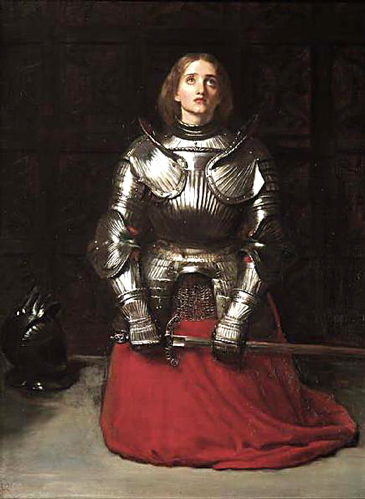
Мілле, 1865 р.
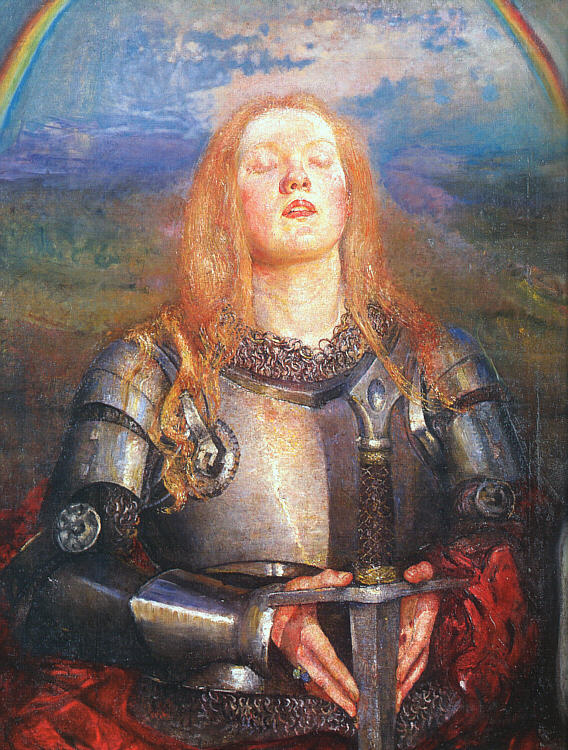
Енні Свіннертон[en], до 1933 р.
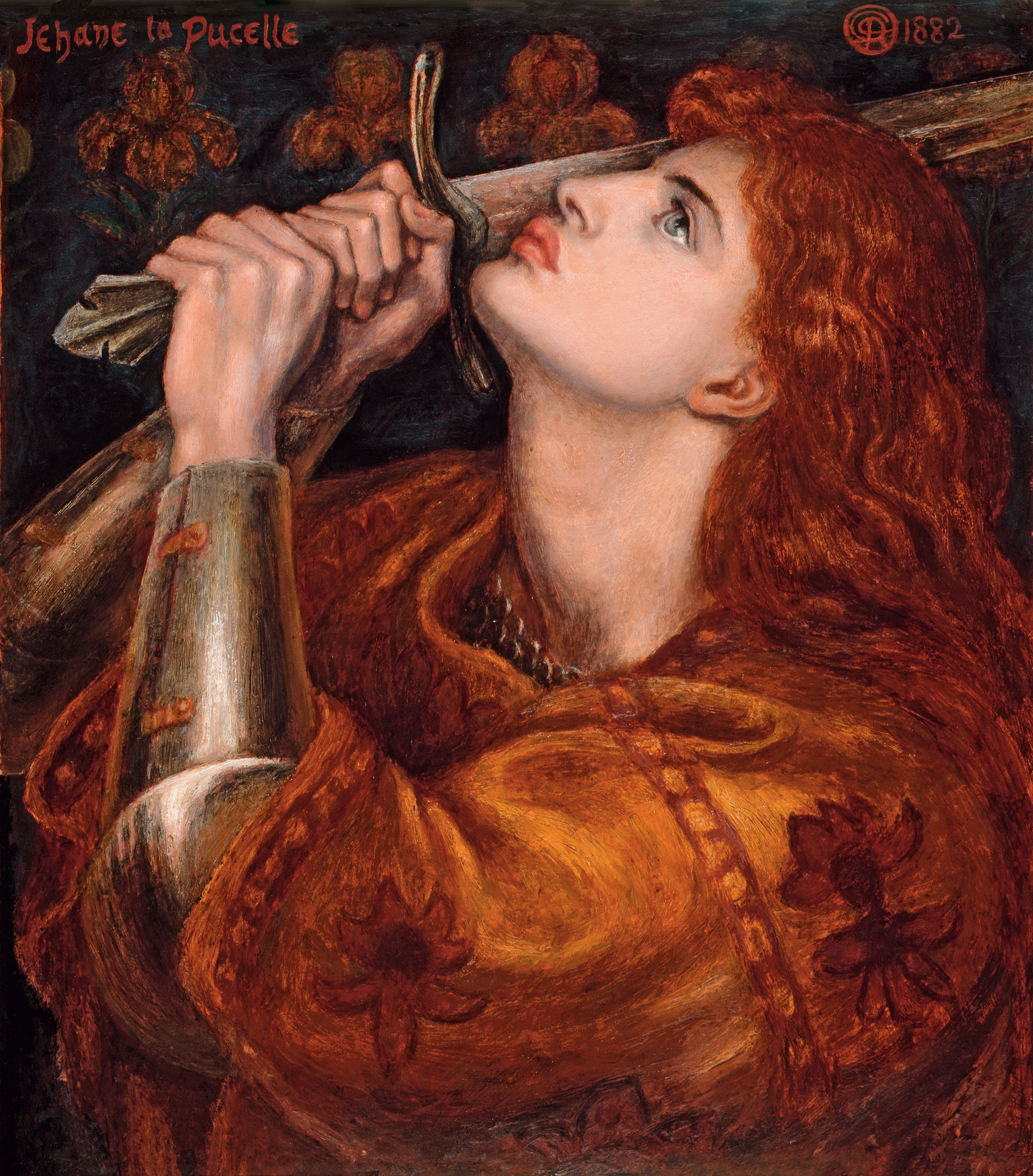
Россетті, 1864 р.
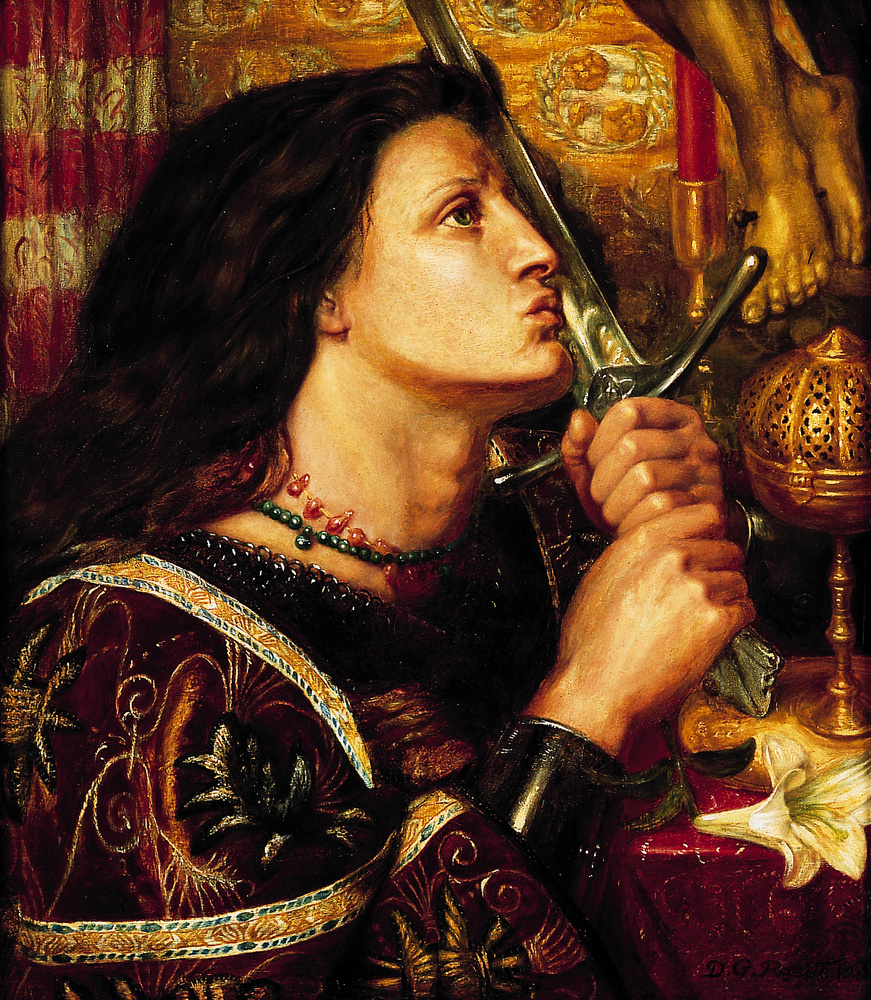
Россетті, бл. 1863 р.
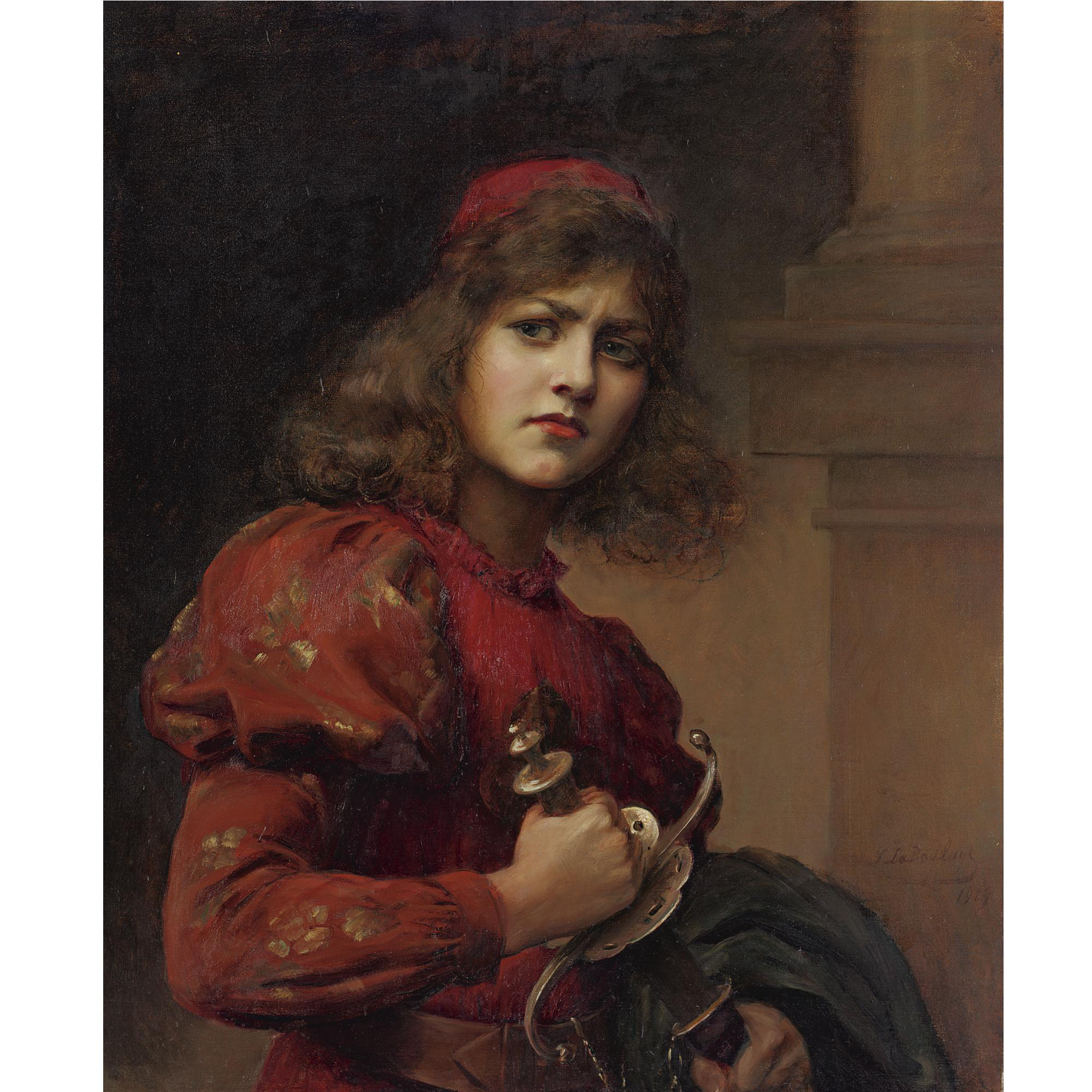
Свята Жанна д'Арк, Paul de la Boulaye, 1909 р.
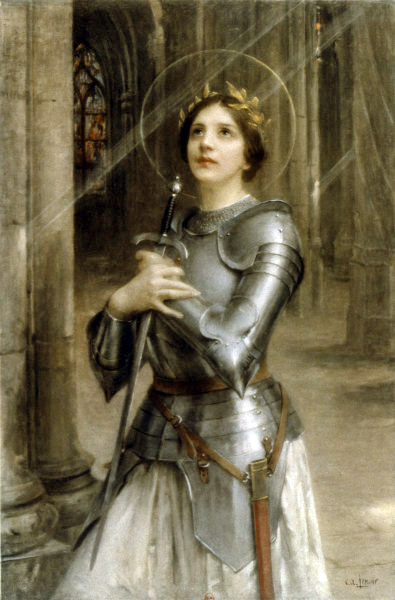
Ленуар, до 1926 р.
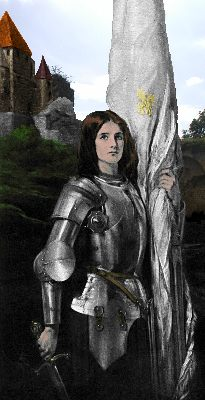
Andrew C.P. Haggard, 1912 р.
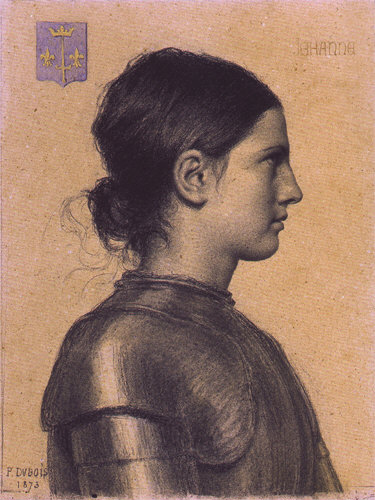
Жанна д'Арк, Поль Дюбуа, 1873 р.
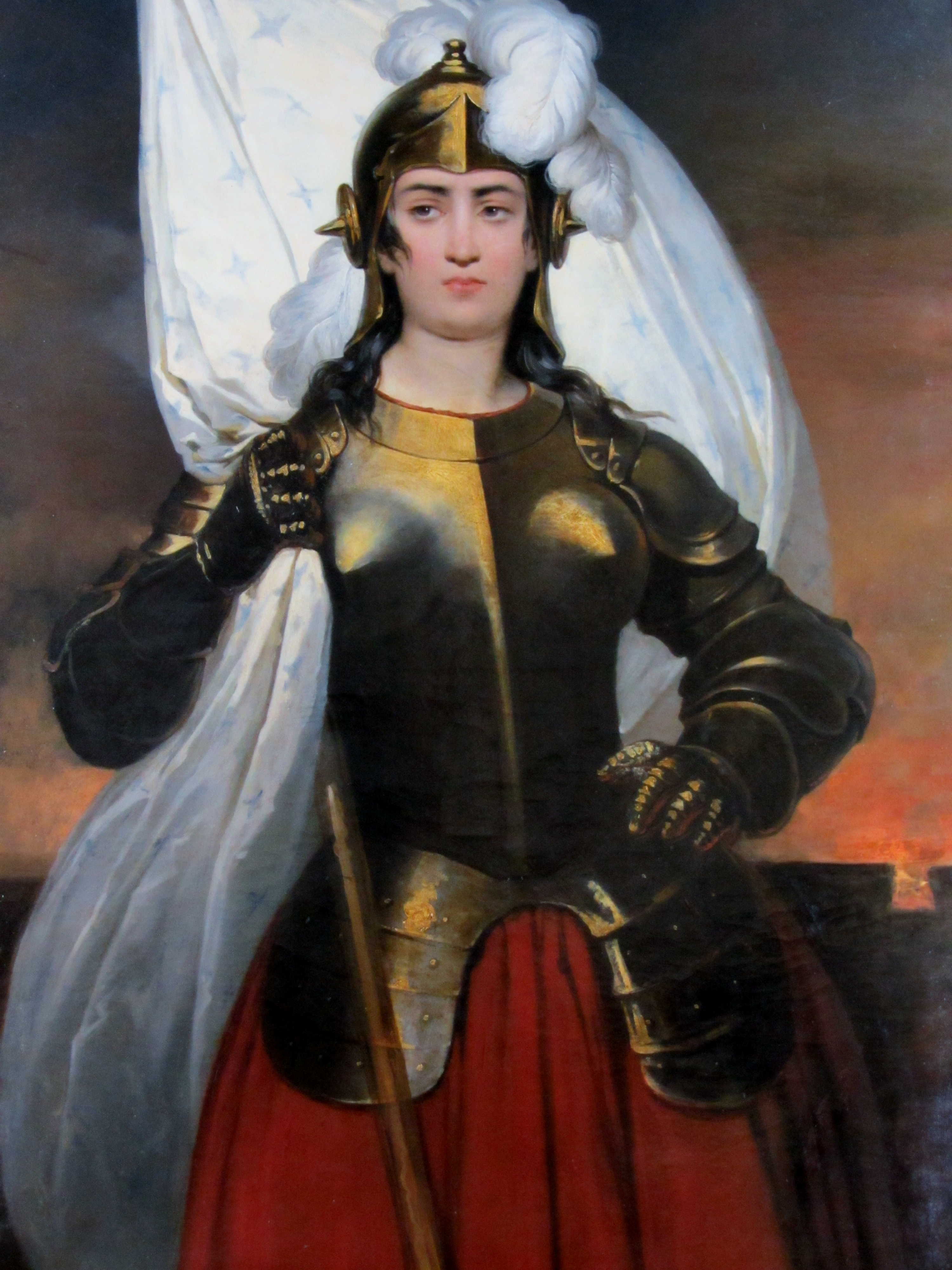
Жанна д'Арк, Raymond Monvoisin, до 1843 р.
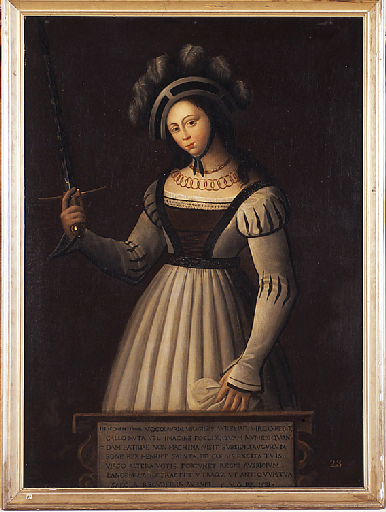
Жанна д'Арк, анонім, ХІХ ст.
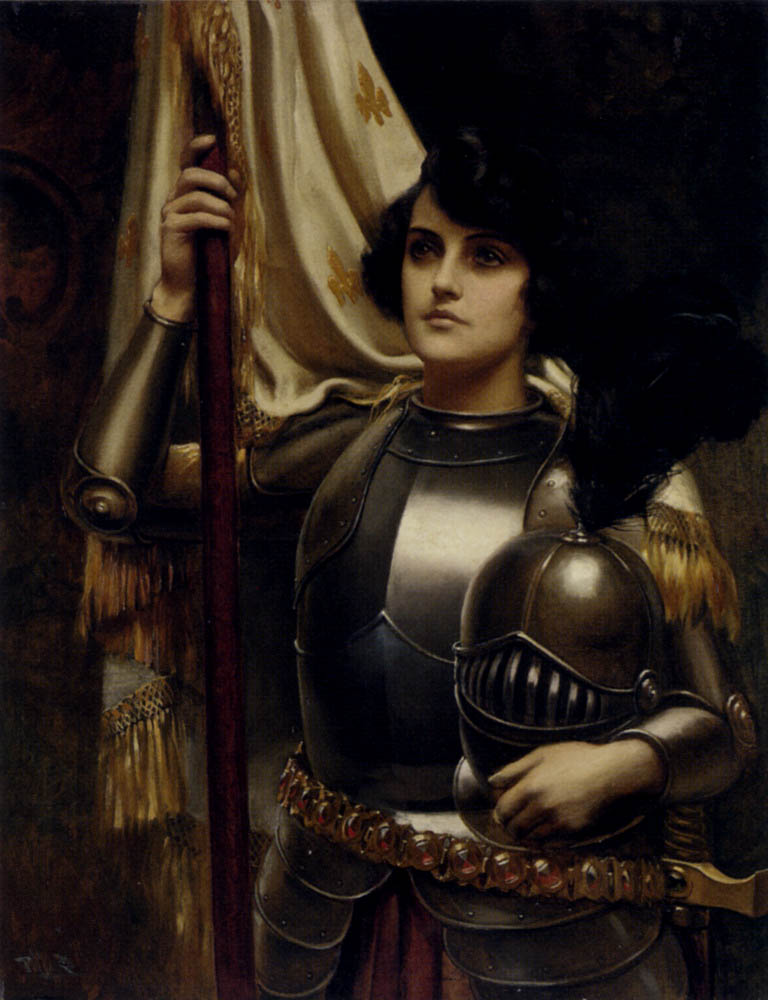
Harold H. Piffard, до 1938 р.
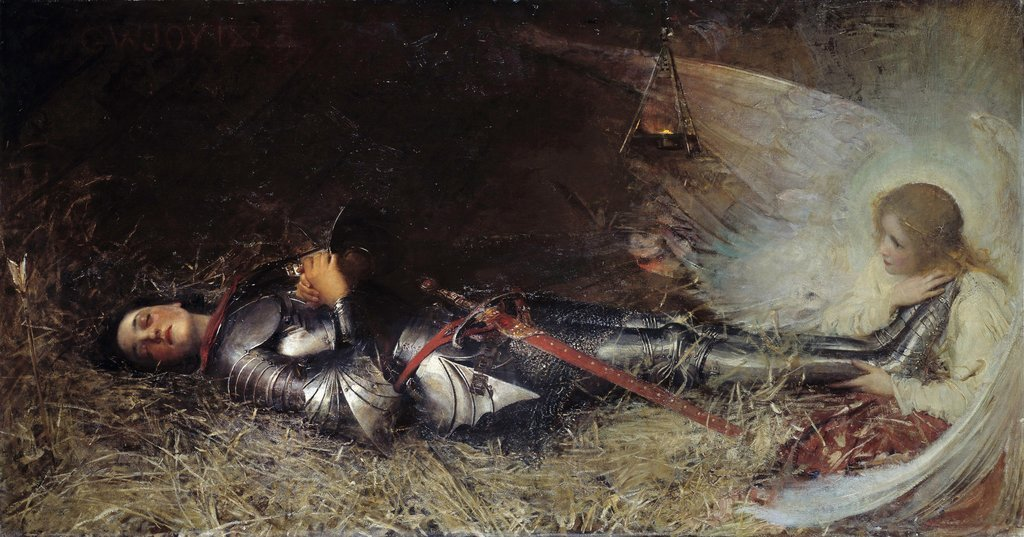
«Спляча Жанна д'Арк» (на шляху до Реймсу), George William Joy, 1895 р.
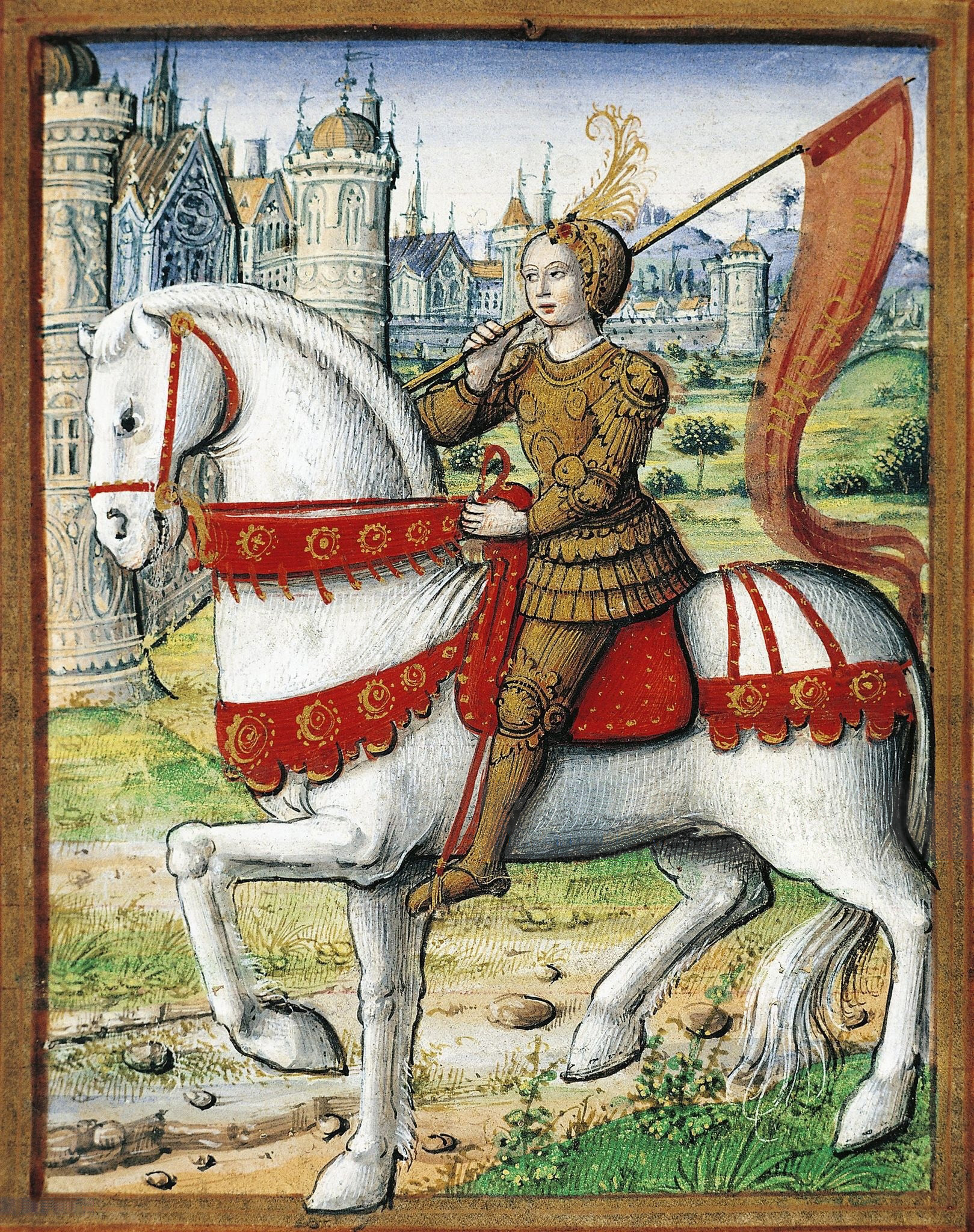
У манускрипті 1504 р.
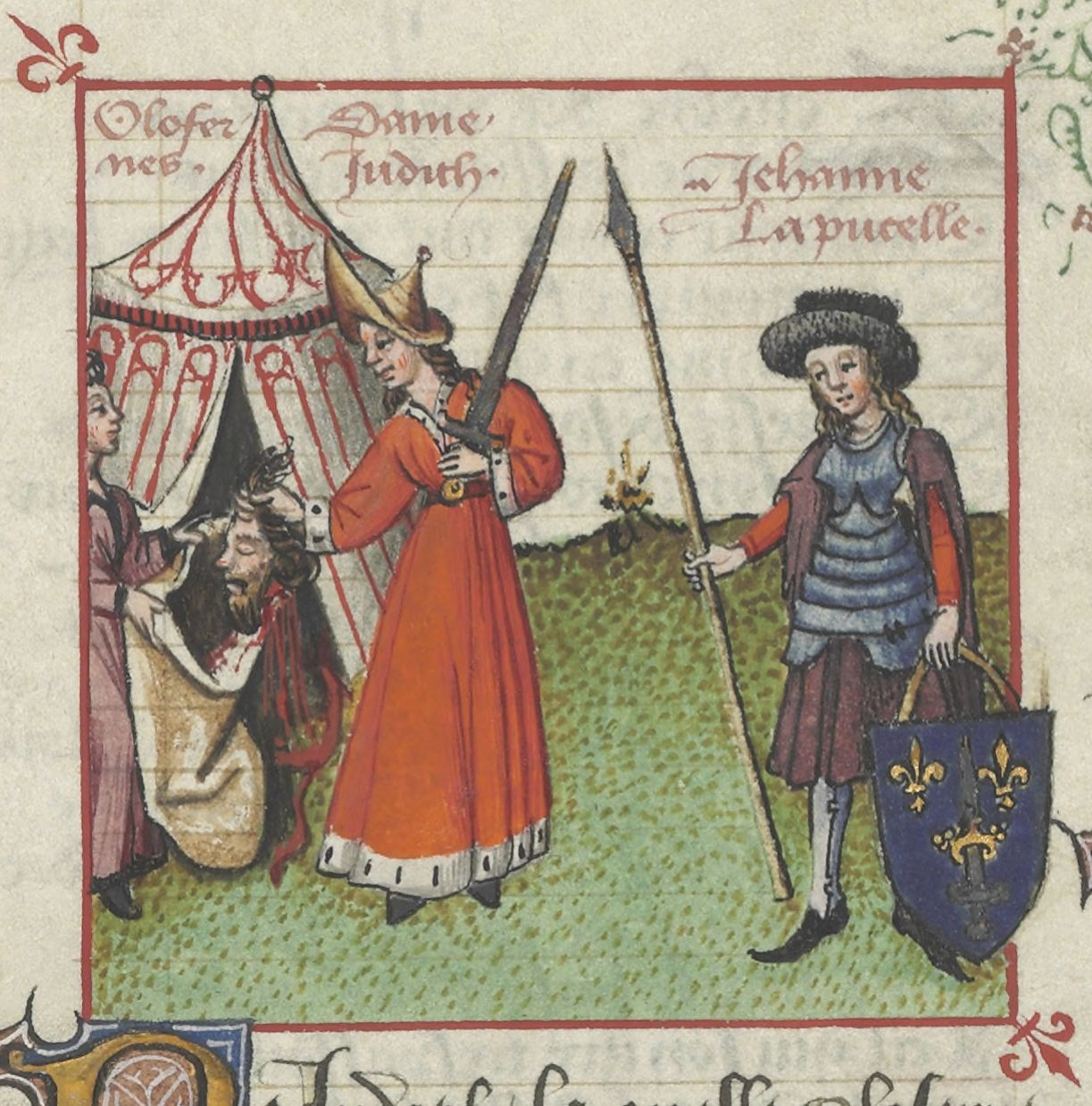
Жанна як Юдита, Martin le Franc, 1440 р.
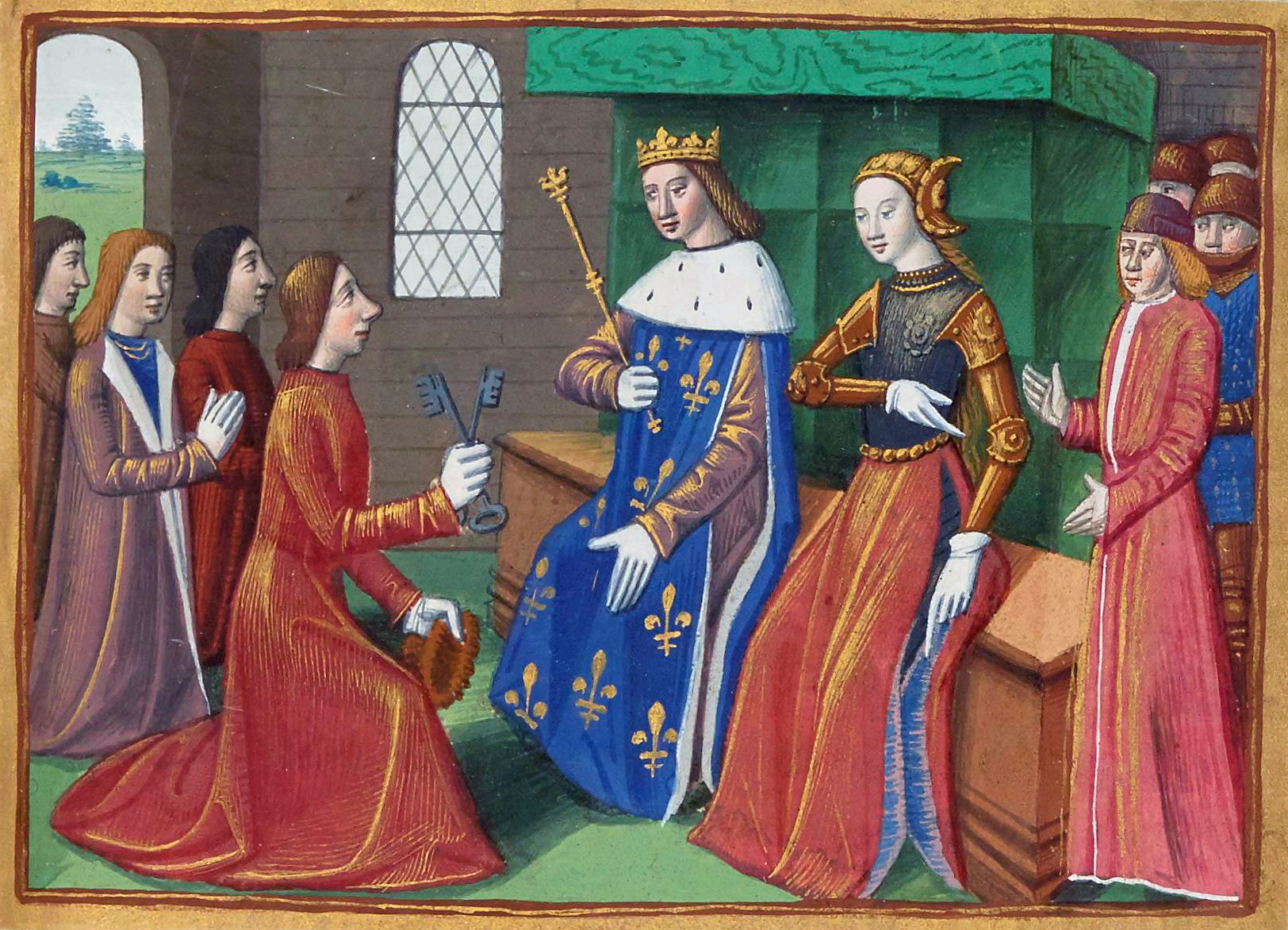
Жителі Труа вручають ключі від міста, 1484 р.
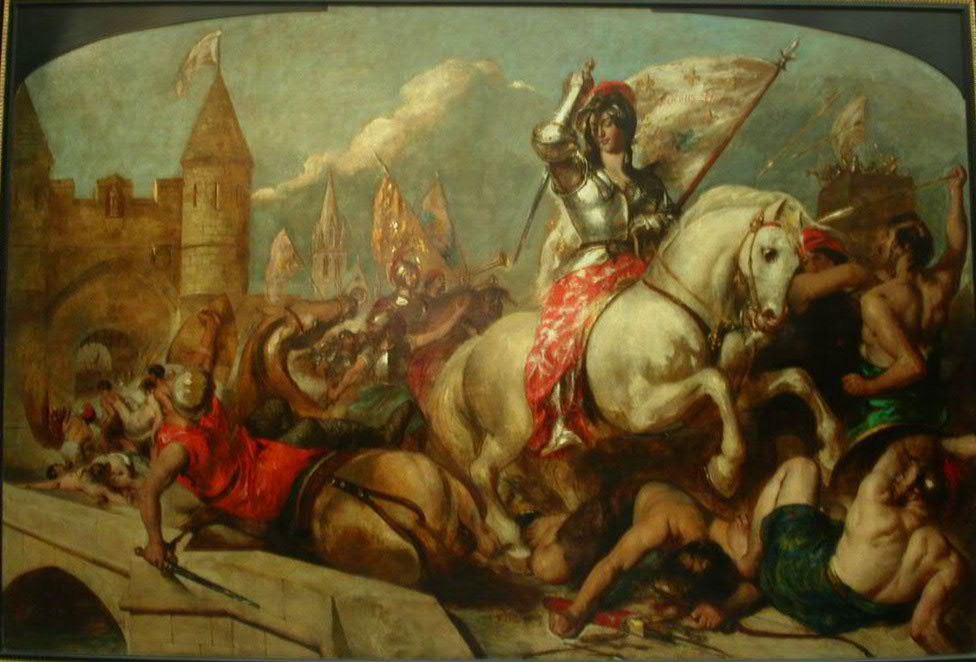
Жанна д'Арк, William Etty, ХІХ ст.
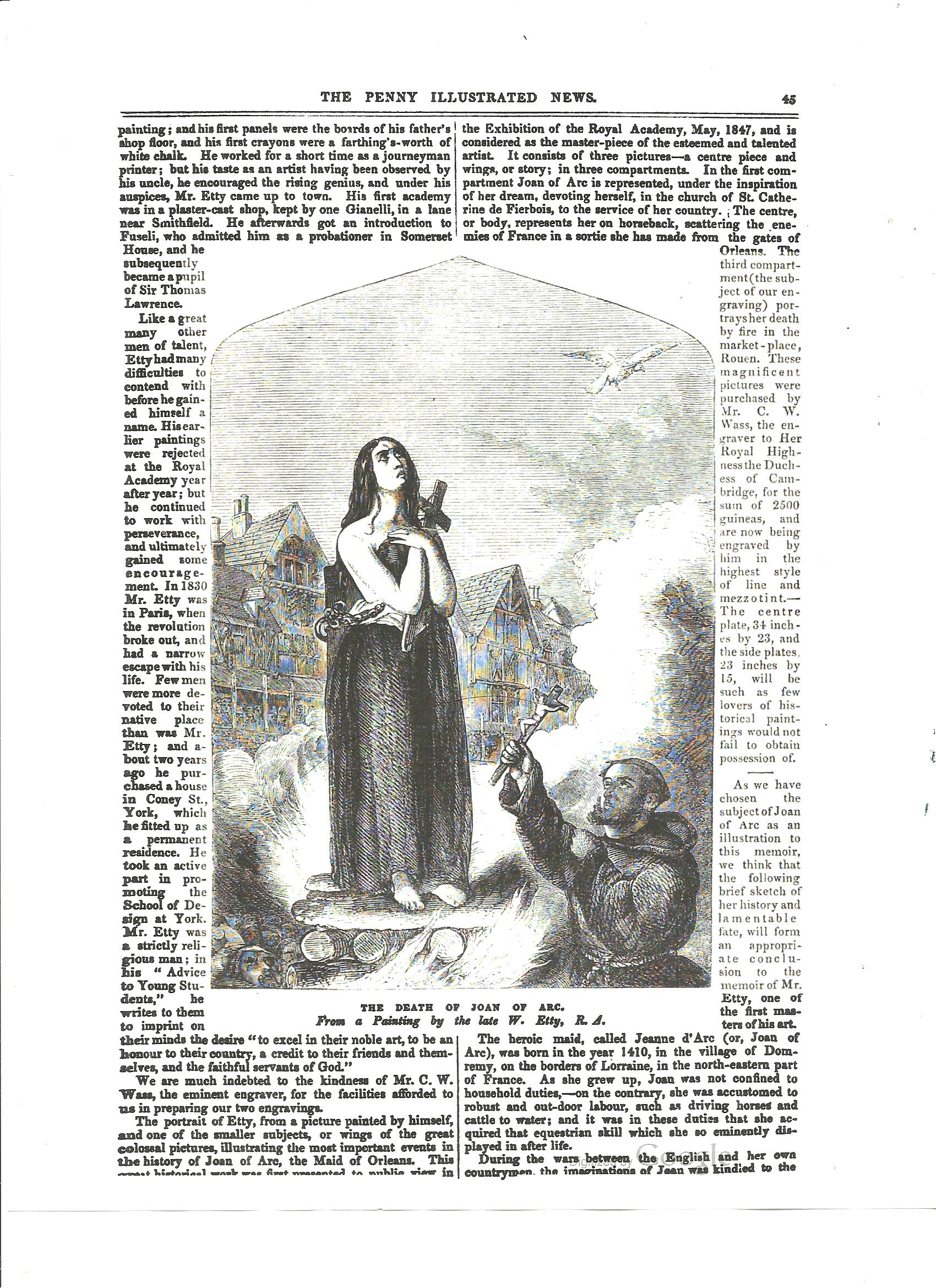
Penny Illustrated News, 1849 р.
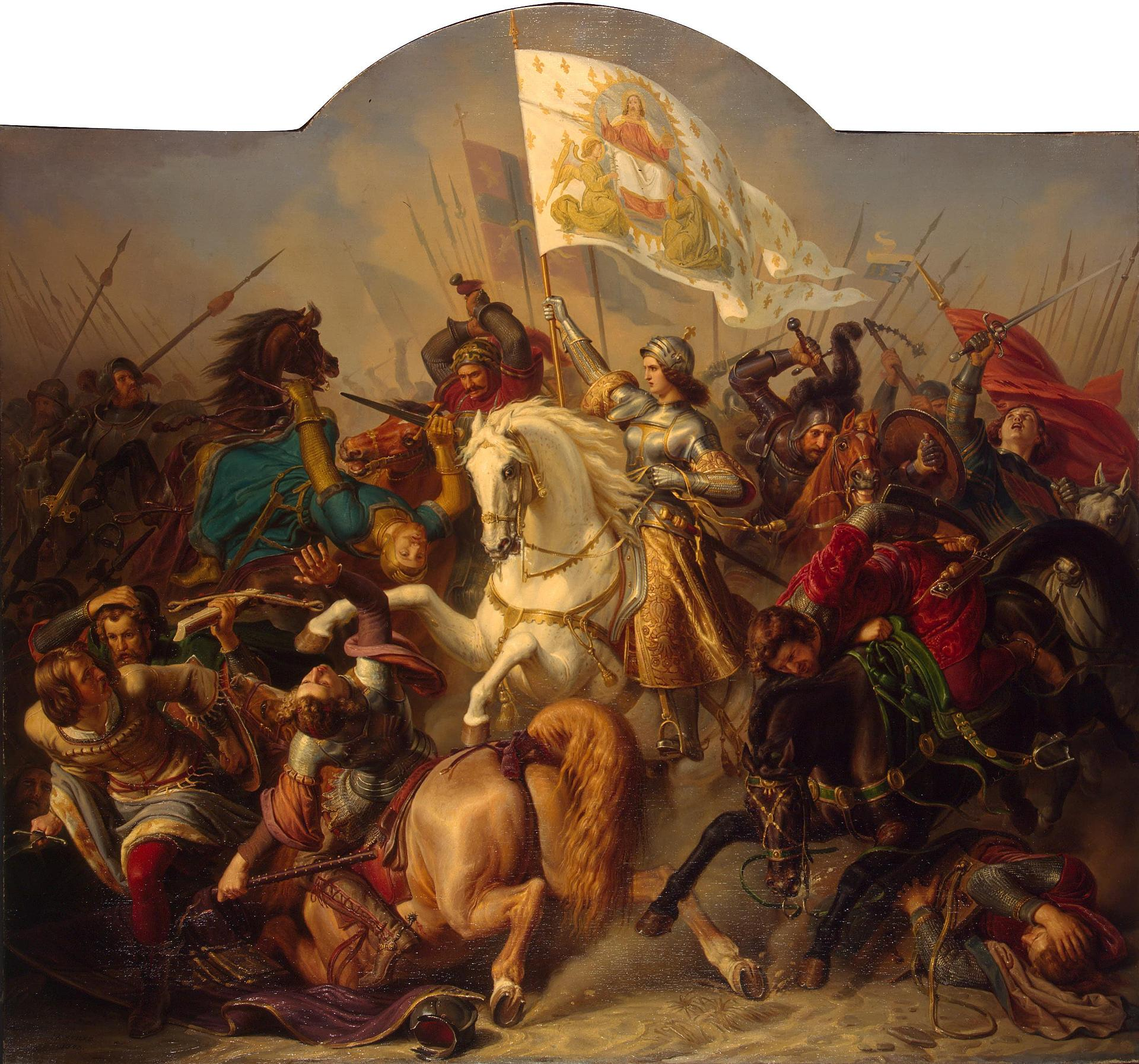
Hermann Anton Stilke, 1843 р.
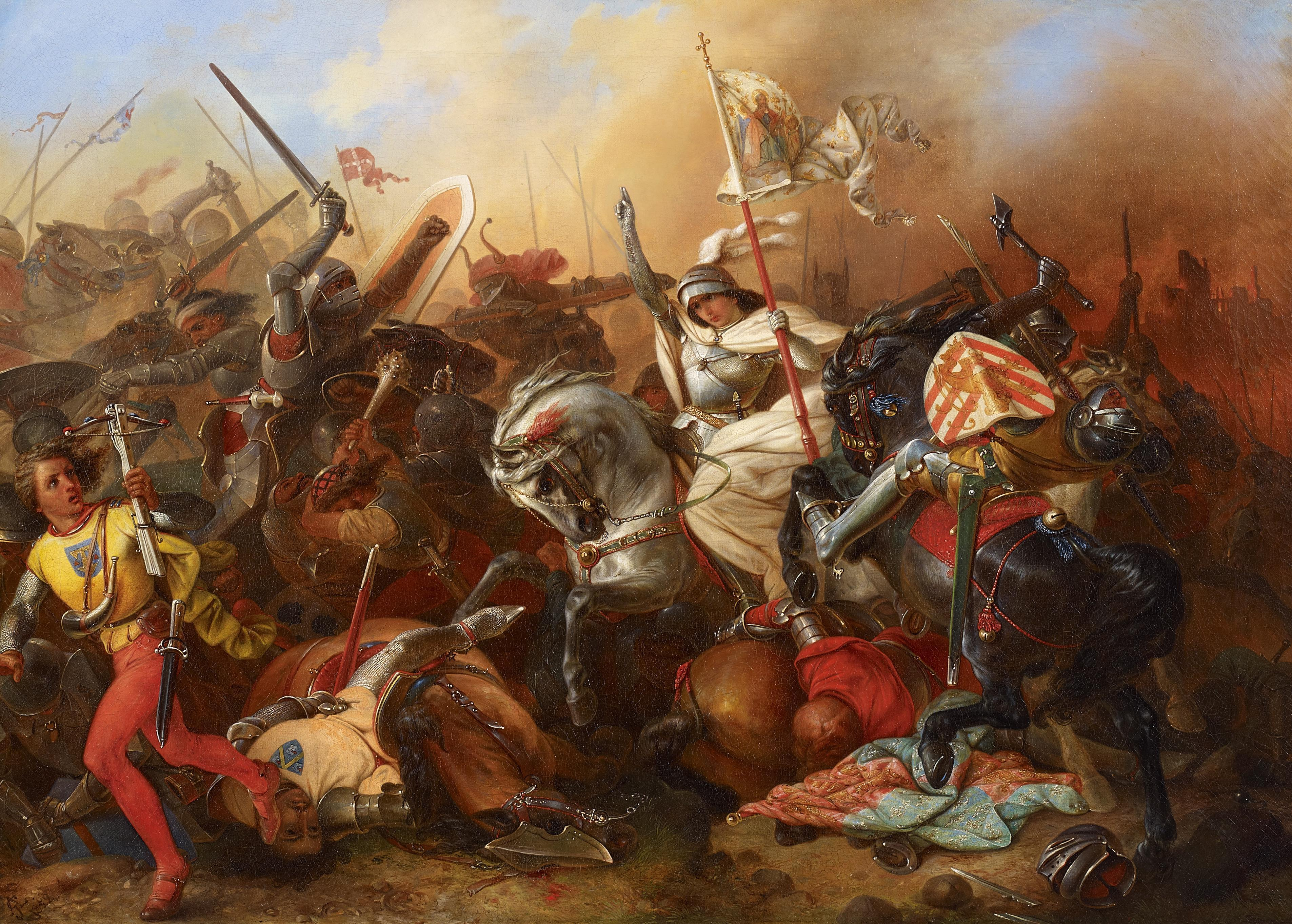
Жанна у битві, August Gustav Lasinsky, 1852 р.
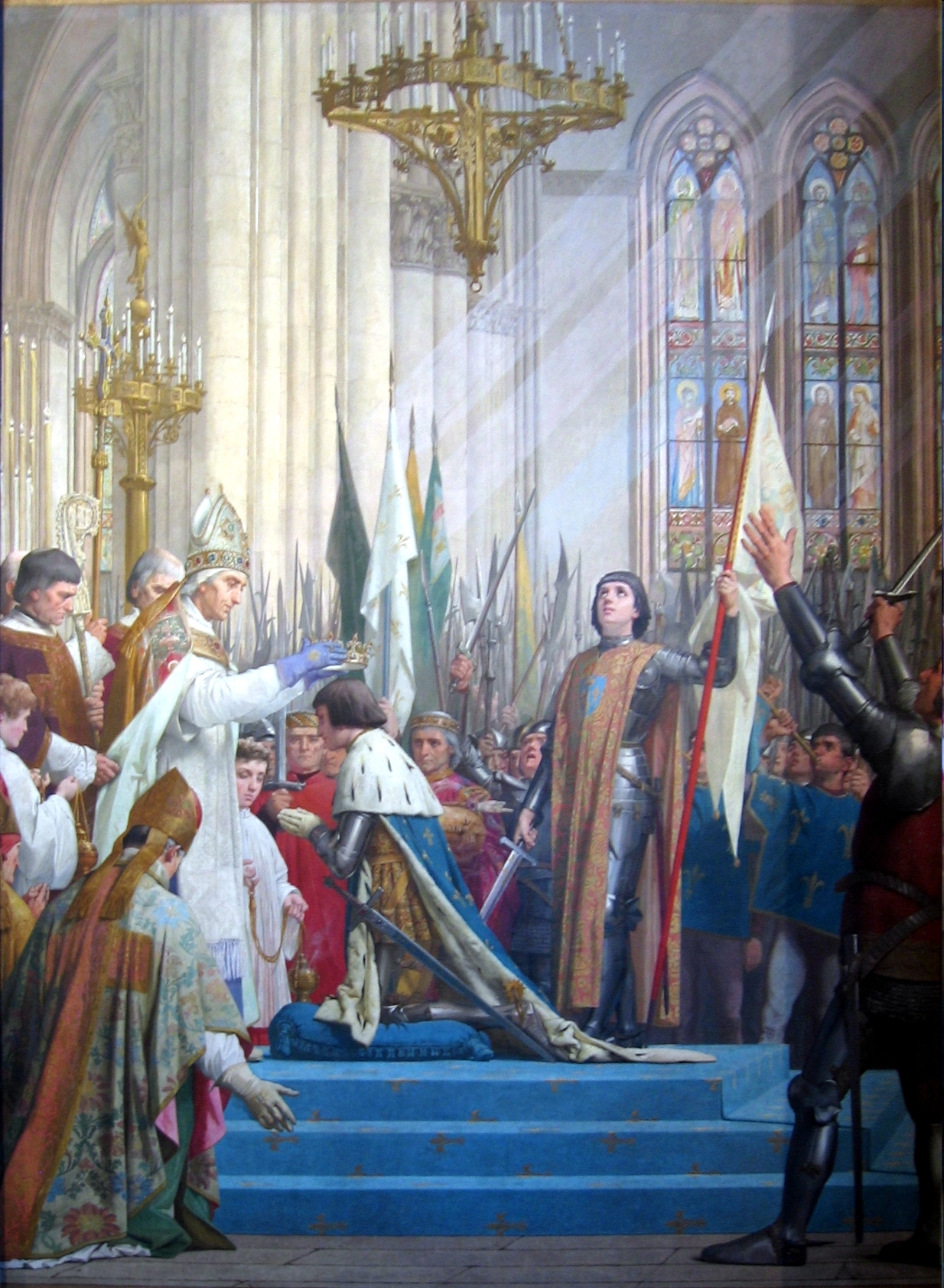
У Реймсі, Lenepveu, 1880-ті.
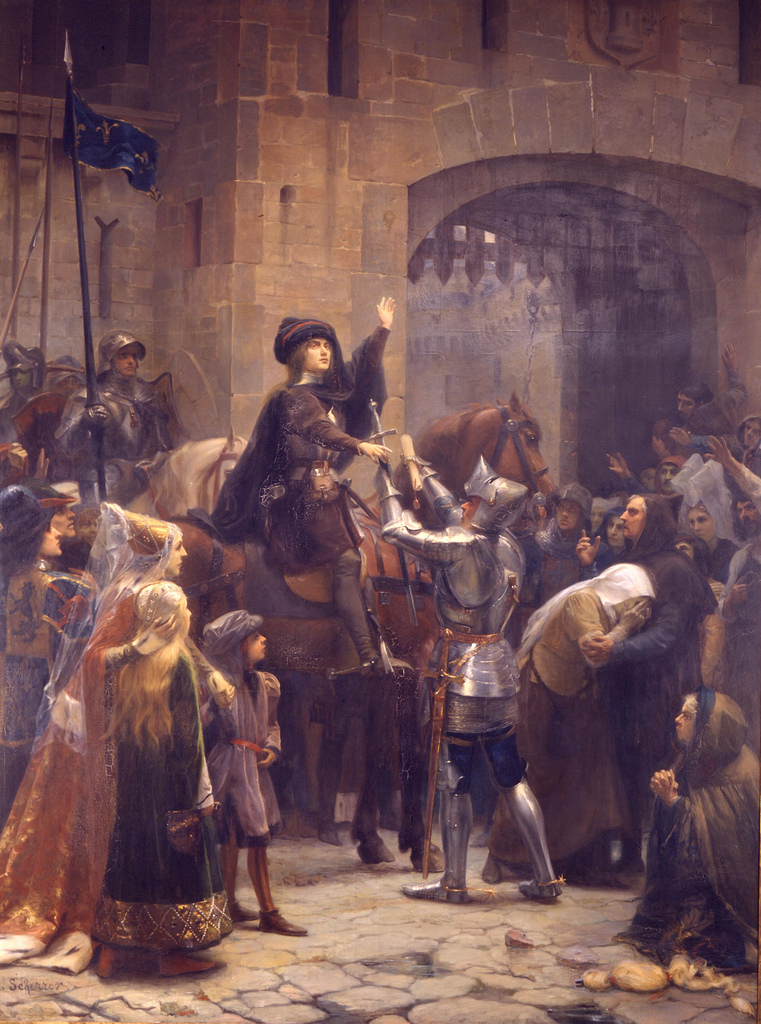
The Departure of Jeanne d'Arc, Шерер, 1886—1887.
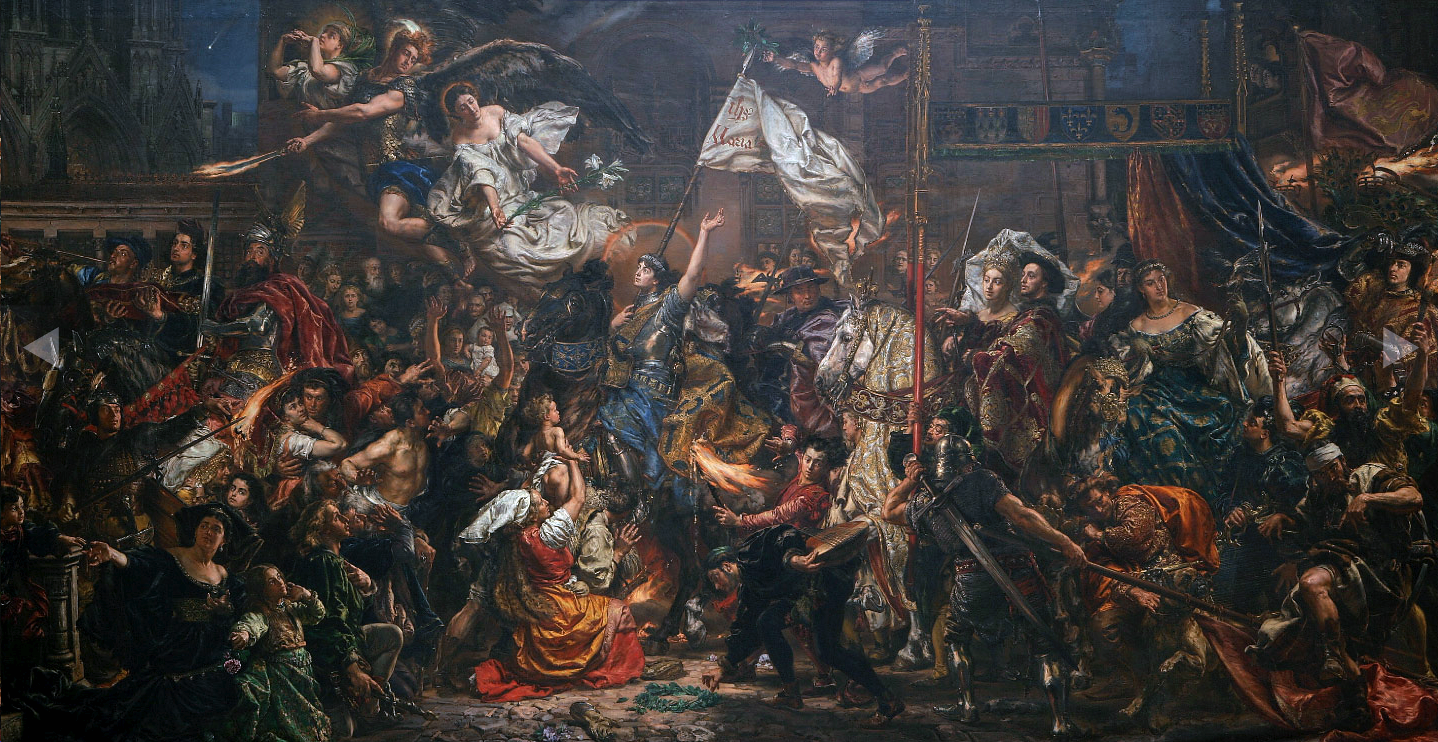
Орлеанська Діва, Матейко, бл. 1886 р.
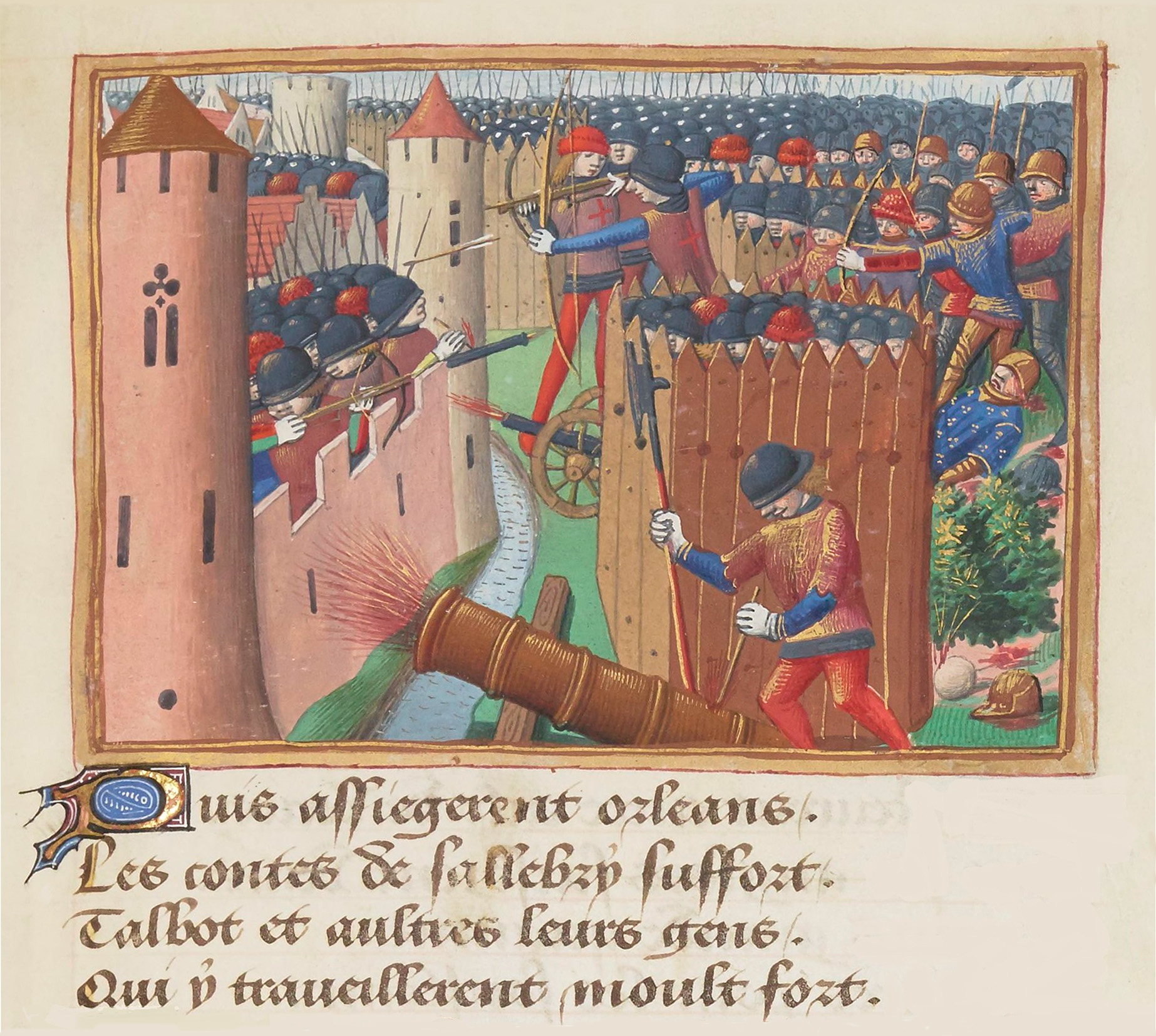
Облога Орлеану, 1493 р.
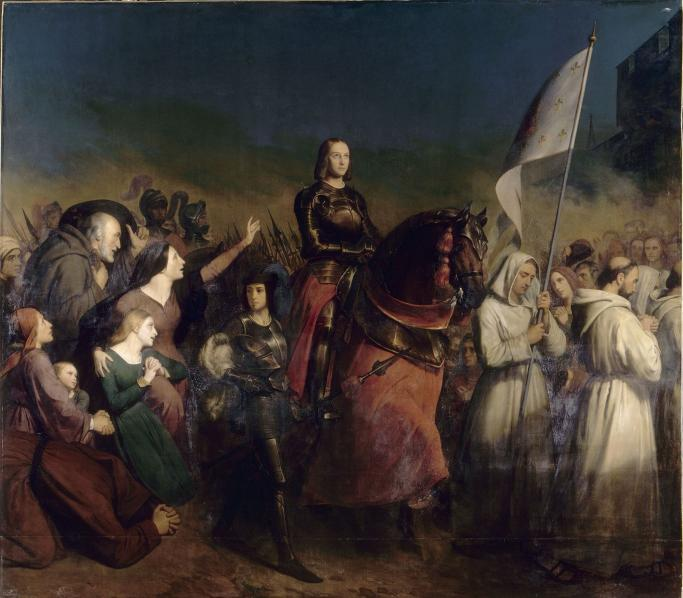
Вхід в Орлеан, Генрі Шеффер, 1943 р.
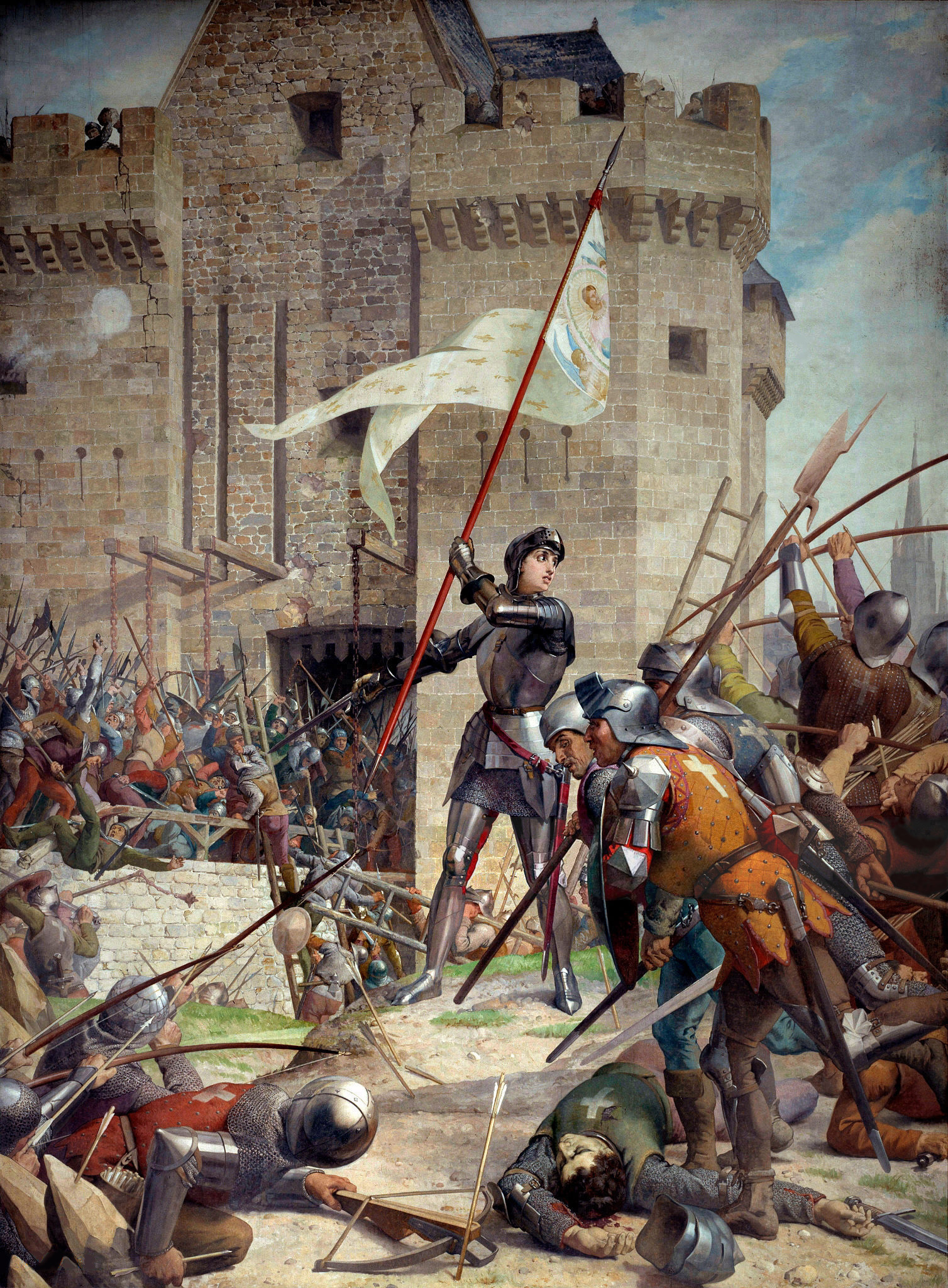
В Орлеані, Lenepveu, бл. 1886 р.
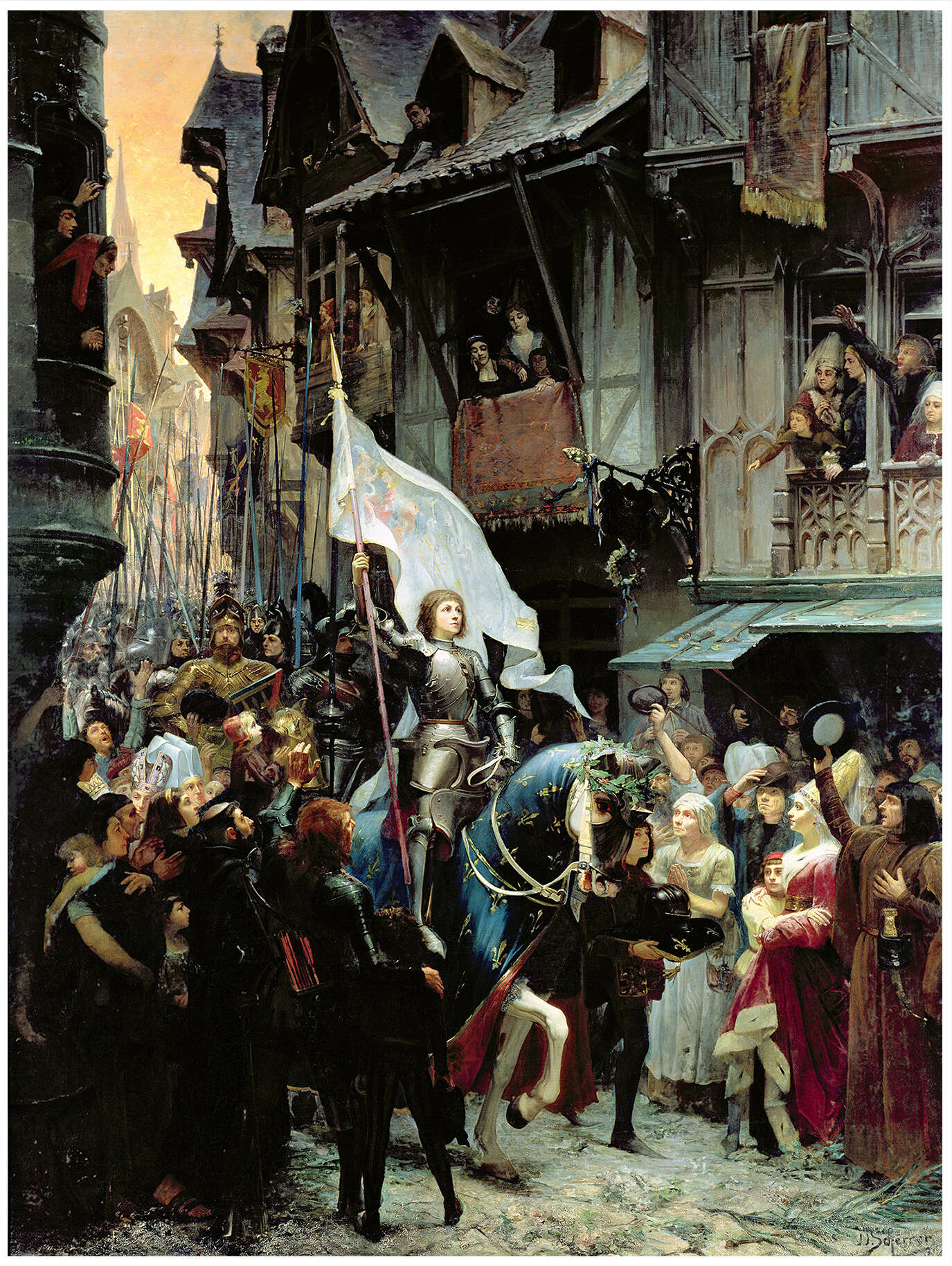
Жанна входить в Орлеан, Jean-Jacques Scherrer, 1887 р.
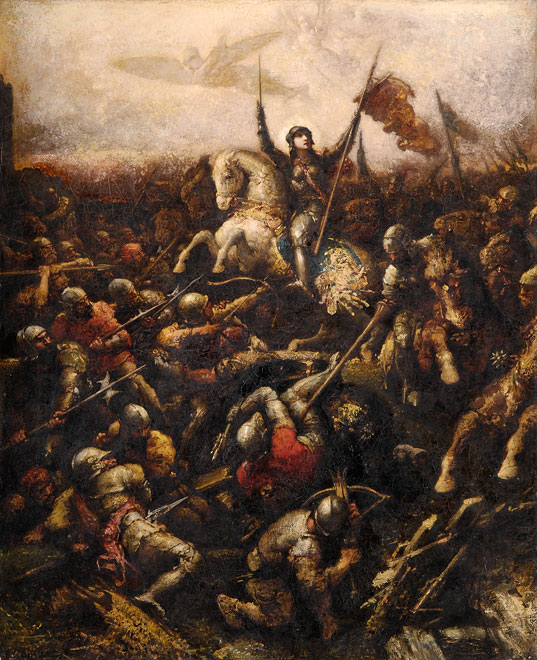
François Chifflart, ХІХ—ХХ ст.
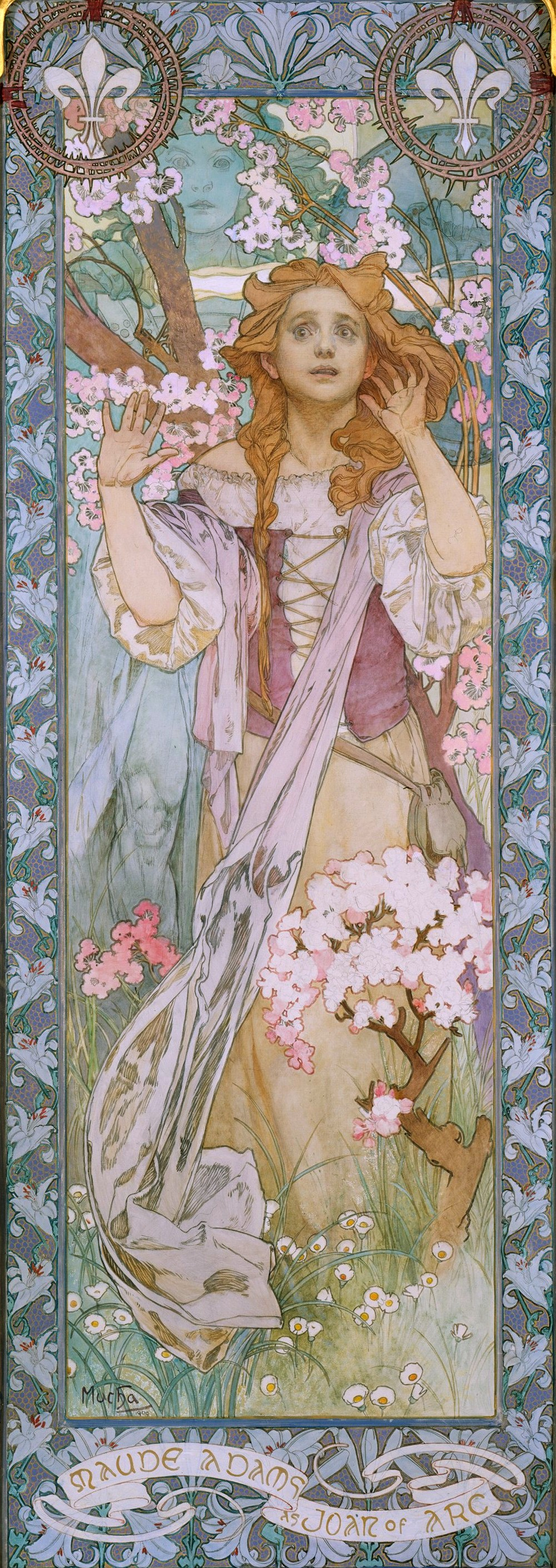
Мод Адамс як Жанна д'Арк, Муха, 1909 р.
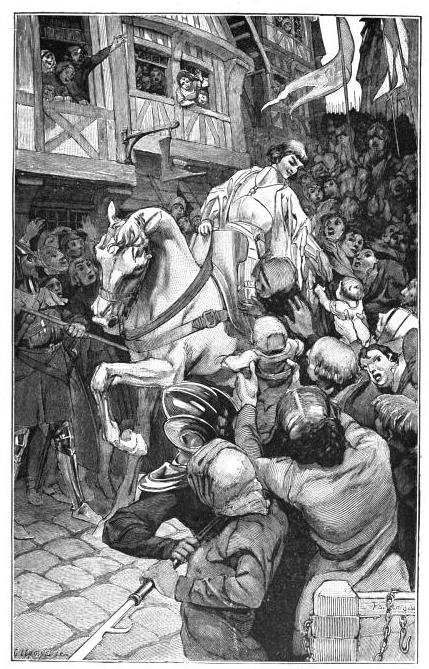
Histoire de France, 1913 р.
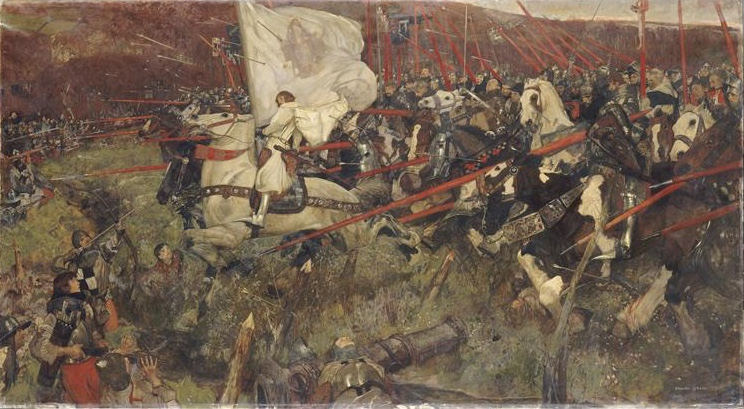
Craig Franck, 1907 р.
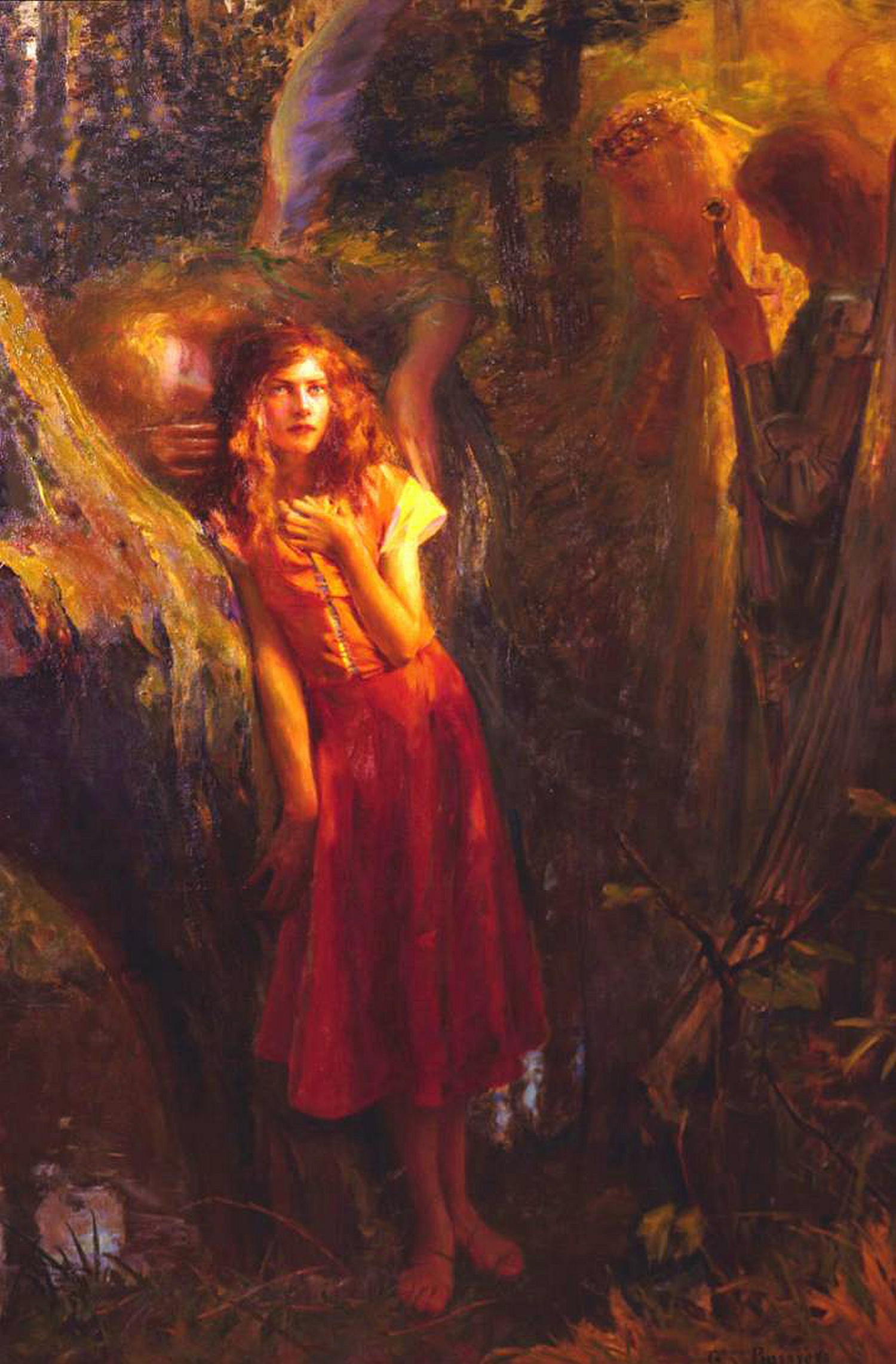
Gaston Bussière, до 1928 р.
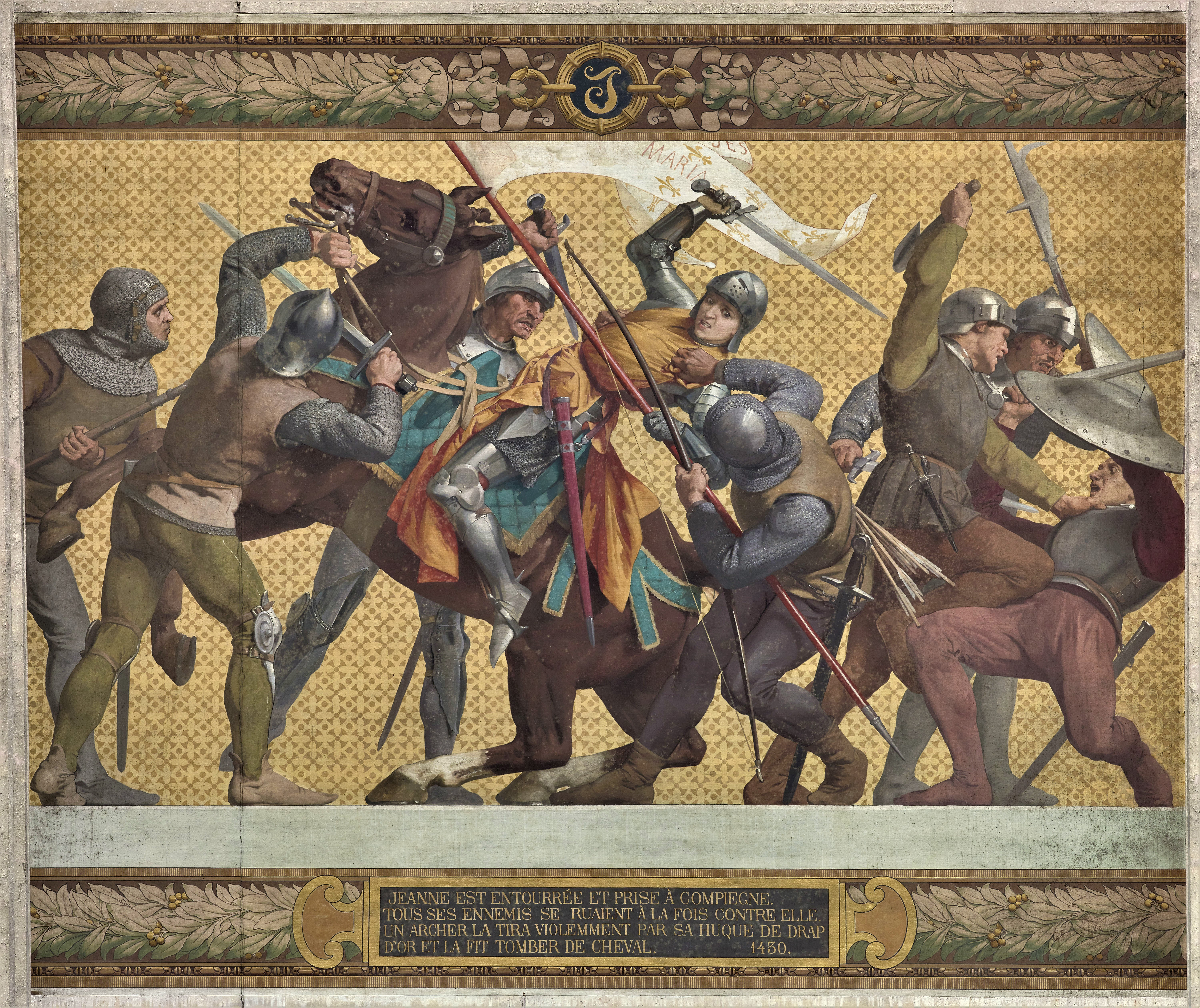
Полонення Жанни, Jules Eugène Lenepveu, 1886—1890.
Захоплення Джоанни, Adolphe Dillens, 1847—1852.
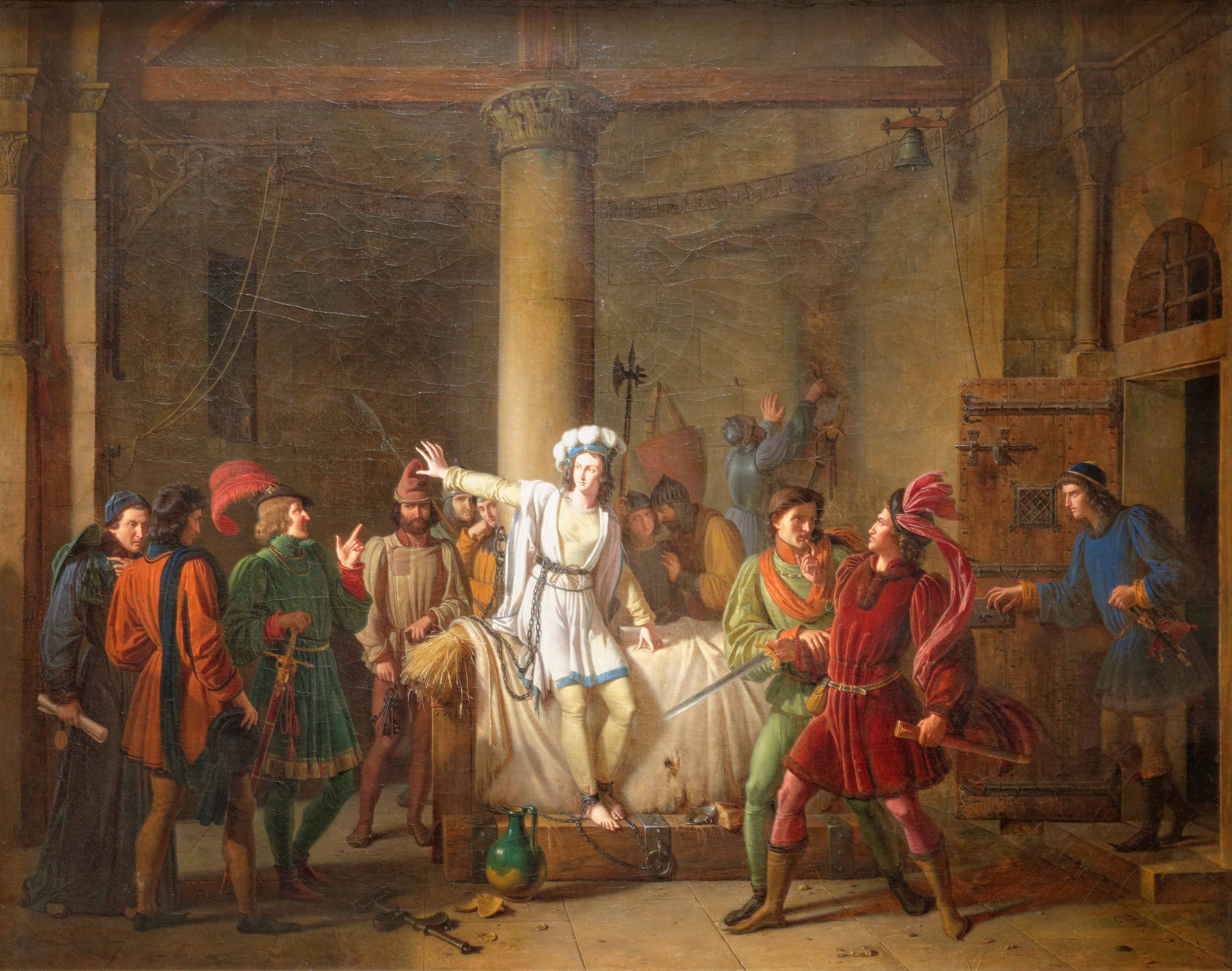
Полонена у Руані, Pierre Révoil, 1819 р.
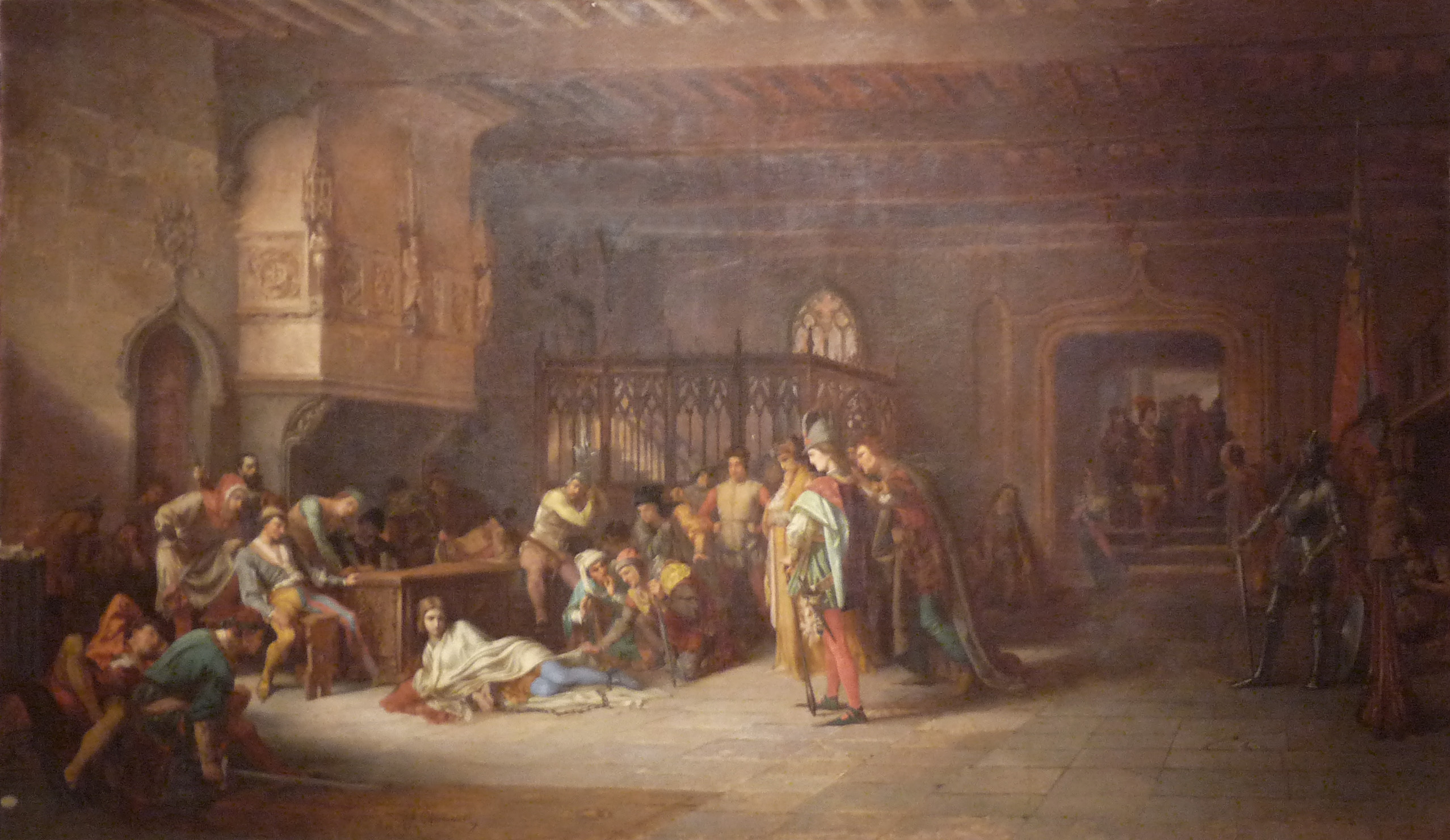
У полоні англійців, Хлєбовський, 1864 р.
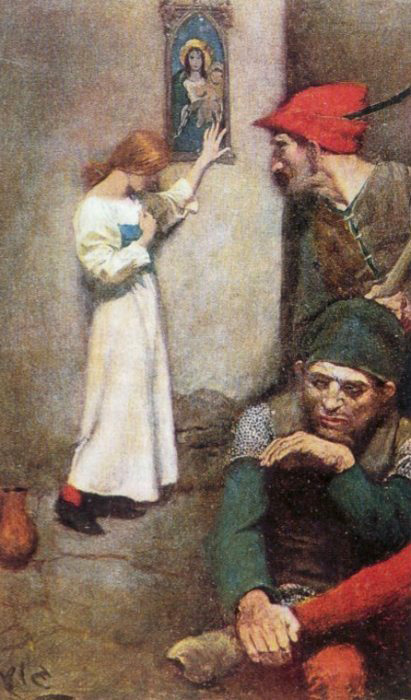
У в'язниці, Пайл, до 1911 р.
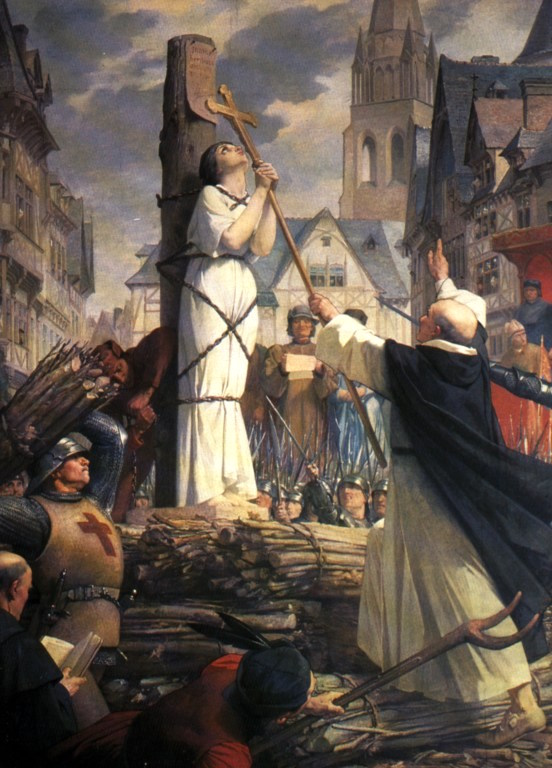
Lenepveu, між 1886 та 1890 рр.
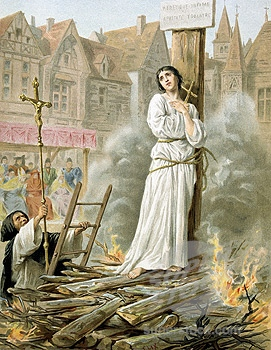
Хромолітографія ХІХ ст.
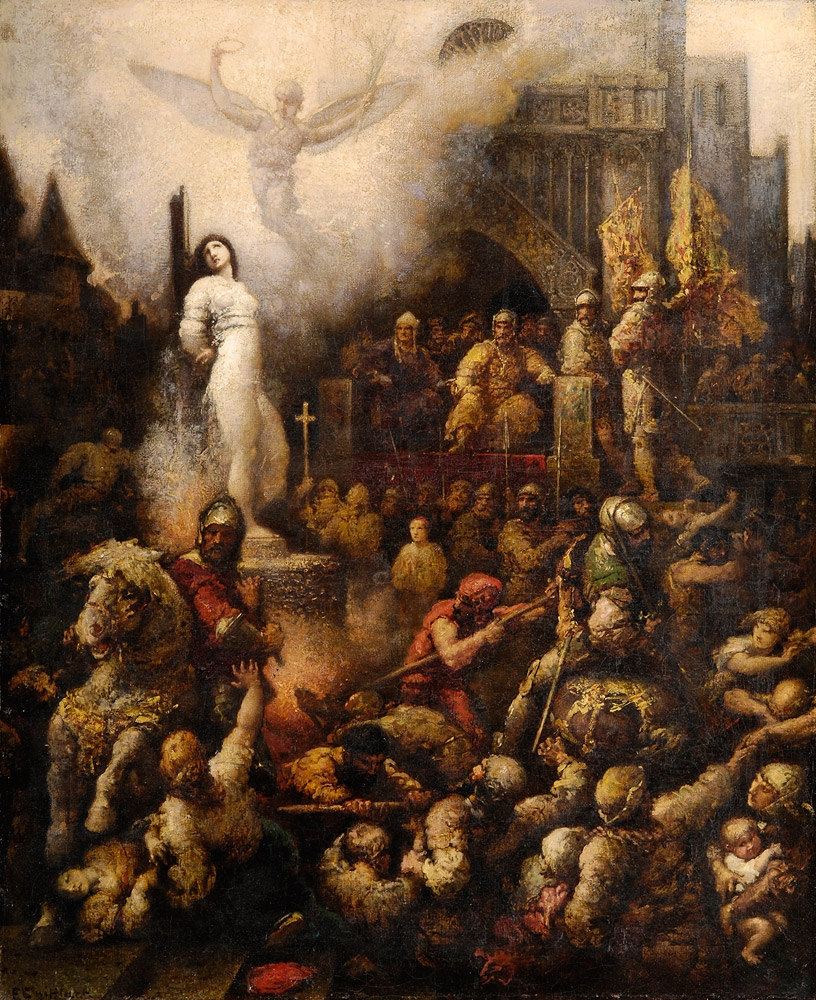
François Chifflart, 1901 р.
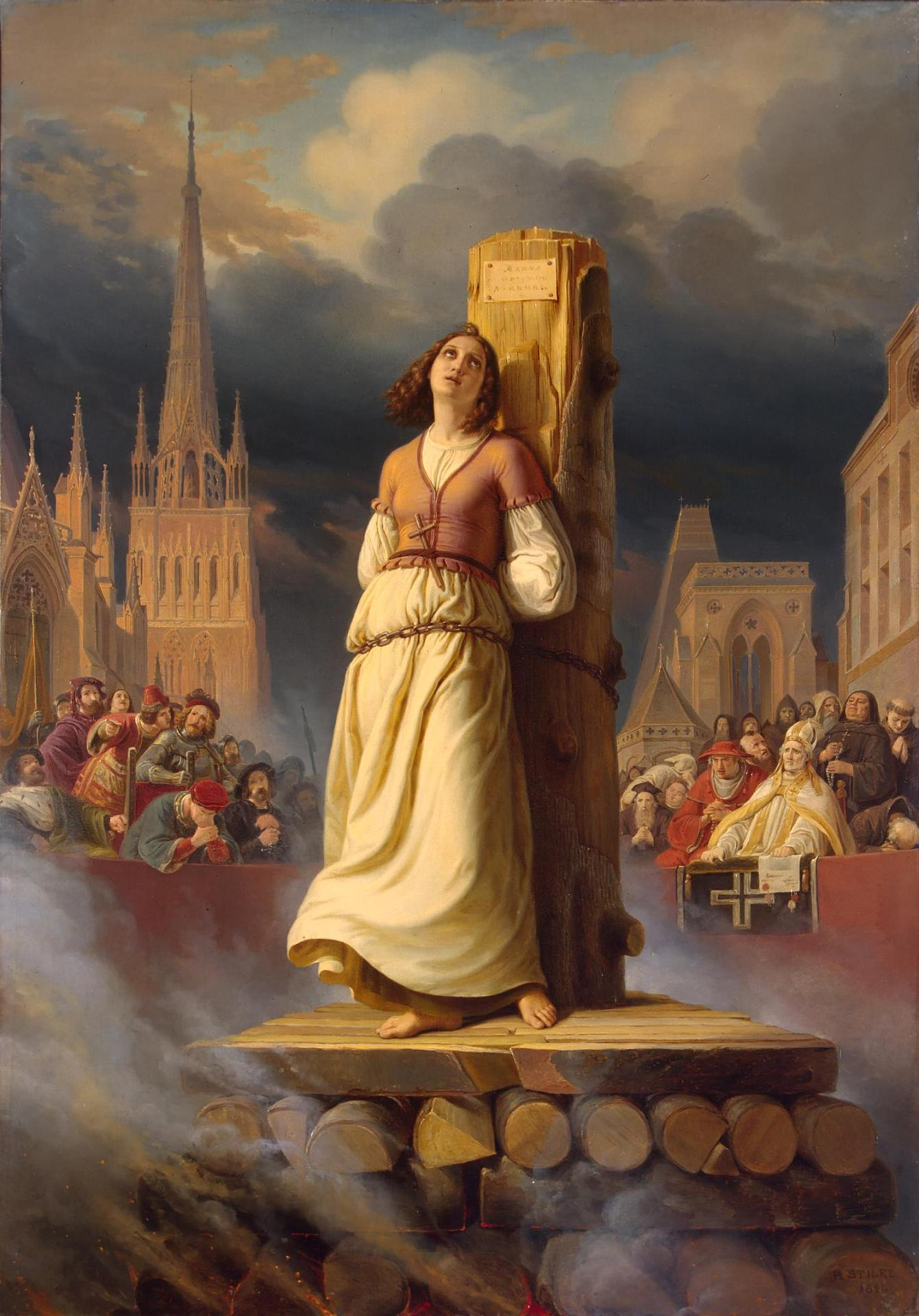
Hermann Anton Stilke, 1843 р.
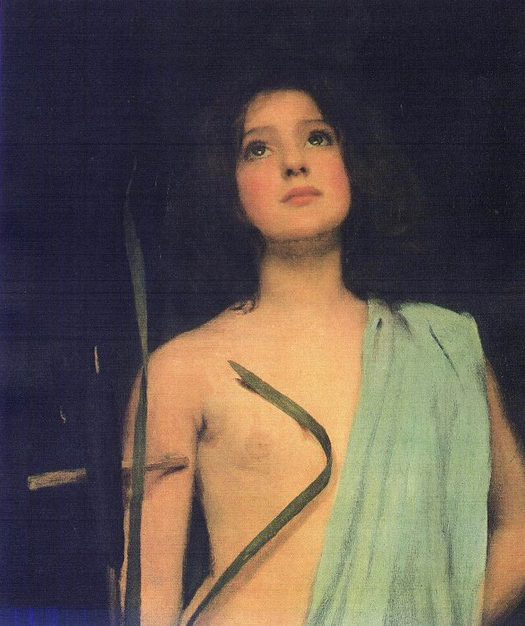
«Свята Жанна», Вотергауз, XX ст.

### Скульптура
Масово пам'ятники Жанні д'Арк почали встановлюватися наприкінці XIX ст. Кожне місто Франції хотіло мати статую: 1875 року на майдані Пірамід у Парижі встановлена робота Фрем'є; 1882 року — в Комп'єні, 1892 — в Домремі.

Скульптура
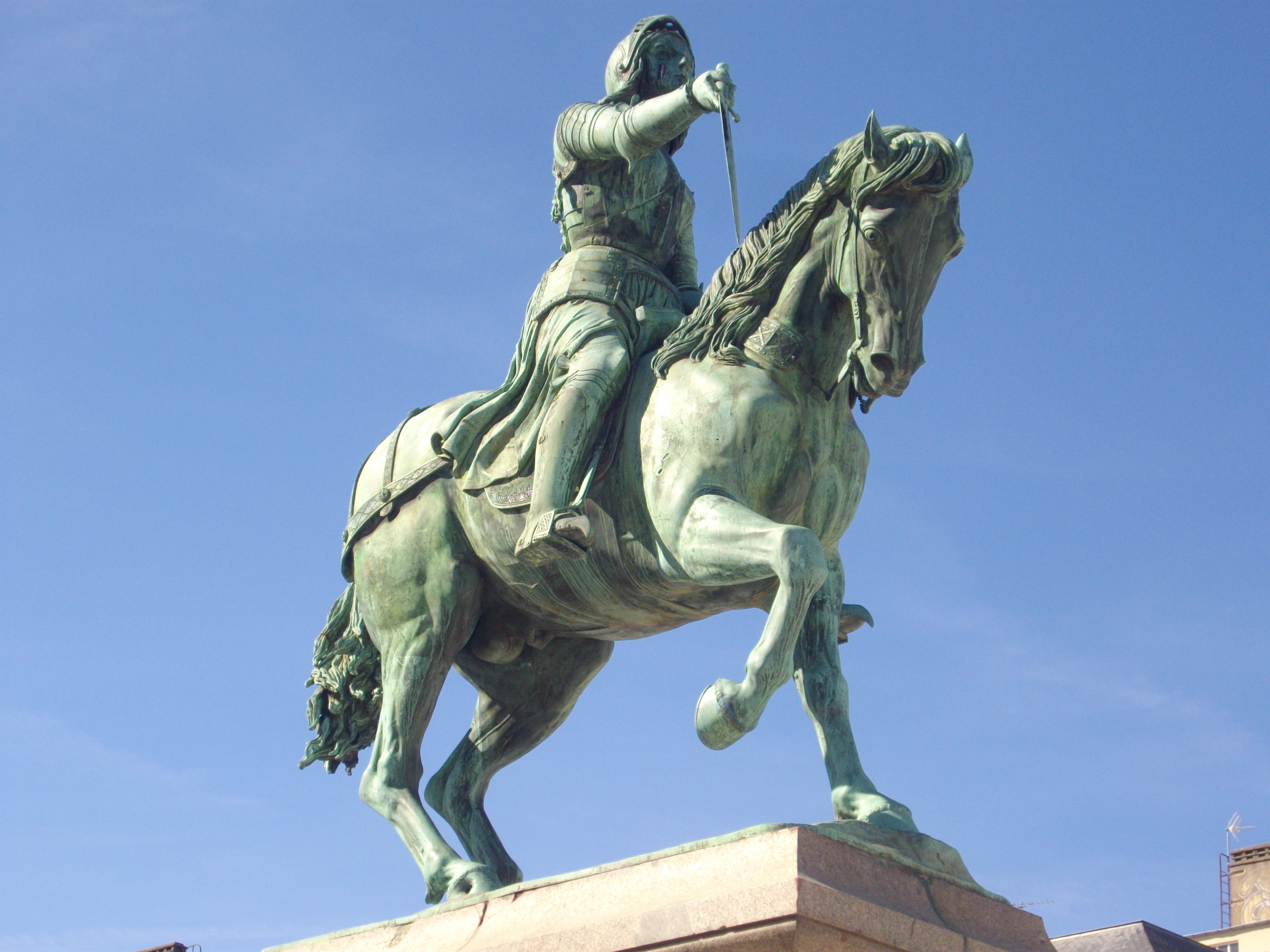
Пам'ятник в Орлеані, 1855.
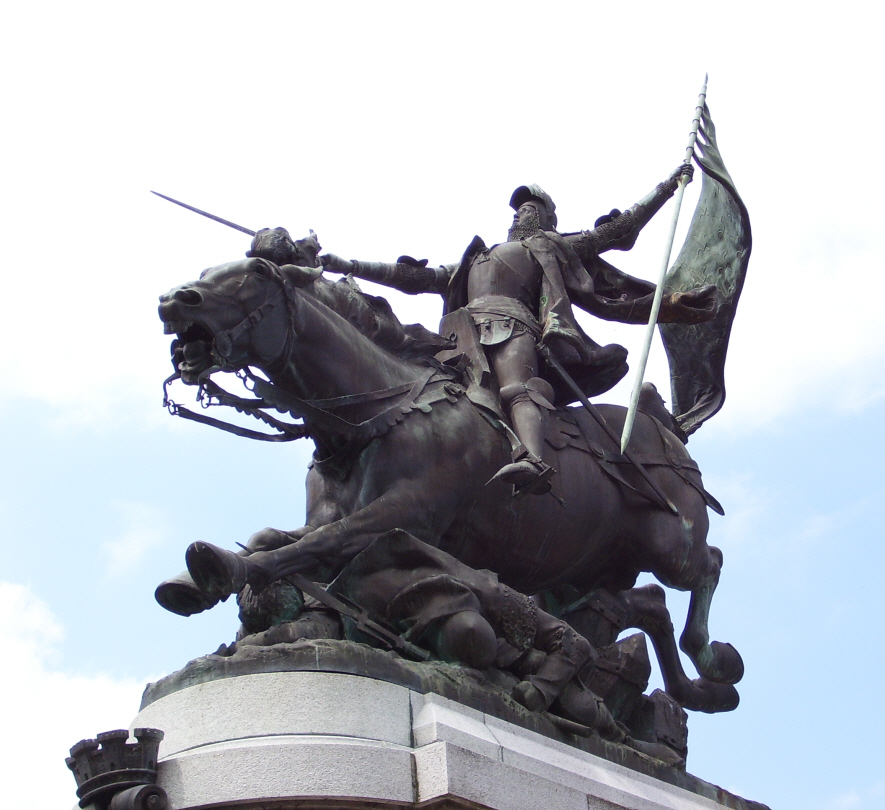
Пам'ятник в Шиноні (Ж. Руло, 1893)
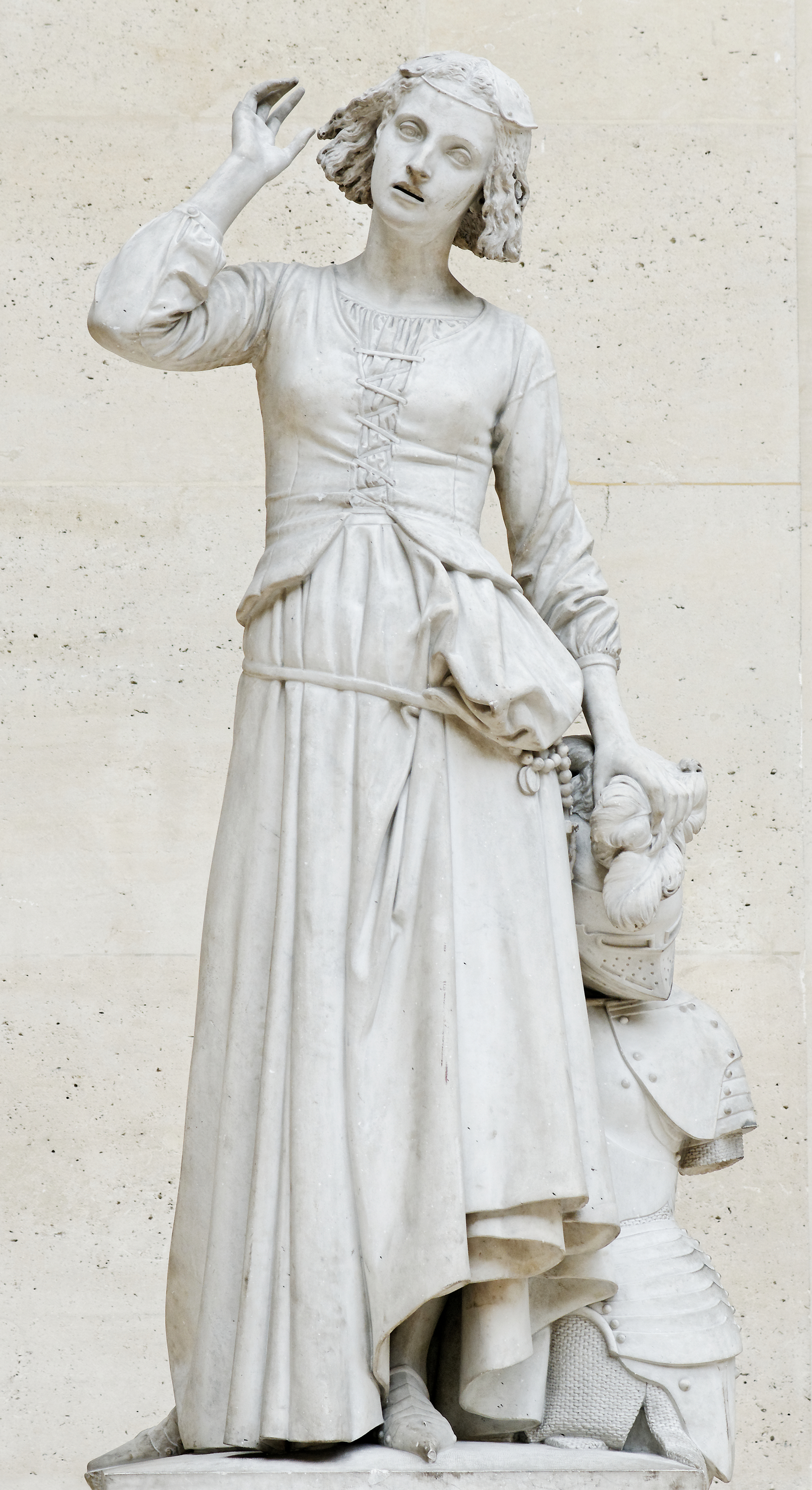
François Rude, 1842. Париж
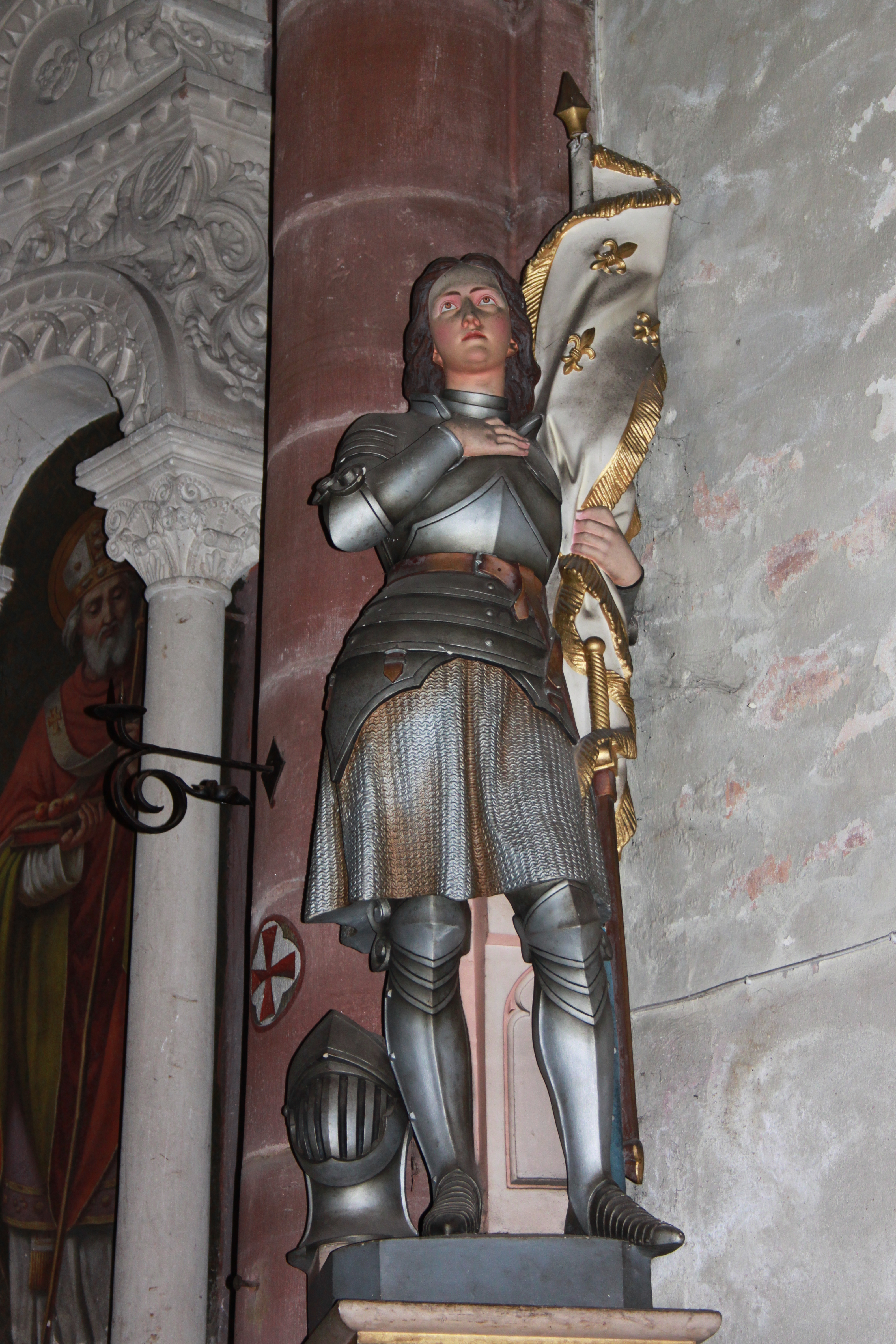
Статуя в Церкві святого Варфоломія (Сольєр)
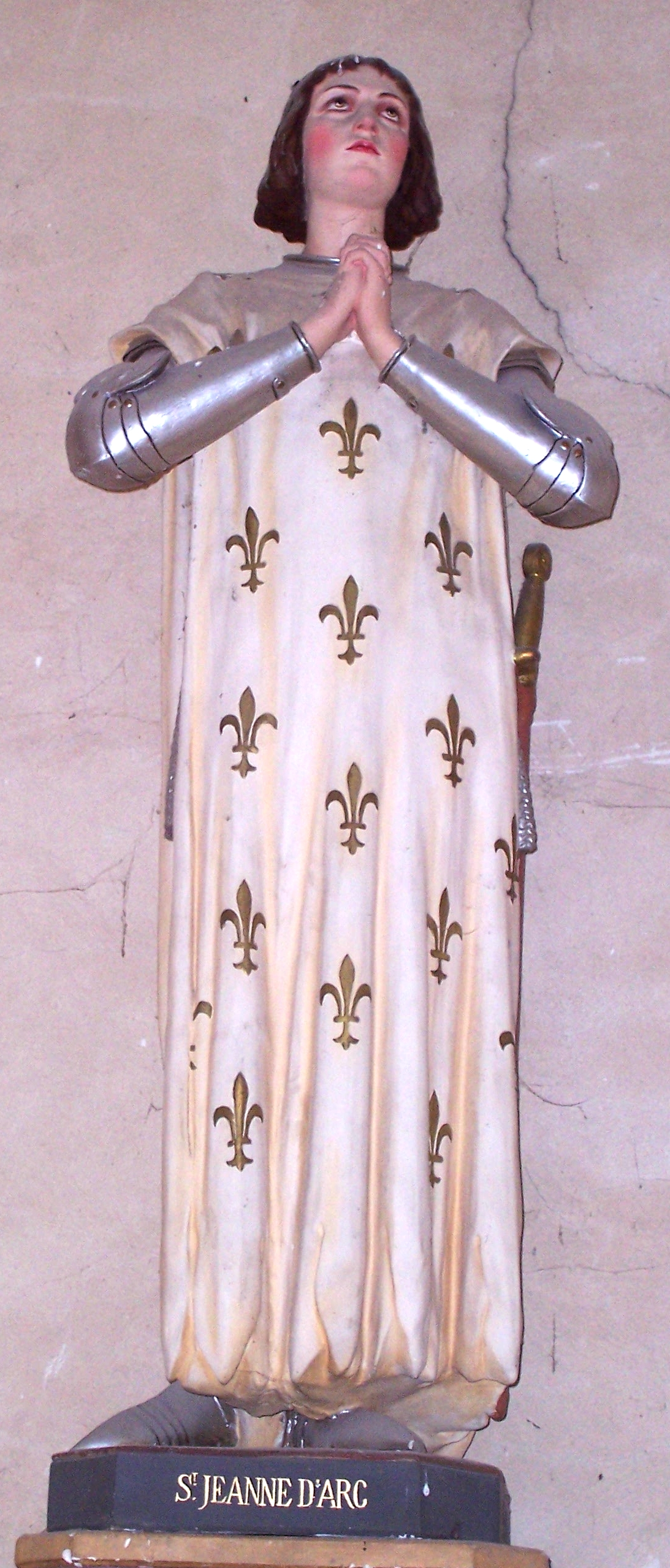
Статуя в Корне (Арденни)
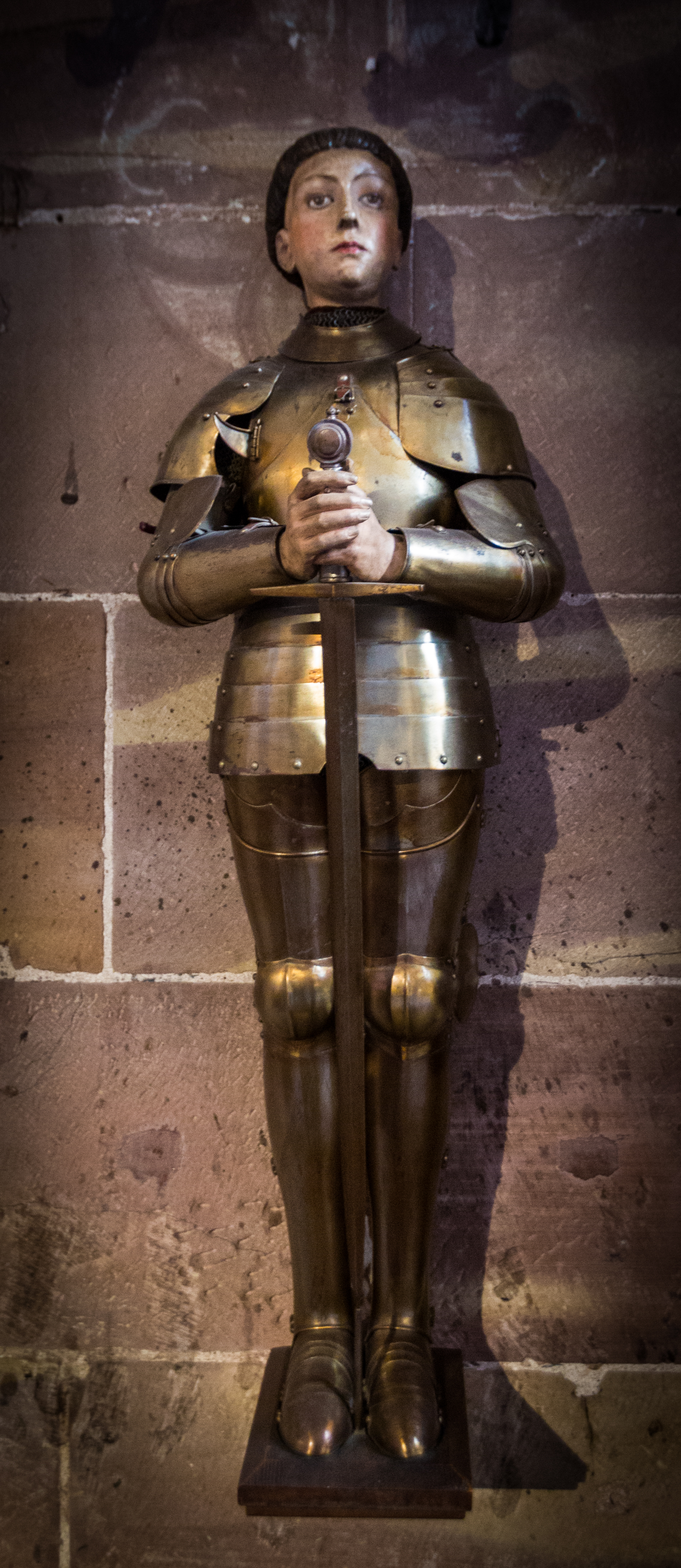
Cathédrale de Strasbourg chapelle Ste Catherine

### Кінематограф

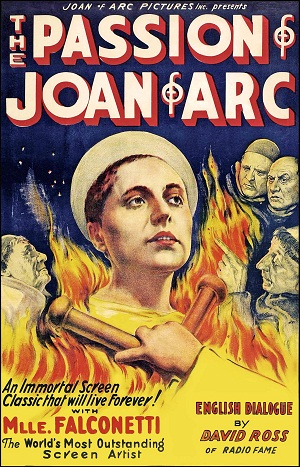
Постер «Страстей Жанни д'Арк», 1928.

Постер «Процесу Жанни д'Арк», 1962

Постер «Жанни д'Арк» Бессона (1999)

З появою кінематографу Жанну д'Арк чекало нове життя. Перша присвячена їй стрічка вийшла в 1899 році, відтоді число екранізацій її життя та подвигу перевалило за 70.
- «Жанна д'Арк» («Jeanne d'Arc», 1899), головна роль — Жанна д'Альсі.
- «Жінка Жанна» («Joan the Woman», 1916), головна роль — Джеральдіна Фаррар
- «Свята Жанна» («Saint Joan», 1927), головна роль — Сибіл Торндайк.
- «Страсті Жанни д'Арк» (1928) — драма Дреєра, головна роль — Рене-Жанна Фальконетті. Один з визнаних шедеврів світового кінематографа.
- «Чарівне життя Жанни Д'Арк» («La merveilleuse vie de Jeanne d'Arc», 1929), режисура — Марко де Гастін, головна роль — Сімона Женев'є.
- «Жанна-діва» («Das Mädchen Johanna», 1935), головна роль — Ангела Саллокер.
- «Жанна д'Арк» («Joan of Arc», 1948), режисура — Віктор Флемінг, головна роль — Інгрід Бергман.
- «You Are There» (серія «The Final Hours of Joan of Arc (May 30, 1431)», 1953), головна роль — Кім Стенлі.
- «Жанна д'Арк на вогнищі» («Giovanna d'Arco al rogo», 1954), режисура — Роберто Росселліні, головна роль — Інгрід Бергман.
- «Долі» («Destinées», 1954), головна роль — Мішель Морган.
- «Омнібус» («Omnibus», серія «Saint Joan», 1955), головна роль — Кім Гантер.
- «Свята Іоанна» («Saint Joan», 1957), режисура — Отто Премінгер, головна роль — Джин Сіберг.
- «Жайворонок» («The Lark», 1957), головна роль — Джулі Гарріс.
- «Епоха королів» («An Age of Kings», серія "Henry VI Part 1: The Red Rose and the White, 1960), в ролі Жанни д'Арк — Айлін Еткінс.
- «Процес Жанни д'Арк» («Procès de Jeanne d'Arc», 1962) — чорно-біла драма Брессона, заснована на стенограмі суду над д'Арк. Головна роль — Флоранс Делей.
- «Війни Троянд» («The Wars of the Roses», серія «Henry VI», 1965), в ролі Жанни д'Арк — Джанет Сазман.
- «Jeanne au bûcher» (1966), головна роль — Едіт Скоб.
- «Свята Жанна» («St. Joan», 1968), головна роль — Джанет Сазман.
- «Початок» («Начало», 1970), режисура — Гліб Панфілов, головна роль — Інна Чурикова.
- «The First Part of Henry the Sixt» (1983), в ролі Жанни д'Арк — Бренда Блетін.
- «Jane B. par Agnès V.» (1988) з Джейн Біркін.
- «Жанна д'Арк. Влада і невинність» («Jeanne d'Arc, le pouvoir de l'innocence», 1989), головна роль — Сесіль Магне.
- «Неймовірні пригоди Білла і Теда» («Bill & Ted's Excellent Adventure», 1989), в ролі Жанни д'Арк — Джейн Віелдон.
- «Жанна-діва» («Jeanne la Pucelle», 1994) Жака Ріветта з Сандрін Боннер.
- «Жанна д'Арк» (1999) з фільм Люка Бессона з Мілою Йовович.
- «Жанна д'Арк» (мінітелесеріал, 1999) — пригодницький канадський продукт Крістіана Дюгея з Лілі Собескі про використання Жанни дофіном Карлом та єпископом Конош.
- «Clone High» (телесеріал, 2003), в ролі д'Арк — Ніколь Салліван.
- «Deadliest Warrior» (телесеріал, 2011), в ролі д'Арк — Вірджинія Генкінс.
- «Мовчання Жанни» («Jeanne Captive», 2011), головна роль — Клеманс Поезі.
- «Любов Жанни д'Арк» (документальний фільм, 2011, Росія).

### Мультиплікація і комікси
- Witchblade (комікс) — за версією всесвіту, Жанна д'Арк одна з носителів Клинка Відьом.
- Histeria! (мультсеріал) — пародійний продукт Warner Brothers. Д'Арк, постійний персонаж, озвучена Лорейн Ньюмен.
- Clone High (мультсеріал) — клон Жанни д'Арк є постійним персонажем.
- Top 10: The Forty-Niners (комікс) — офіцер Джоанна Дарк (Joanna Dark) носить залізні обладунки і нищить нежить божественною силою.

### Аніме і манга
- Жанна д'Арк і Лицар-Алхімік (аніме, манґа та ранобе): історія Касуга Мікаге про дівчину, що стала Уліссом з допомогою філософського каменя.
- Jeanne — тритомна манга (яп. ジャンヌ) про події Столітньої війни. Життя протагоністки виявляє паралелі з життям д'Арк.
- Kamikaze Kaito Jeanne (манга і однойменне аніме) Аріни Танемура — героїня Марон Кусакабе, реінкарнація Жанни, звертається до неї з проханням про силу, котрою бореться з демонами.
- Шаман Кінг (аніме і манга) Хіроюкі Такеї — Залізна діва Жанна (яп. アイアン・メイデン・ジャンヌ, «Iron Maiden Jeanne»).
- Shingeki no Bahamut: Genesis (аніме) — Жанна Д'Арк обрана богами очільниця святих лицарів, несе Спис архангела Михаїла.
- Hetalia — Жанна д'Арк багаторазово фігурує в спогадах Франції.
- «Блукачі» (аніме і манга) Хірано Коти — значна антагоністка, що після страти потрапила в магічний світ, маніпулює вогнем і зненавиділа людство.
- Ashita no Nadja — Надя і її друзі шукають скарб Жанни д'Арк, яким виявляється зерня, посаджене Надею, що виросло в ціле поле квітів.
- У серії Fate (Fate/Apocrypha) Жанна Д'Арк — героїчна душа унікального класу «Рулер» (захисниця інтересів Грааля), а також своя протилежність «Альтер Жанна», породжена бажанням Жиля Де Ре до Граалю, котра використовує вогонь для атак.
- У фіналі аніме Дівчинка-чарівниця Мадока Магіка головна героїня, перетворена у втілення надії, рятує Жанну д'Арк від вогнища.
- У картковій грі і аніме Yu-Gi-Oh! є карта «Свята Жанна». У 107-й серії аніме персонажі борють нею останнього монстра.
- Nobunaga the Fool (аніме) — Жанна Кагуя Д'Арк з Леонардо да Вінчі прибуває на Східну Планету з метою знайти Короля-Рятівника і стає пажем Оди Нобунагі.
- У сьомому повнометражному анімаційному фільмі Digimon є дівчина-ангел «Д'Аркмон», що б'ється мечем.

### Ігри
- Багатожанрова Wars & Warriors: Joan of Arc Тревора Чана — сюжет приблизний до історичних подій 29 квітня — 17 липня 1429 (як і в Age of Empires II), гра закінчується походом у Реймс. У фінальному ролику оповідається, що після супроводу короля Жанна повернулась додому, до сільського життя.
- Тактична рольова гра Jeanne d'Arc (PSP), присвячена життю д'Арк, вільно переказує біографію в фантастичному антуражі: на боці англійців борються демони, а Жанна зобов'язана силами магічному браслету.
- У стратегії Age of Empires II: The Age Of Kings є кампанія, присвячена Жанні д'Арк: в 6 місіях розглянуті етапи шляху в Шинон, осада Орлеану, похід на Божансі, похід у бік Реймса для коронації. У першій місії Жанна є простою селянкою, з 2 по 5 — героїня-вершниця, дія останньої розгортається після смерті д'Арк.
- У глобальній стратегічній грі Civilization 3 д'Арк — лідерка французької фракції.
- У рольовій грі Lionheart: Legacy of the Crusader привид Жанни постає супутником (NPC) на гравецькому шляху. Вона — найсильніша компаньйонка гри.
- У всесвіті ігор Assassin's Creed сказано, що д'Арк володіла Мечем Едему, з допомогою якого перемагала.
- В історії ігрового всесвіту Warhammer 40,000 згадується Свята Саббат, пастушка з планети Хагія, що отримала одкровення Імператора і очолила Хрестовий похід, завоювавши більше сотні зоряних систем за кілька років.
- У рольовій грі Dragon Age: Origins часто згадується вигадана свята діва Андраста, історія котрої явно відсилає до Жанни д'Арк.

## Виноски
1. ↑  Bouzy O. Jeanne d'Arc en son siècle — 2013. — С. 93. — ISBN 978-2-213-67205-2
2. ↑  Tisset P., Lanhers Y. Procès de condamnation de Jeanne d'Arc, Tome I, Texte — 1960. — С. 41.
3. ↑  Pernoud R. J'ai nom Jeanne la Pucelle — Éditions Gallimard, 1994. — P. 15.
4. 1 2  Pernoud R. J'ai nom Jeanne la Pucelle — Éditions Gallimard, 1994. — P. 92.
5. ↑  SNAC — 2010.
6. ↑  Malcolm G.A. Vale, Lanhers Y. Encyclopædia Britannica
7. ↑  Pernoud R., Clin M. Joan of Arc: Her Story — P. 274.
8. ↑  Її ім'я писалося по-різному аж до середини XIX ст. [Перну Р., Клэн М.-В. Жанна д'Арк. С. 220—221]. Сама вона писала його як Jehanne (див. www.stjoan-center.com/Album/, частини 47 і 49; про це ж повідомляється у Перну і Клен).
9. ↑  An exact date of birth (6 January, without mention of the year), is uniquely indicated by Perceval de Boulainvilliers, councillor of King Charles VII, in a letter to the duke of Milan. Régine Pernoud's Joan of Arc By Herself and Her Witnesses, p. 98: «Boulainvilliers tells of her birth in Domrémy, and it is he who gives us an exact date, which may be the true one, saying that she was born on the night of Epiphany, 6 January». However, Marius Sepet has alleged that Boulainvilliers' letter is mythographic and therefore, in his opinion, unreliable (Marius Sepet, «Observations critiques sur l'histoire de Jeanne d'Arc. La lettre de Perceval de Boulainvilliers», in Bibliothèque de l'école des chartes, n°77, 1916, pp. 439–47 [Архівовано 26 листопада 2015 у Wayback Machine.]. Gerd Krumeich shares the same analysis (Gerd Krumeich, «La date de la naissance de Jeanne d'Arc», in De Domremy … à Tokyo: Jeanne d'Arc et la Lorraine, 2013, pp. 21–31). Colette Beaune emphasizes the mythical character of the Epiphany feast, the peasants' joy and the long rooster crow mentioned by Boulainvilliers (Colette Beaune, Jeanne d'Arc, Paris: Perrin, 2004, ISBN 2-262-01705-0, pp. 26-30). As a medieval peasant, Joan of Arc knew only approximately her age. Olivier Bouzy points out that accuracy birthdates are commonly ignored in the Middle Ages, even within the nobility, except for the princes and kings. Therefore, Boulainvilliers' precise date is quite extraordinary for that time. At least, the year 1412 rates in the chronological range, between 1411 and 1413, referenced by the chronicles, Joan herself and her squire Jean d'Aulon (Olivier Bouzy, Jeanne d'Arc en son siècle, Paris: Fayard, 2013, ISBN 978-2-213-67205-2, pp. 91-93).
10. ↑  Le procès de Jeanne d'Arc. Архів оригіналу за 7 березня 2014. Процитовано 3 січня 2021.
11. ↑  Régine Pernoud, «Joan of Arc By Herself And Her Witnesses», pp. 179, 220–22
12. 1 2  Andrew Ward (2005) Joan of Arc на сайті IMDb (англ.)
13. ↑  Joan of Arc: Reality and Myth. Uitgeverij Verloren. 1994. с. 8. ISBN 978-90-6550-412-8.
14. ↑  Condemnation trial, p. 37. [Архівовано 14 листопада 2014 у Wayback Machine.]. Retrieved 23 March 2006.
15. ↑  Pernoud and Clin, p. 221.
16. ↑  Condemnation trial, pp. 58-59. [Архівовано 14 листопада 2014 у Wayback Machine.]. Retrieved 23 March 2006.
17. ↑  ЖАННА Д'АРК 1412—1431. Архів оригіналу за 14 січня 2018. Процитовано 14 січня 2018.
18. ↑  Странные друзья Жанны д'Арк. Архів оригіналу за 30 січня 2018. Процитовано 29 січня 2018.
19. ↑  Свідчення Жана де Меца на повторному процесі.  [Архівовано 22 вересня 2017 у Wayback Machine.]. Отримано 12 лютого 2006.
20. ↑  Oliphant, ch. 2. [Архівовано 21 вересня 2017 у Wayback Machine.]. Retrieved 12 February 2006.
21. 1 2  Richey, p. 4.
22. ↑  Richey, «Joan of Arc: A Military Appreciation». [Архівовано 30 вересня 2017 у Wayback Machine.]. Retrieved 12 February 2006.
23. 1 2  Vale, M.G.A., 'Charles VII', 1974, p. 55.
24. ↑  Vale, M.G.A., 'Charles VII', 1974, p. 56.
25. ↑  Perroy, p. 283.
26. ↑  Pernoud and Clin, p. 230.
27. ↑  DeVries, pp. 74-83
28. ↑  Ревні католики вважають це доказом її божої місії. У Шіноні й Пуатльє вона оголосила, що в Орлеані справою покаже свою правоту. Завдяки зняттю облоги вона здобула підтримку визначних церковних сановників, таких як архієпископ Ембрюнський та теолог Жан Герсон, які одразу ж після подій під Орлеаном написали відгуки в її підтримку.
29. ↑  DeVries, pp. 96-97.
30. ↑  Nullification trial testimony of Jean, Duke of Alençon. [Архівовано 17 червня 2017 у Wayback Machine.]. Retrieved 12 February 2006.
31. ↑  DeVries, pp. 114—115.
32. ↑  DeVries, pp. 122—126.
33. ↑  Lucie-Smith, pp. 156—160.
34. ↑  DeVries, p. 134.
35. ↑  Діапазон думок широкий — від м'якого натяку на інтриги до звинувачень. Безпристрасний аналіз можна прочитати у Gower, ch. 4. [Архівовано 3 березня 2006 у Wayback Machine.] (Accessed 12 February 2006). Інші приклади Pernoud and Clin, pp. 78-80; DeVries, p. 135; and Oliphant, ch. 6. [Архівовано 21 вересня 2017 у Wayback Machine.]. Retrieved 12 February 2006.
36. 1 2  Geiger,Barbara (April 2008). A Friend to Compiegne. Calliope Magazine. 18 (8): 32—34.
37. ↑  DeVries, pp. 161—170.
38. ↑  «Joan of Arc, Saint». Encyclopædia Britannica. 2007. Encyclopædia Britannica Online Library Edition. 12 September 2007 <http://www.library.eb.com.ezproxy.ae.talonline.ca/eb/article-27055 [Архівовано 16 вересня 2020 у Wayback Machine.]>.
39. 1 2 3 4 5 6 7  Declan Butler. Joan of Arc's relics exposed as forgery [Архівовано 30 грудня 2008 у Wayback Machine.] «Nature», 446 (5 April 2007)
40. ↑  Judges' investigations 9 January — 26 March, ordinary trial 26 March — 24 May, recantation 24 May, relapse trial 28-29 May.
41. ↑  Вирок повторного процесу пізніше підтвердив, що Кошон не мав права проводити процес. Дивіться Joan of Arc: Her Story Режіни Перну та Марі-Веронік Клен, стр. 108. Віце-інквізитор Франції з самого початку заперечував проти процесу з огляду на відсутність юрисдикції.
42. ↑  Pernoud and Clin, p. 130.
43. ↑  Свідчення отця Байї на повторному процесі:  [Архівовано 9 вересня 2017 у Wayback Machine.]. Отримано 12 February 2006.
44. ↑  Taylor, Craig, Joan of Arc: La Pucelle p. 137.
45. ↑  Condemnation trial, p. 52. [Архівовано 14 листопада 2014 у Wayback Machine.]. Retrieved 12 February 2006.
46. ↑  Pernoud and Clin, p. 112.
47. ↑  Condemnation trial, pp. 314—316. [Архівовано 14 листопада 2014 у Wayback Machine.]. Retrieved 12 February 2006.
48. ↑  Condemnation trial, pp. 342—343. [Архівовано 14 листопада 2014 у Wayback Machine.] (Accessed 12 February 2006)
49. ↑  Ця статуя охороняється державою як історичний монумент з 30 жовтня 2002 року
50. ↑  Дивіться Pernoud, p. 220, де цитується апеляційне свідчення брата Мартена Ладвеню та брата Ізамбара де ла П'єра.
51. ↑  Свідчення Жана Массьє на повторному процесі  [Архівовано 22 вересня 2017 у Wayback Machine.]. Отримано 12 February 2006.
52. ↑  Свідчення на реабілітаційному процесі Ґійома де Маншона.  [Архівовано 16 липня 2011 у Wayback Machine.]. Retrieved 12 February 2006.
53. ↑  За словами фахівця з середньовічного одягу Адрієна Армана вона носила дві пари штанів, пристібнутих до жилета 20 застібками. Верхні штани були зроблені з так званої шведської шкіри. «Jeanne d'Arc, son costume, son armure.» [Архівовано 19 серпня 2017 у Wayback Machine.](фр.). Retrieved 23 March 2006.
54. ↑  Condemnation trial, p. 78. [Архівовано 14 листопада 2014 у Wayback Machine.] (Accessed 12 February 2006). На повторному процесі професор теології із Пуатьє Сеген де Сеген не згадував питання чоловічого вбрання, але щиросердно свідчив про її набожність  [Архівовано 14 листопада 2014 у Wayback Machine.]. Retrieved 12 February 2006.
55. ↑  Fraioli, «Joan of Arc: The Early Debate», p. 131.
56. ↑  Pernoud, p. 233.
57. ↑  Жанна д "Арк шість легенд навколо великого імені. Архів оригіналу за 14 січня 2018. Процитовано 14 січня 2018.
58. ↑  Жанна Д'Арк: очима медиків, Церкви та істориків. Архів оригіналу за 14 січня 2018. Процитовано 14 січня 2018.
59. ↑  О тех, кто был влюблен в Жанну д'Арк. Архів оригіналу за 14 січня 2018. Процитовано 14 січня 2018.
60. ↑  Краткая биография Жанны д'Арк на основе книг и исторических документов. Архів оригіналу за 14 січня 2018. Процитовано 14 січня 2018.
61. 1 2  Lettres de Jeanne d'Arc. www.editionsfradet.com. Архів оригіналу за 29 червня 2013. Процитовано 11 червня 2019.
62. ↑  Перну Р., Клэн М.-В. Жанна д'Арк. — М., 1992. — С. 249.
63. ↑  Сабов А. Жанна д'Арк и Европа // Новый мир : журнал. — 1980. — № 9.
64. ↑  Новенна до святої Жанни д’Арк. День 1 (англ.). Процитовано 25 травня 2024.
65. ↑  Свята справедливої перемоги: що потрібно знати про Жанну д’Арк? (англ.). Процитовано 25 травня 2024.